# Survilliers
Survilliers est une commune française située dans le canton de Goussainville, dans le département du Val-d'Oise en région Île-de-France. Elle appartient à l'unité urbaine de Fosses et à l'aire urbaine de Paris.
Le village, encore à prédominance agricole au début du XXe siècle, ne s'est jamais démarqué dans l'Histoire jusqu'à l'installation d'un important établissement industriel peu avant la Première Guerre mondiale, la Cartoucherie Française : Survilliers devient alors un village ouvrier. La construction massive de grandes résidences entre la fin des années 1960 et le milieu des années 1970 donne à la commune le visage apparent d'un village-dortoir, trompeur car le nombre d'emplois sur son territoire dépasse la population active. La commune a su préserver les derniers souvenirs de son passé rural et limiter l'urbanisation en faveur d'une qualité de vie appréciable.

## Géographie

### Localisation
La commune se situe en pays de France, plus particulièrement en plaine de France, à 30 km au nord de Paris, aux confins des départements de l'Oise et du Val-d'Oise.

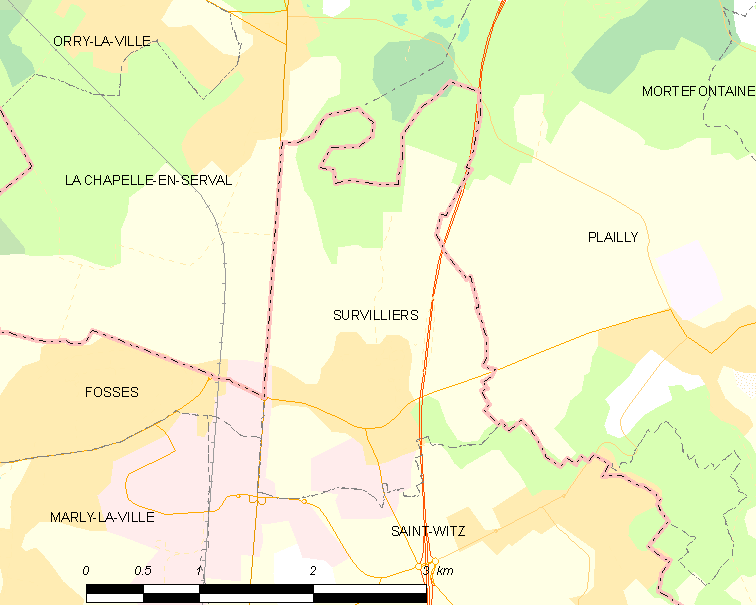
Carte de la commune.
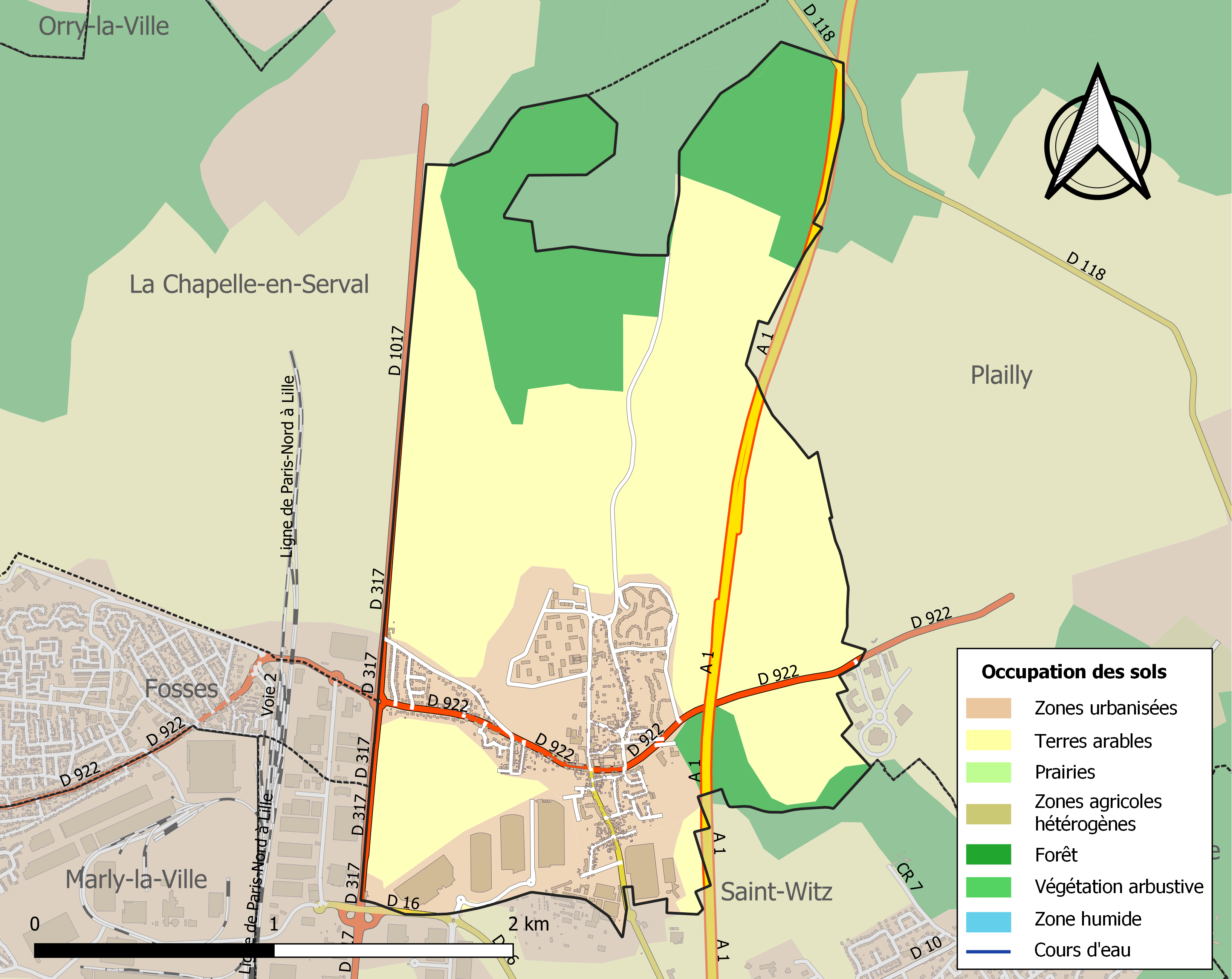
Occupation des sols.

### Communes limitrophes
Les communes limitrophes sont La Chapelle-en-Serval, Plailly, Fosses et Saint-Witz.
|        | La Chapelle-en-Serval (Oise) |                |
| Fosses | Survilliers.                 | Plailly (Oise) |
|        | Saint-Witz                   |                |

Sur les 80 % de son périmètre, le territoire de Survilliers côtoie le département de l'Oise.

### Géologie et relief
Les limons des plateaux, qui fait la richesse agricole de la Plaine de France, est présent tout autour du village et correspond à la majorité de la surface cultivée de Survilliers. Le village est également bâti sur 
les limons, mince strate atteignant quelques mètres d'ampleur. Vers l’ouest, elle prend sa fin avec la faille de terrain mentionnée ci-dessus, qui, au nord de la D 922, est marqué par le bois de la Garenne du Houx, par la Garenne Boisseau et ensuite par la lisière des différents bois privés donnant sur La Chapelle-en-Serval. Au sud, les marnes se poursuivent largement au-delà du territoire communal. Elles ne sont visibles à la surface que rarement, dans des anciennes carrières de gypse.
La ligne de délimitation décrite est suivie par une bande de calcaire de Saint-Ouen (Bartonien moyen ou Marinésien), de couleur blanchâtre à grisâtre légèrement rosé. La bande est étroite sous le bois de la Garenne du Houx et la Garenne Boisseau, mais prend une largeur dépassant un kilomètre sous les bois au nord de Survilliers avant de dévier vers l’est. Au lieu-dit la Guépelle à l’extrémité sud-ouest de la commune, elle infléchit un instant vers l’est avant de continuer définitivement vers l’ouest, où elle passe en dessous de Marly-la-Ville et marque la « ligne de crêtes » au sud de la vallée de l’Ysieux. Le calcaire de Saint-Ouen est accompagné de poches ou minces placages de sables de Monceau.
À l’ouest de Survilliers, la bande de calcaire de Saint-Ouen est relayée par les sables et grès d'Auvers et de Beauchamp (Auversien, ou sables bartoniens indifférenciés), dont la couche atteint six à quinze mètres de profondeur sans monter à la surface dans les environs de Survilliers. Les sables de Monceau ne sont présents que sur un petit ilot à la limite sud des Petits Bois. - La D 317, orienté dans un sens nord-sud, correspond par ailleurs à l'anticlinal du Bray. Ici, se rencontre par endroits le Lutétien ; notamment au sud de La Chapelle-en-Serval où des débris de calcaires grossiers et de caillasses parsèment les champs.
Les versants de la butte de Montmélian atteignent le territoire de Survilliers près du point culminant de la commune, à l’est de l’autoroute, vers Saint-Witz. Au pied des versants, l’on découvre une mince bande de marnes vertes dite de Romainville et marnes à Cyrènes (Stampien inférieur ou Sannoisien) épaisse de cinq à six mètres, qui cède rapidement la place aux sables de Fontainebleau (Stampien) avec l’augmentation de l’altitude des terrains. La couche de ces sables peut atteindre une puissance de trente mètres de profondeur. Cependant, ces strates du Stampien ne concernent qu’une portion marginale de la commune de Survilliers.
Des forages ont relevé la présence de craie blanche à silex (Campanien, ou Sénonien supérieur) à un niveau de -6 m au-dessous du niveau de la mer. Le gypse se rencontre également dans les profondeurs, comme sous des grandes parties du département ; il s'approche suffisamment de la surface pour avoir été exploité en carrières souterraines sur les versants de la butte de Montmélian, sur le territoire des communes voisines de Saint-Witz et Plailly mais à quelques centaines de mètres de Survilliers seulement. Il paraît aussi qu'un gisement au-dessous des Petits Bois (au nord de la commune) ait été exploité pendant quelques années.
Le point culminant de Survilliers, à 157 m d'altitude, se situe sur le chemin rural de l'Enfresne vers Saint-Witz, à l'endroit où ce chemin décrit un coude et dévie du sens ouest-est vers le sens nord-ouest - sud-est. D'ici, l'on peut bénéficier d'une vue jusqu'à la cathédrale de Senlis et au-delà jusqu'aux collines boisées de la forêt d'Halatte. L'altitude moyenne est de 130 m.
Le territoire communal n'est traversé par aucun cours d'eau et ne présente pas de source naturelle.
Au nord du village, et plus précisément au monument aux morts, une faille de terrain prend son origine et se poursuit en direction du nord sur environ deux kilomètres. Elle se présente sous la forme d'un secteur à profil fort accidenté comportant des déclivités abruptes et assez importantes. Les vestiges de 
tranchées du début de la Première Guerre mondiale zigzaguant sur le flanc de la pente renforcent encore le caractère singulier de la contrée. À l'ouest de cette zone, le niveau des terrains est inférieur à celui des terrains à l'est. La zone de la faille est couvert par le bois de la Garenne du Houx (de 6 ha), acquis en 1990 par la commune, et par la Garenne Boisseau.

### Voies de communication et transports

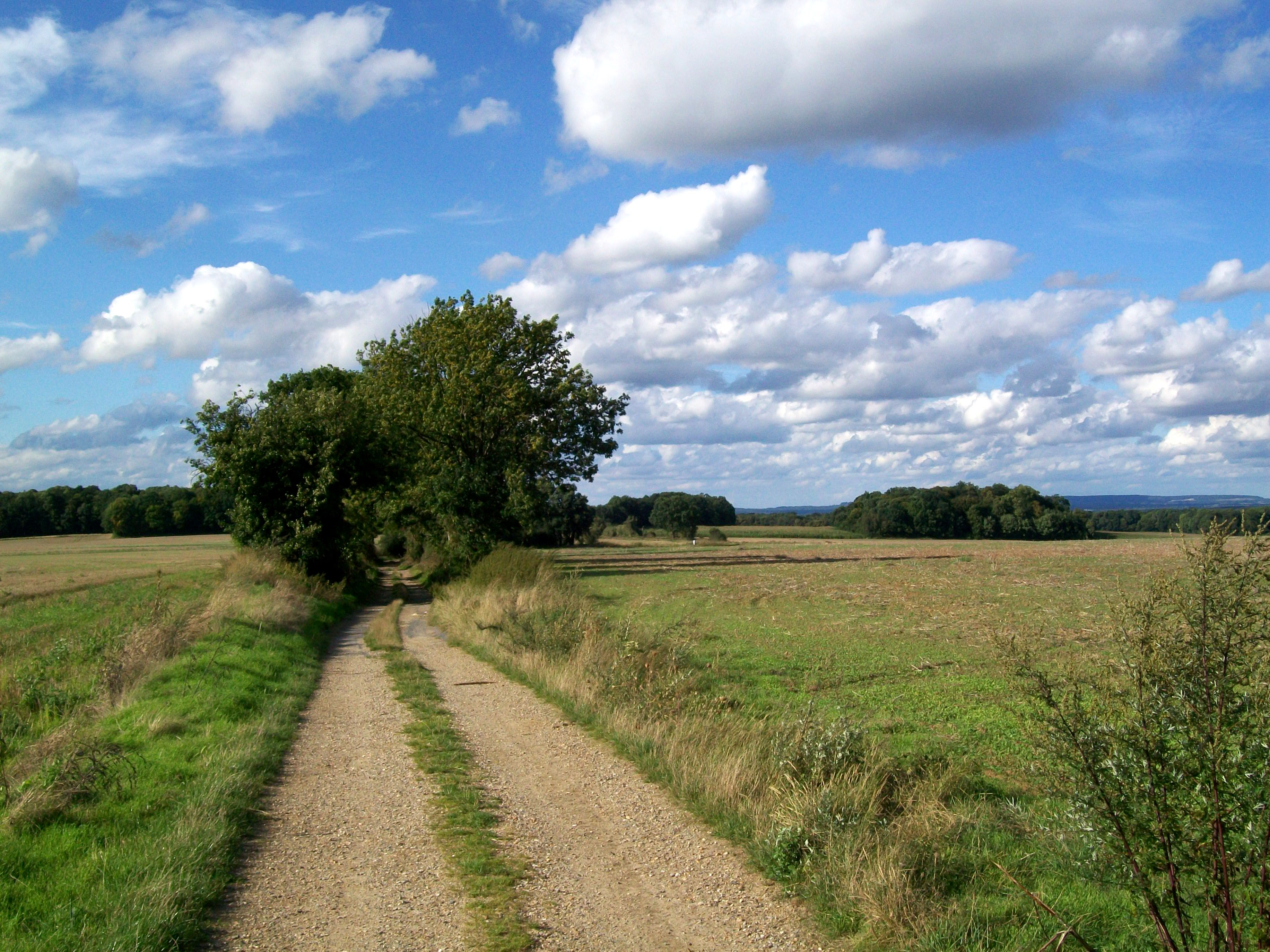
Le chemin rural des Vaches, menant vers les Petits-Bois et la Garenne Maillard.

#### Circulation routière
À l'extrémité est, la commune est traversée du nord au sud par l'autoroute A1. La sortie la plus proche est la sortie no 7 Chantilly, situé à 1,5 km au sud du village sur le territoire de la commune de Saint-Witz. L'échangeur peut être rejoint via une route communale.
À l'extrémité ouest, la commune est également traversée du nord au sud par l'ancienne route nationale 17, qui sur sa portion valdoisienne a été renumérotée D 317 à la suite du transfert de cette route aux département le 1er janvier 2006. La D 317 permet de rejoindre La Chapelle-en-Serval, Senlis ainsi que Chantilly au nord, et Louvres et Goussainville au sud. Par la D 16 au sud de la commune, la D 317 est reliée à l'échangeur avec l'autoroute A1 mentionnée ci-dessus.
En outre, la commune est traversée d'ouest en est par la D922, (liaison Luzarches - Fosses - Plailly - Ermenonville). Cette route est, avec la route communale vers Saint-Witz, la seule voie de communication traversant le centre-ville de Survilliers.
Sur le plan des sentiers de randonnée, il y existent deux chemins ruraux intercommunaux. Le chemin rural no 7, partant au bout de la rue d'Enfresne, au sud du stade, permet de rejoindre à pied la commune voisine de Saint-Witz ; ce chemin entre dans l'itinéraire du GR (sentier de grande randonnée) de pays Goële-Aulnois. Le chemin rural no 10, dit Voirie des Vaches, part au nord-est du cimetière et rejoint la D 118 entre La Chapelle-en-Serval et Plailly au bout de 2,7 km.

#### Transports ferroviaires
Survilliers est desservie par la gare de Survilliers - Fosses située au km 29,655 de la ligne Paris-Nord - Lille. La gare est implantée dans la commune de Fosses, mais le nom de la commune de Survilliers est mentionné cependant en premier lieu dans le nom de la gare, puisqu'à l'ouverture de la ligne le 1er juin 1859, le village de Fosses fut fort éloigné de la station et ne s'en rapprocha qu'avec la construction de lotissements à partir du début du XXe siècle. Depuis la mise à quatre voies de la section Paris - Survilliers au 15 avril 1905, la gare de Survilliers - Fosses est uniquement desservie par les trains de banlieue, qui depuis septembre 1990 circulent en tant que ligne D du RER. Dès lors, ces trains ne sont plus limités à la gare du Nord, mais desservent également la gare de Châtelet-Les Halles, et depuis le 24 septembre 1995, sont interconnectés avec la banlieue sud-est.
Quelques trains sont omnibus au nord de Paris. La fréquence de la desserte est de 30 minutes tout au long de la semaine, avec un renforcement (un train toutes les 15 minutes) pendant les heures de pointe. L'amplitude de la desserte est de 05:03 (premier train pour Paris) à 01:24 (arrivée du dernier train depuis Paris). En 2010, le temps de parcours jusqu'à la gare du Nord est de 35 minutes à l'aller et de 34 minutes au retour. Le terminus nord des trains est la gare de d'Orry-la-Ville - Coye-la-Forêt dans la plupart des cas ; certains trains poursuivant leur parcours jusqu'à Creil. Dans ces deux dernières gares, des correspondances vers le TER Picardie sont établies.

#### Transports en commun

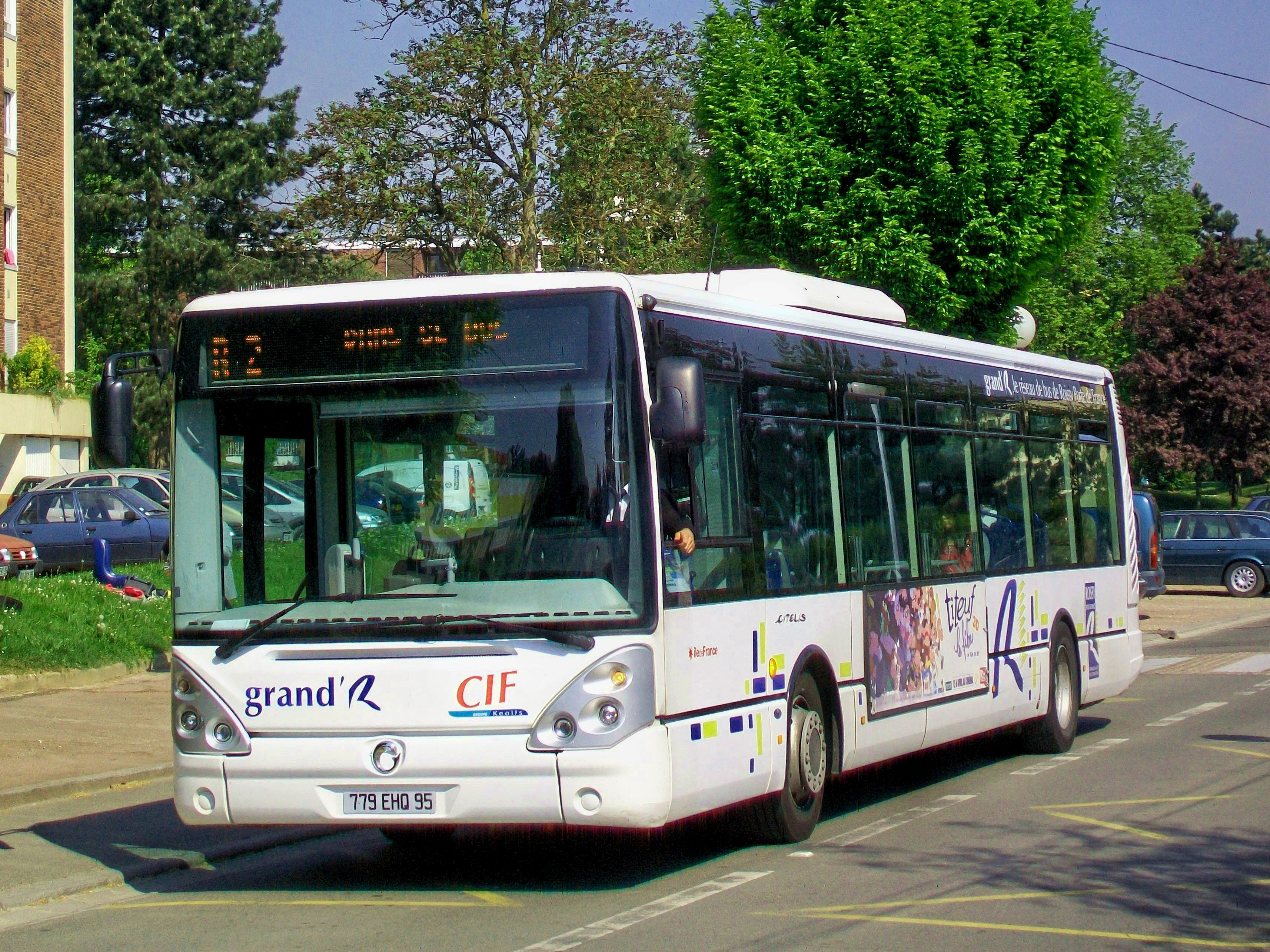
Bus de la ligne R2, reliant Survilliers à la gare de Survilliers-Fosses.

Survilliers est desservie par les lignes R2 et 95.01 du réseau de bus Roissy Ouest. De différentes lignes à vocation scolaire permettent aux collégiens et lycéens les établissements scolaires des environs. Cependant, la ligne 10 (Compiègne -) Senlis - Roissypôle du réseau départemental de l'Oise avec un arrêt au carrefour de Survilliers (D 317/D 922) a été supprimé entre ces deux dernières localités au 1er janvier 2007.
Les arrêts de bus sont signalés sur le terrain par des stèles ou des poteaux d'arrêt, où les horaires sont affichés. Certains arrêts sont munis d'abribus, tous dépourvus de bancs.
La ligne R2 dessert les principales zones résidentielles de Survilliers et a comme principale vocation d'établir la correspondance avec la ligne D du RER (voir ci-dessus). Elle fonctionne du lundi au samedi, sauf les jours fériés. La commune de Plailly est desservie uniquement du lundi au vendredi, sauf les jours fériés, le matin et le soir avec aucune desserte en pleine journée. En outre, la zone industrielle « Parc de Plailly » est desservie par certaines courses. La fréquence varie entre 15 minutes en pleine heure de pointe et 60 minutes voire plus en pleine journée. L'horaire n'est pas cadencé, et il y existent des variations de l'itinéraire en fonction du sens de la desserte et en fonction de l'origine/terminus de la course.
La ligne 95-01 partage son itinéraire avec la ligne R2 entre la gare et le monument. Elle a comme principale vocation de relier Fosses et Survilliers, ainsi que Saint-Witz et Vémars, à la gare routière Roissypôle de l'aéroport Paris-Charles-de-Gaulle. En outre, la ligne relie le sud du village de Survilliers à la gare. La ligne 95-01 ne fonctionne que du lundi au vendredi, hors jours fériés, selon une fréquence de 15 minutes pendant l'heure de pointe du matin et de 30 à 60 minutes le reste du temps. Elle ne connaît pas de variations d'itinéraire dans la commune.

### Climat
Pour des articles plus généraux, voir Climat de l'Île-de-France et Climat du Val-d'Oise.
En 2010, le climat de la commune est de type climat océanique dégradé des plaines du Centre et du Nord, selon une étude du CNRS s'appuyant sur une série de données couvrant la période 1971-2000. En 2020, Météo-France publie une typologie des climats de la France métropolitaine dans laquelle la commune est dans une zone de transition entre le climat océanique et le climat océanique altéré et est dans la région climatique Sud-ouest du bassin Parisien, caractérisée par une faible pluviométrie, notamment au printemps (120 à 150 mm) et un hiver froid (3,5 °C).
Pour la période 1971-2000, la température annuelle moyenne est de 10,6 °C, avec une amplitude thermique annuelle de 14,9 °C. Le cumul annuel moyen de précipitations est de 732 mm, avec 11 jours de précipitations en janvier et 8,4 jours en juillet. Pour la période 1991-2020, la température moyenne annuelle observée sur la station météorologique la plus proche, située sur la commune de Saint-Witz à 2 km à vol d'oiseau, est de 11,9 °C et le cumul annuel moyen de précipitations est de 676,8 mm,. Pour l'avenir, les paramètres climatiques de la commune estimés pour 2050 selon différents scénarios d'émission de gaz à effet de serre sont consultables sur un site dédié publié par Météo-France en novembre 2022.
| Mois                                  | jan.           | fév.           | mars          | avril         | mai           | juin         | jui.          | août          | sep.          | oct.          | nov.          | déc.          | année      |
| ------------------------------------- | -------------- | -------------- | ------------- | ------------- | ------------- | ------------ | ------------- | ------------- | ------------- | ------------- | ------------- | ------------- | ---------- |
| Température minimale moyenne (°C)     | 1,8            | 2              | 4             | 6,6           | 9,6           | 12,8         | 14,7          | 14,6          | 11,8          | 9,1           | 5,6           | 2,8           | 8          |
| Température moyenne (°C)              | 4              | 5              | 7,9           | 11,5          | 14,4          | 17,7         | 20            | 19,8          | 16,5          | 12,6          | 8,2           | 5,1           | 11,9       |
| Température maximale moyenne (°C)     | 6,3            | 7,9            | 11,9          | 16,4          | 19,2          | 22,5         | 25,4          | 25            | 21,2          | 16,1          | 10,7          | 7,4           | 15,8       |
| Record de froid (°C) date du record   | −12,3 07.01.09 | −10,4 12.02.12 | −8,4 13.03.13 | −2,5 07.04.21 | 1,5 06.05.19  | 6,5 13.06.08 | 7,8 03.07.11  | 8,2 26.08.18  | 3,5 30.09.18  | −0,7 29.10.08 | −5,1 30.11.10 | −7,4 19.12.09 | −12,3 2009 |
| Record de chaleur (°C) date du record | 14,1 01.01.22  | 19,6 27.02.19  | 24,2 31.03.21 | 28,7 20.04.18 | 30,8 28.05.17 | 36 27.06.11  | 41,4 25.07.19 | 37,5 09.08.20 | 34,3 08.09.23 | 28,3 01.10.11 | 20,5 08.11.15 | 15,7 31.12.21 | 41,4 2019  |
| Précipitations (mm)                   | 54,4           | 47,7           | 45            | 37,4          | 72,2          | 64,9         | 58,1          | 59,3          | 47,4          | 56,8          | 61            | 72,6          | 676,8      |

## Urbanisme

### Typologie
Au 1er janvier 2024, Survilliers est catégorisée ceinture urbaine, selon la nouvelle grille communale de densité à sept niveaux définie par l'Insee en 2022.
Elle appartient à l'unité urbaine de Fosses, une agglomération intra-départementale regroupant trois  communes, dont elle est une commune de la banlieue,,. Par ailleurs la commune fait partie de l'aire d'attraction de Paris, dont elle est une commune de la couronne,. Cette aire regroupe 1 929 communes,.

### Morphologie urbaine

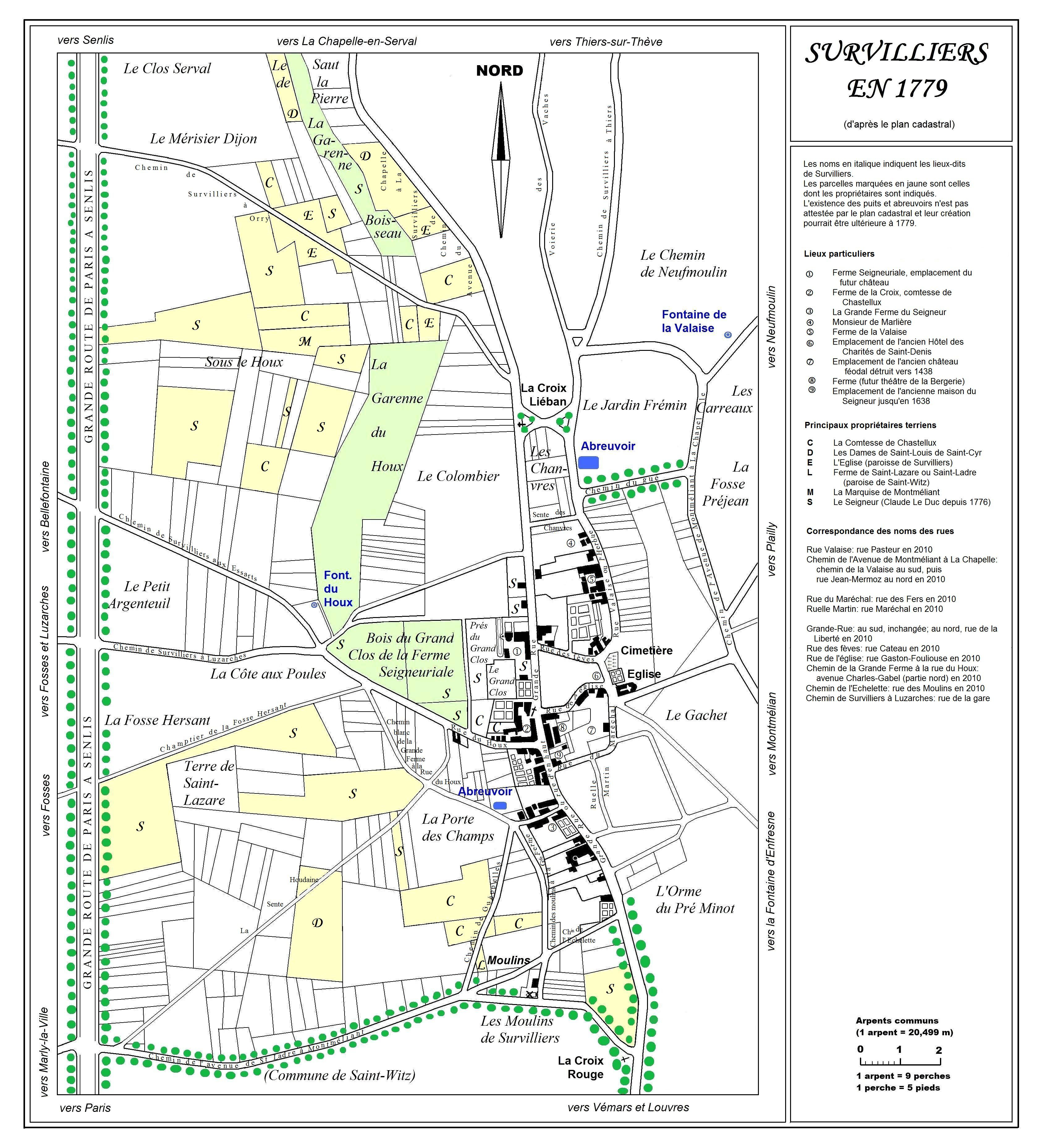
Plan de Survilliers en 1779.

La physionomie du village au début du XIXe siècle nous est connue par le plan cadastral de 1825.
À cette époque, les vestiges de l’ancien château féodal du XIIe siècle avaient déjà disparu; ce château se localisait approximativement à l’emplacement de l’ancienne mairie-écoles, rue Jean-Jaurès (cette rue n’existait alors pas). Le château à l’emplacement de l’actuel hôtel de ville était encore tout récent (voir ci-dessus).
Le village était orienté essentiellement en ligne, dans le sens sud-nord. La zone habitée du village se délimitait ainsi : 
- la Grande Rue (ou rue d'en-Haut, ou rue de Vémars), en venant de Vémars, à partir de la sente du Pré-Saint-Laurent,

se poursuivant au nord par 
- la rue de la Liberté (anciennement Grande Rue, puis chemin de La Chapelle, nom que conserve le chemin rural prenant son origine à la fin de la rue actuelle) jusqu’à l’emplacement de l’hôtel de ville actuel, où se situait à l’époque un petit château.

En parallèle à cet axe,
- la rue Pasteur (anciennement rue Valaise ou Valaize ou rue l’Herbue), depuis l’église au sud jusqu’à mi-parcours de là jusqu’au cimetière actuel.

Ces deux axes sud-nord étaient interconnectés par trois courtes rues :
- la rue des Fers (anciennement rue du Maréchal),
- la rue Gaston-Fouliouse (anciennement rue de l’église), et
- la rue Cateau (anciennement rue des Fèves).

À l’intersection de la Grande Rue et de la rue de la Liberté, commence et part vers l’ouest
- la rue du Houx, du carrefour jusqu’à la fin de l’emprise de la Ferme du Croix. (Ensuite, cette rue se transformait en chemin, menant vers Fosses.)

Différentes rues d’aujourd’hui existaient déjà sous la forme de sentes ou chemins, mais n'étaient pas bâties : elles desservaient des vergers ou donnaient accès aux champs. Cependant, la rue Jean Jaurès, qui débute au carrefour (point d’origine de la rue du Houx et de la rue de la Liberté) et qui mène vers Plailly, n’existait pas encore ; elle fut aménagée dans sa partie est vers 1889 pour donner accès à la nouvelle mairie, tandis que le percement de sa partie ouest ne s’opéra que plus tard, puisqu’il nécessita la démolition d’un bâtiment de ferme. Pour se rendre à Plailly, il fallait alors passer par la rue des Fers, et au sud de l’église, prendre une route en direction de l’est qui n’existe plus à notre époque.
Survilliers comptait six principales exploitations agricoles, dont une seule, la ferme de la Croix (ou ferme Dhuicque, au nord-ouest du carrefour) subsiste de nos jours. Sur la Grande Rue, deux fermes se faisaient face : la Grande Ferme (ou ferme du Seigneur) à l’ouest et la ferme de la Grande Rue à l’est, démolie vers 1975. De la première, subsistent le colombier monumental et une vaste grange, transformée en logements. À l’est du carrefour, se trouvait la ferme déjà mentionnée, dont le dernier bâtiment subsistant accueille le théâtre de la Bergerie. Finalement, existaient la ferme Valaize (ou Valoise, ou Valaise), de laquelle un petit corps de bâtiments a été conservé pour servir de logement, et une autre ferme derrière dans l’actuelle rue Pasteur.

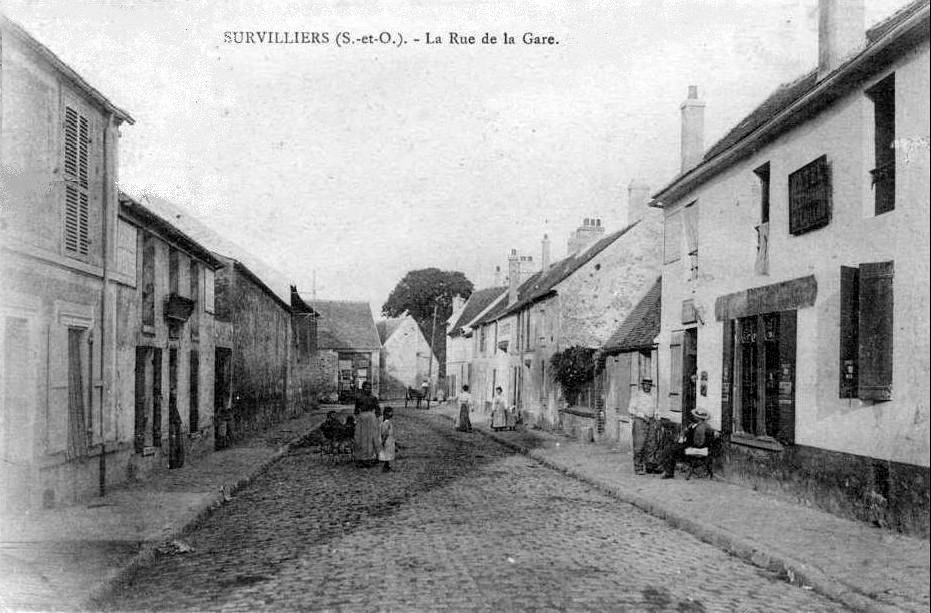
La rue du Houx vers le début du XXe siècle, au fond le bâtiment de ferme ayant été démoli plus tard pour percer l’actuelle rue Jean-Jaurès.
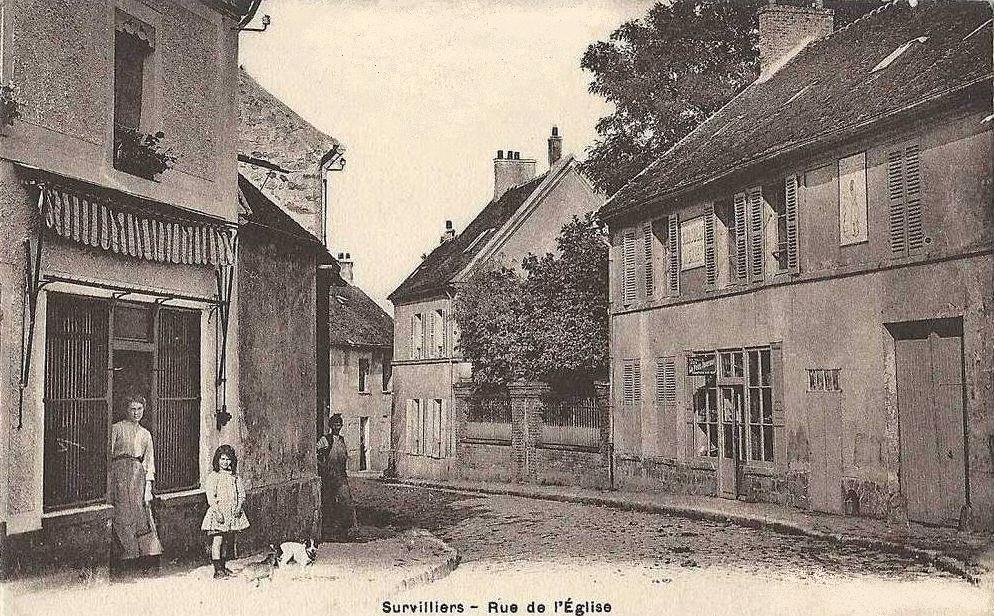
Vue dans la rue de l'église, l'actuelle rue Gaston Fouliouse, depuis la rue de la Liberté; de la boucherie-charcuterie à gauche et de l'épicerie-mercerie-pâtisserie à droite ne subsistent plus de traces.
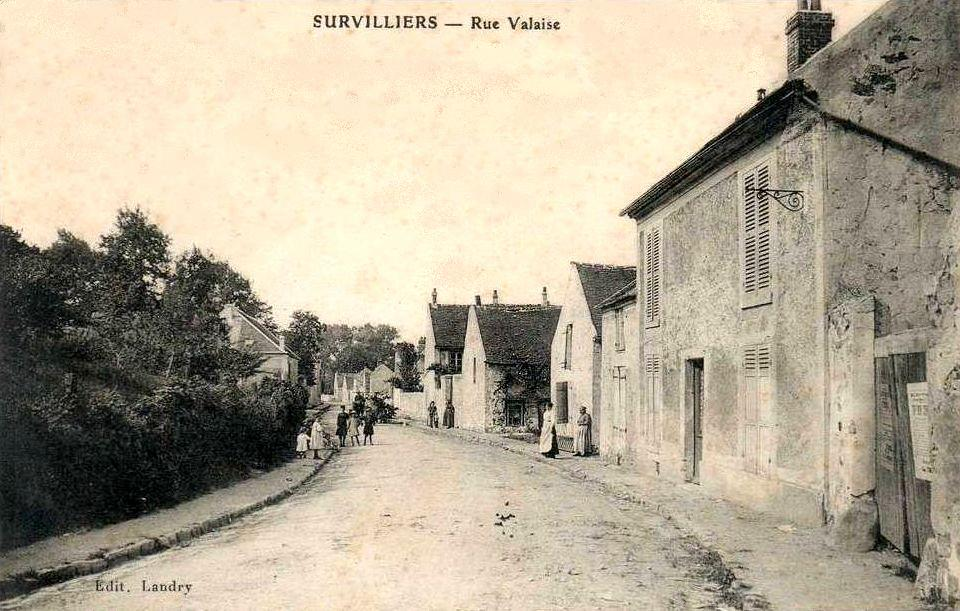
La rue Valaise, d'après la ferme du même nom, aujourd'hui rue Pasteur. C'est le deuxième axe nord-sud du village, parallèle à la Grande Rue. Les maisons avec pignon sur rue en sont caractéristiques.
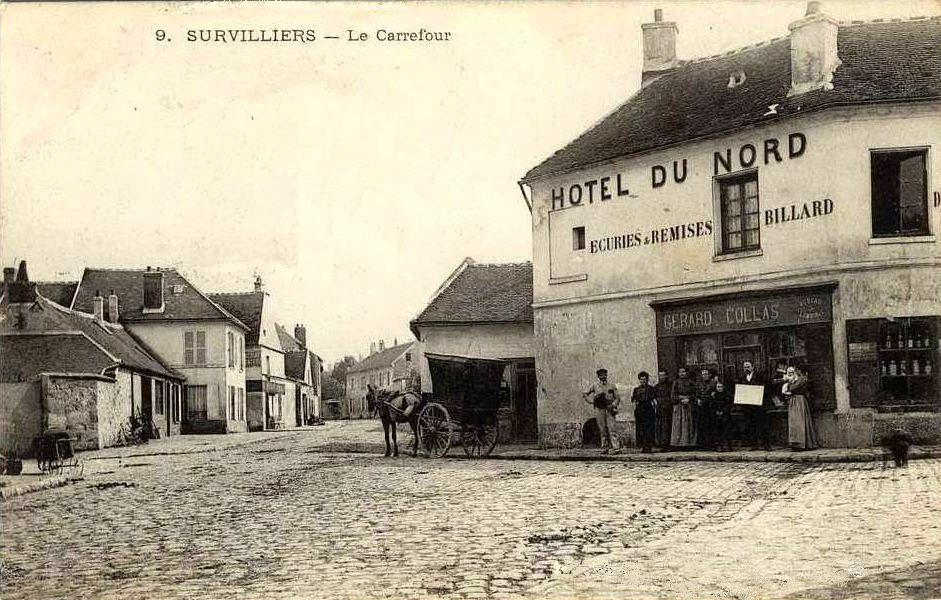
La Grande-Rue vue depuis le carrefour, vers 1900 ; à droite, l'hôtel du Nord sous lequel se situe la cave Tiennot. Tous les bâtiments sauf l'hôtel existent toujours.
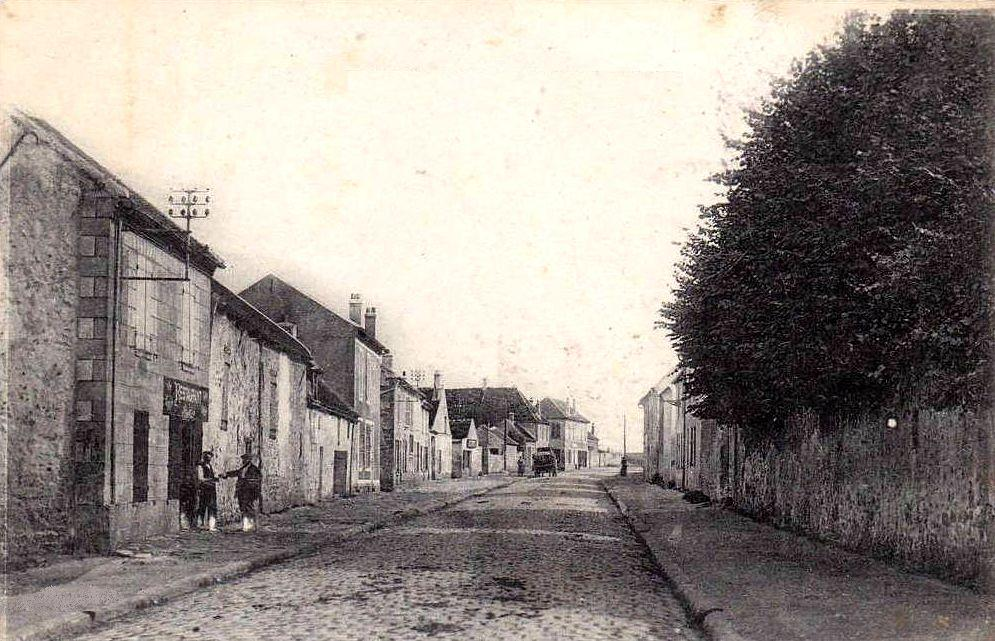
La Grand'Rue, vue du niveau du Clos de la Grande Ferme (à dr.) en direction de l'échangeur autoroutier ; au fond à gauche l'ancien café Le Relais Cordial, avant-dernier commerce de la rue, fermé en 2007.

Dans le courant du XIXe siècle, l’expansion de la commune fut lente ; elle se manifesta davantage par la densification des zones déjà construites que par l’extension du périmètre du village. Dans les rues Pasteur, Gaston Fouliouse et Cateau notamment, de nouvelles maisons ainsi que des annexes furent élevées dans les cours derrière les maisons primitives, desservies par des venelles privées. De même, les maisons anciennes subirent maintes transformations, et le visage de Survilliers prit davantage les traits d’une commune résidentielle, d’un village ouvrier.
Cette évolution s’accentua dans l’entre-deux-guerres, quand quelques pavillons banlieusards caractéristiques des nouveaux lotissements relativement éloignés de Paris apparurent (dans la rue Pasteur essentiellement). Ce sont généralement leurs propriétaires qui les construisirent de leurs propres mains, ce qui leur confère un aspect original tant sur le plan de la disposition des volumes bâtis que sur le plan des façades. Des habitants plus prospères firent construire une poignée de pavillons en meulière si typiques du grand bassin parisien ; ce furent les premières maisons de la rue de la Gare.
Dans le centre ancien, très peu de maisons d’habitation ont été démolies jusqu’à nos jours ; par contre, à la suite des transformations et modernisations successives, les traits architecturaux typiques des villages du Pays de France ont quasiment disparu. Ceci est le cas de la plupart des communes du terroir ayant subi une périurbanisation. Avec ce qui reste, le centre ancien ne montre que de très rares indices de prospérité ; la plupart des maisons ne disposent que de superficies habitables très modestes et présentent des façades sobres, reflétant les goûts architecturaux des années 1920-1950. En revanche, les quelques maisons récentes respectent davantage le style de la région.
La concentration des exploitations agricoles a eu des conséquences différentes, selon les cas : ferme de la Grande Rue remplacée par un parking ; ferme Valaize ayant cédé la place à un lotissement de pavillons individuels (dans les années 1990) hormis un petit bâtiment transformé en habitation ; écurie de la Ferme de la Croix transformée en logements locatifs (2007-2008) ; Grande Ferme démolie et remplacée par une résidence moderne (2009-2010), qui inclut cependant la grange, préservée, et s’organise autour du colombier, préservé également.

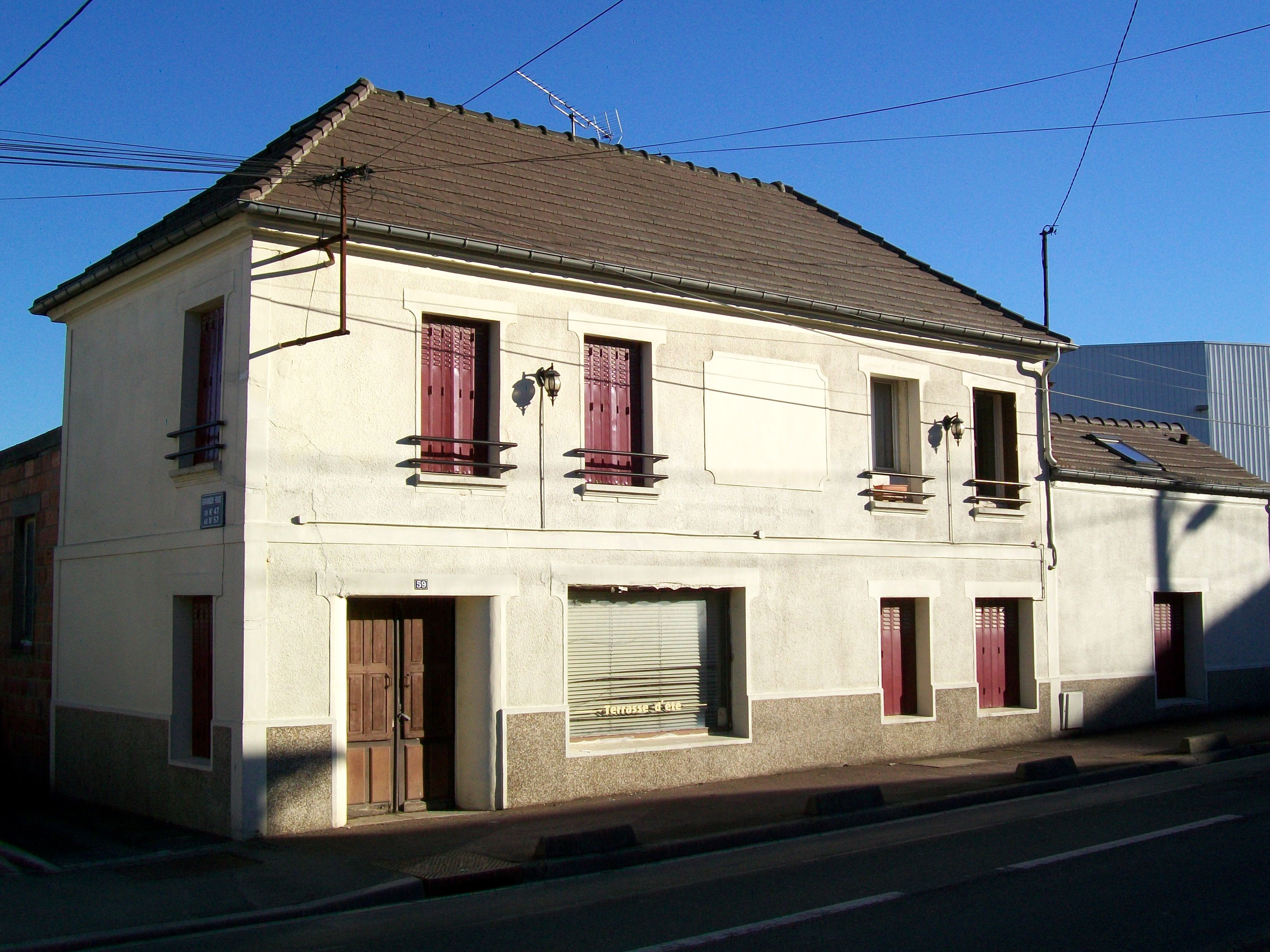
Le « Relais Cordial » , café-auberge avec terrasse d'été au jardin et plat du jour le midi. Ce fut l'avant-dernier commerce de la Grande Rue, fermé en été 2007.
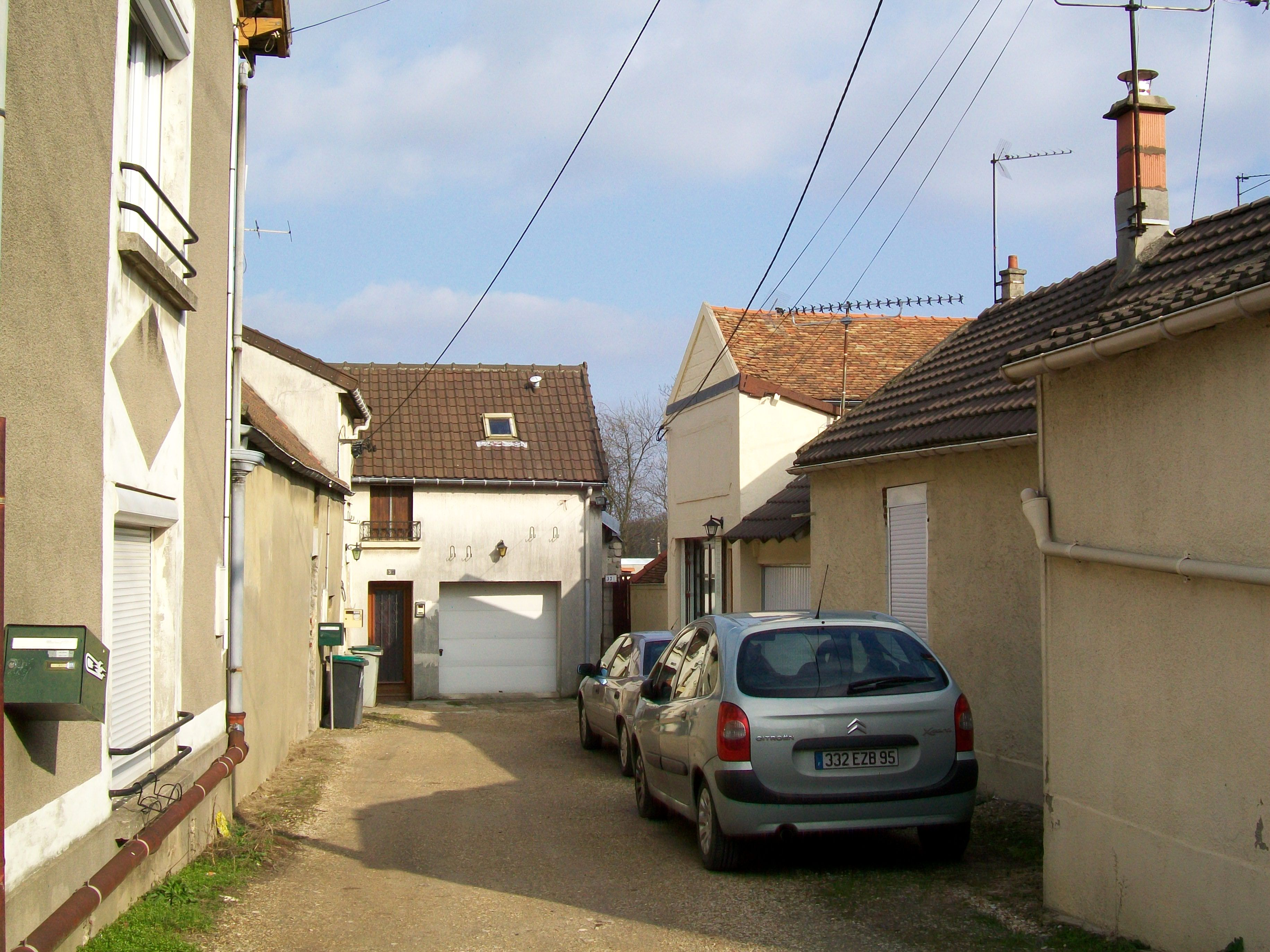
Avec la transformation de Survilliers en village ouvrier, l'habitat du centre ancien s'est densifiée et de multiples venelles privées ont vu le jour dans la Grande Rue et la rue Pasteur.
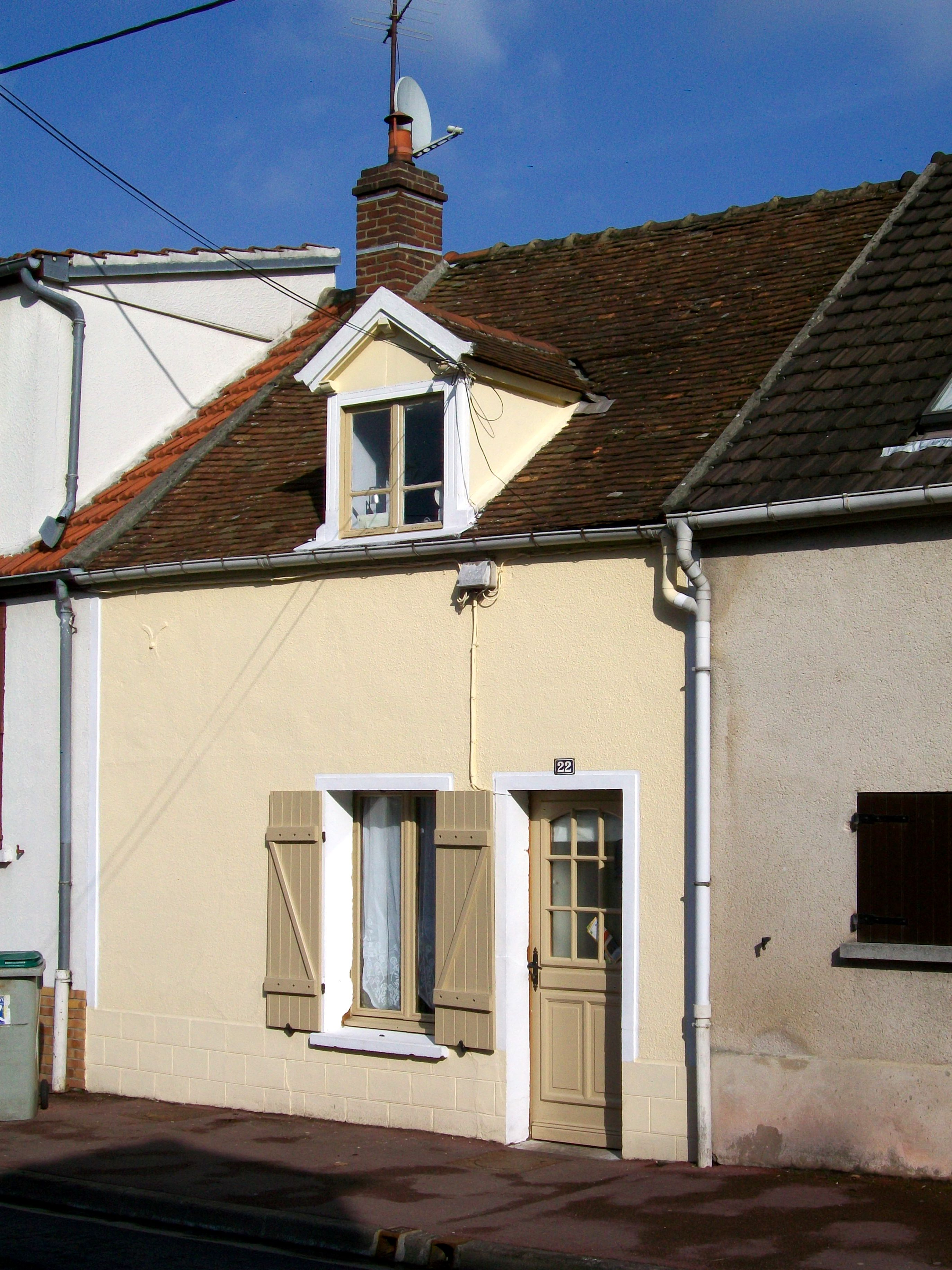
Modeste maisonnette fidèlement restaurée, représentative de la majorité de l'habitat traditionnel de Survilliers (rue Pasteur).
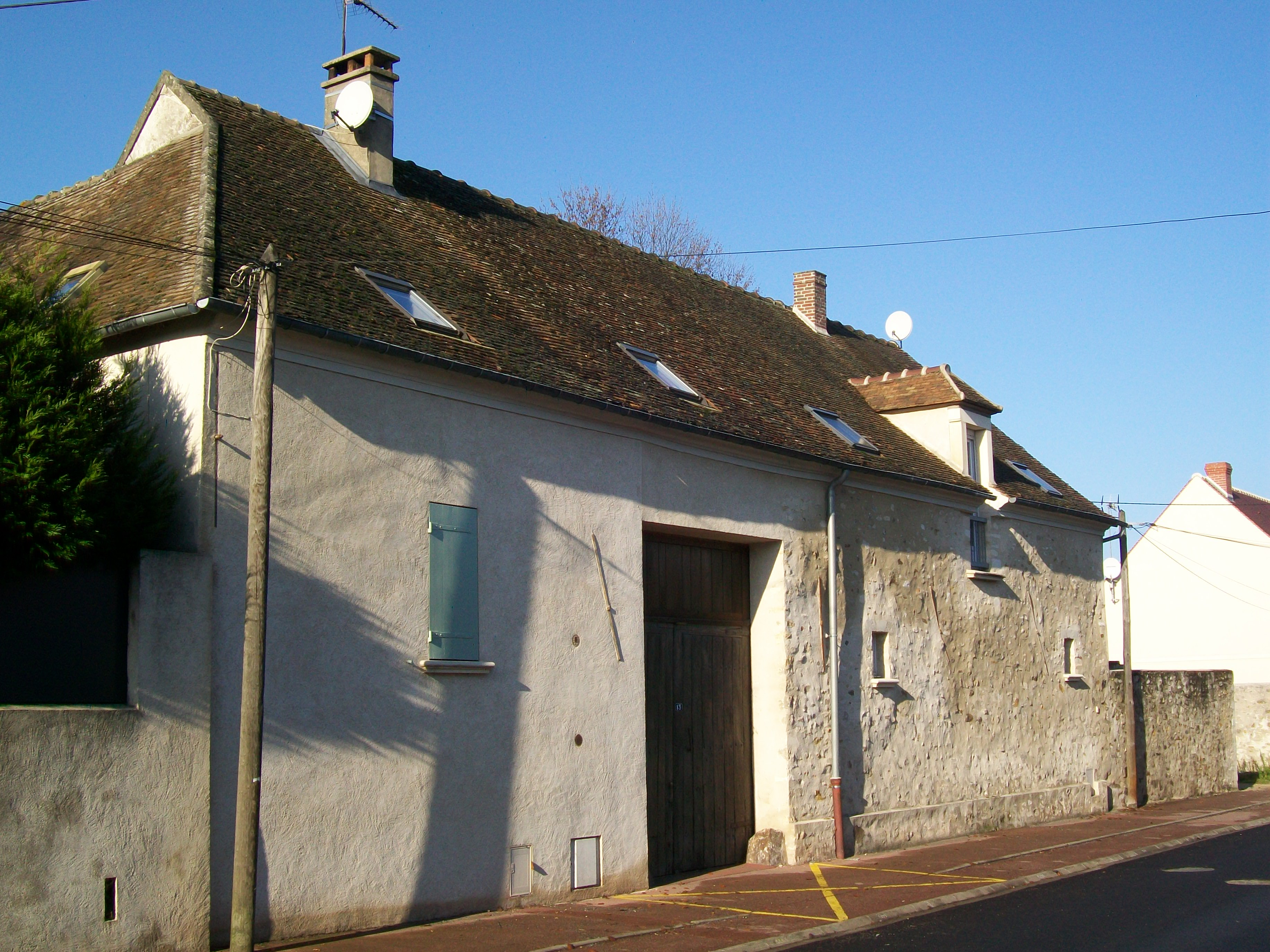
Dernier bâtiment subsistant de la ferme Valaize, rue Pasteur; avec la Grande Ferme et la Ferme de la Croix, ce fut l'une des trois fermes documentées depuis le Moyen Âge.
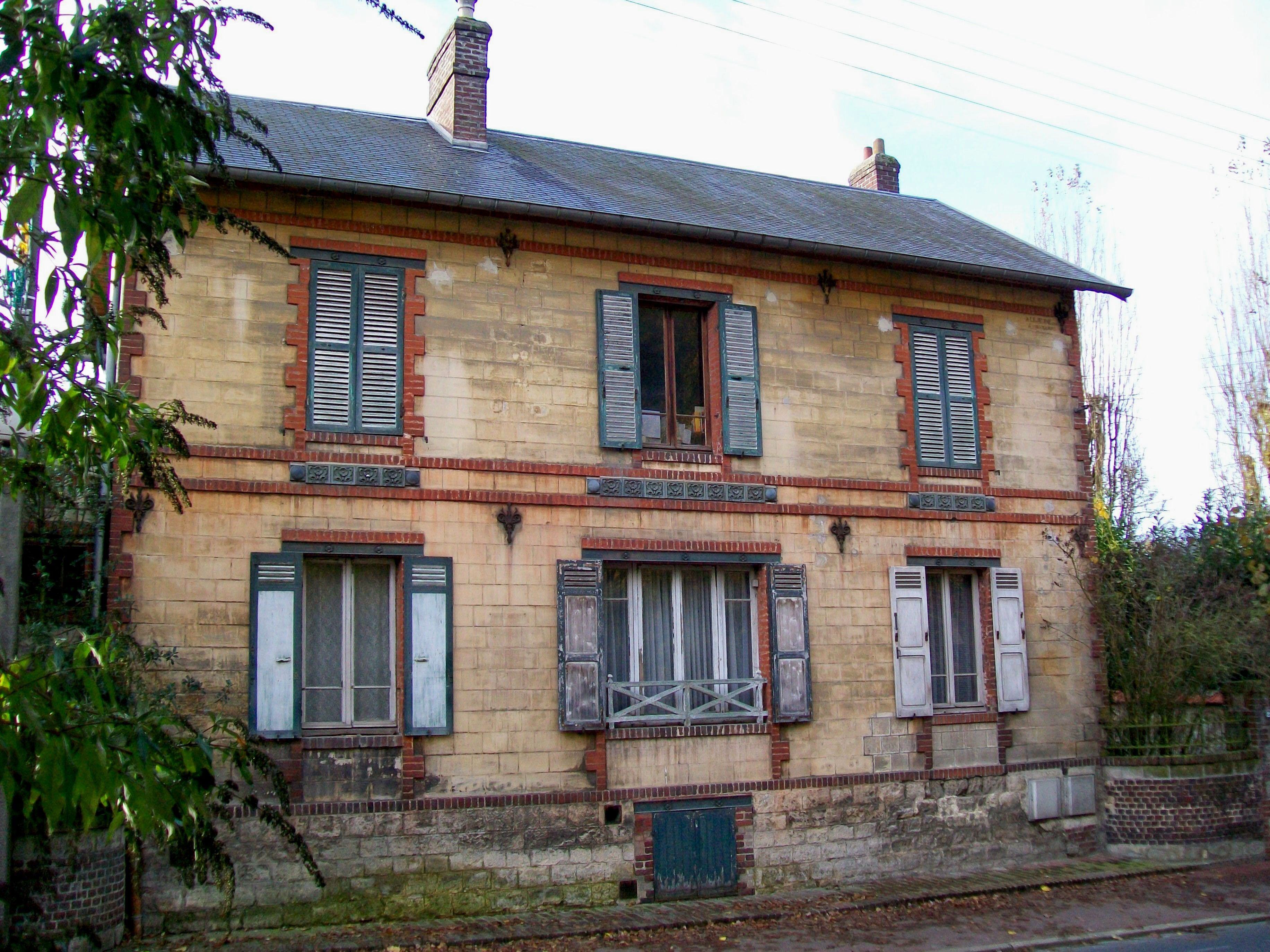
L'ancienne poste, rue du Houx. L'entrée initiale, à la place de la fenêtre de droite, a été murée. La nouvelle poste fut construite vers la fin des années 1920.

Traditionnellement, la plupart des commerces furent établis sur la Grande Rue; quelques-uns également dans la rue de l'Église et la rue du Houx. Avec la création du centre commercial du Colombier par la commune vers le milieu des années 1970, et l'ouverture d'un grand centre commercial avec hypermarché au début des années 1990 (sur le territoire de la commune de La-Chapelle-en-Serval, mais à 300 m de Survilliers seulement), le centre ancien de Survilliers perdit au fur et à mesure sa vocation commerciale. N'existent en 2011 que quatre commerces en dehors des centres commerciaux, dont un seul sur la Grande Rue (une pizzeria); les derniers commerces de la rue fermèrent pour motif de retraite des propriétaires, entre 2005 et 2007: un salon de coiffure, une boulangerie-pâtisserie et un café-auberge (Au relais cordial). Fait remarquable, un nouveau magasin d'alimentation générale a ouvert rue du Houx en 2008.

### Les quartiers ouvriers construits par la cartoucherie
Dès 1906, la Cartoucherie Française s'emploie à construire des logements pour son personnel. La plupart de ces logements étaient destinés aux ouvriers et ne proposaient que le strict minimum de superficie habitable et de confort ; ainsi, les maisons construites jusque dans les années 1920 sont équipées de l'eau courante, mais dépourvues de salles de bains. La salle de bains des logements ultérieurs ne comporte qu'une baignoire, l'évier de la cuisine servant de lavabo… Les maisons sont généralement mal étudiées, et ne disposent pas de salle à manger. Soit la cuisine tient ce rôle, soit l'une des chambres ; la cuisine n'est alors qu'un réduit minuscule. Ces insuffisances furent souvent reprochées à Charles Gabel,.

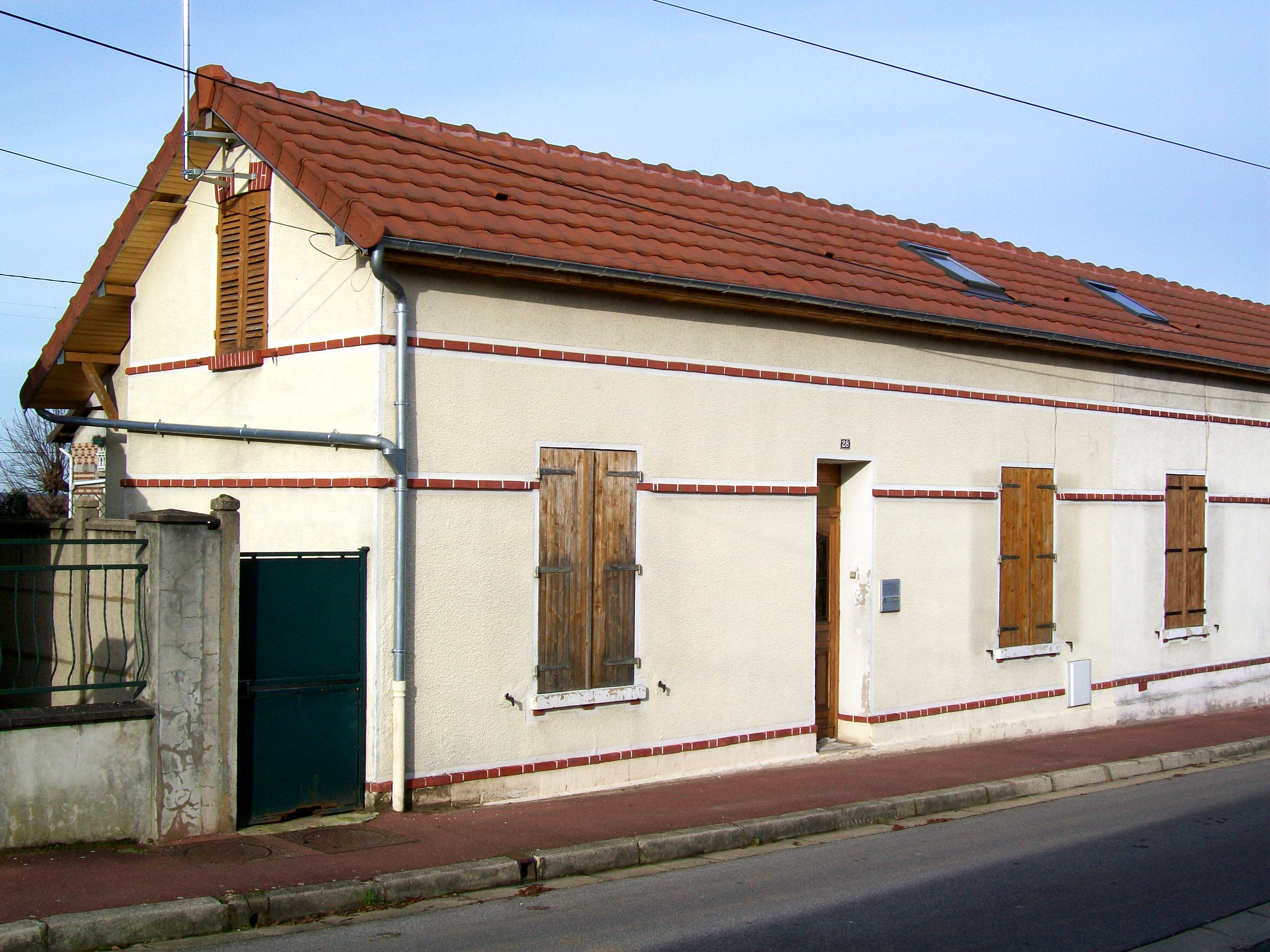
Pavillon double pour ouvriers de 1906, dans la 1re rue Charles Gabel. Il garde à peu près son aspect d'origine, hormis les volets qui ont été échangés. Il en existe trois exemplaires, plus un muni ultérieurement d'un étage.
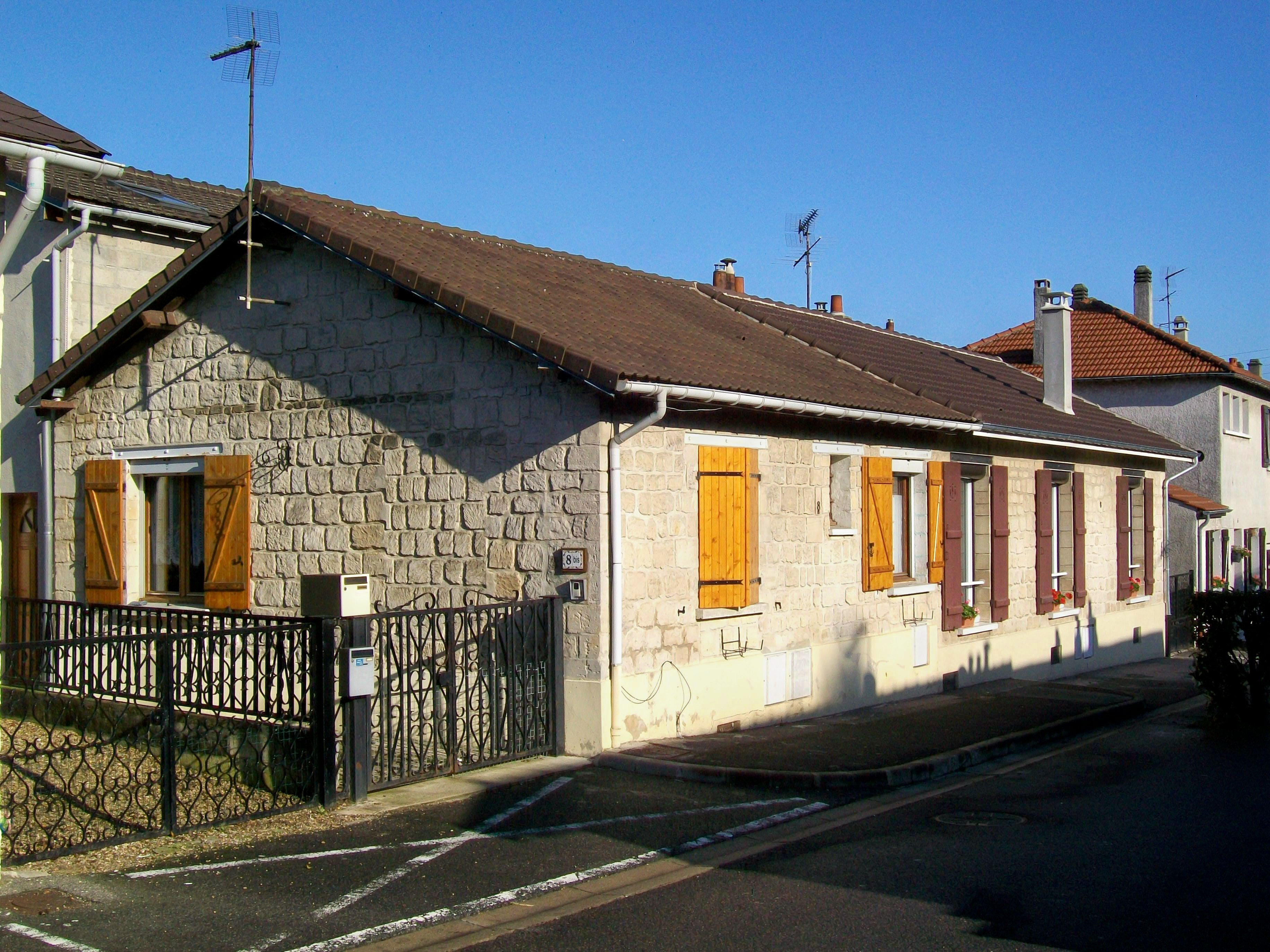
Pavillon ouvrier pour deux familles, de 1926, rue de la Cartoucherie (sept exemplaires). Un modèle similaire existe dans la rue Charles-Gabel, prévu pour quatre familles (trois exemplaires).
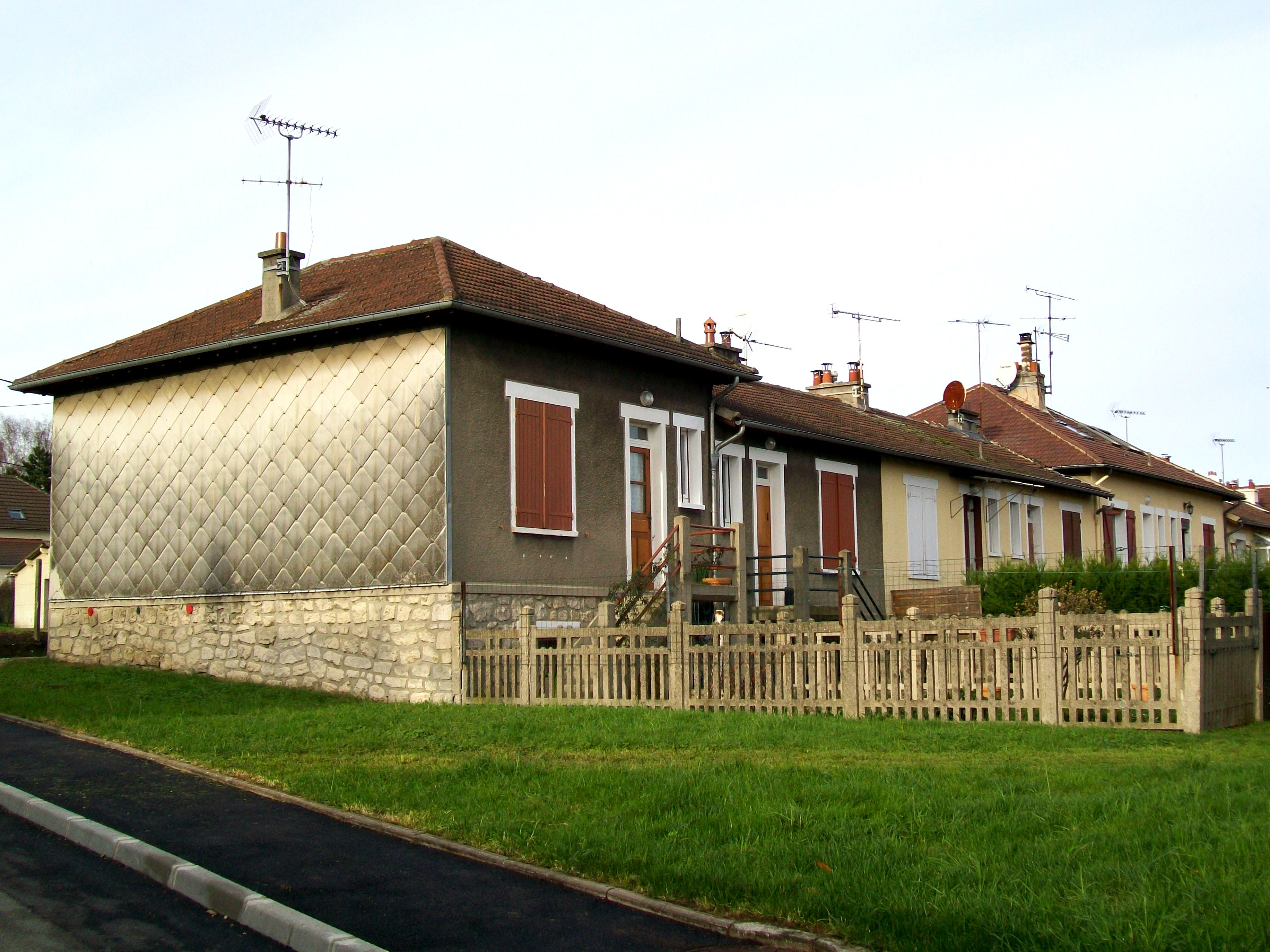
'Béguinage' avec 14 petits logements pour retraités de la cartoucherie, côté jardin (où quatre logements, aux extrémités et au centre, avaient leurs entrées), rue d'Enfresne.
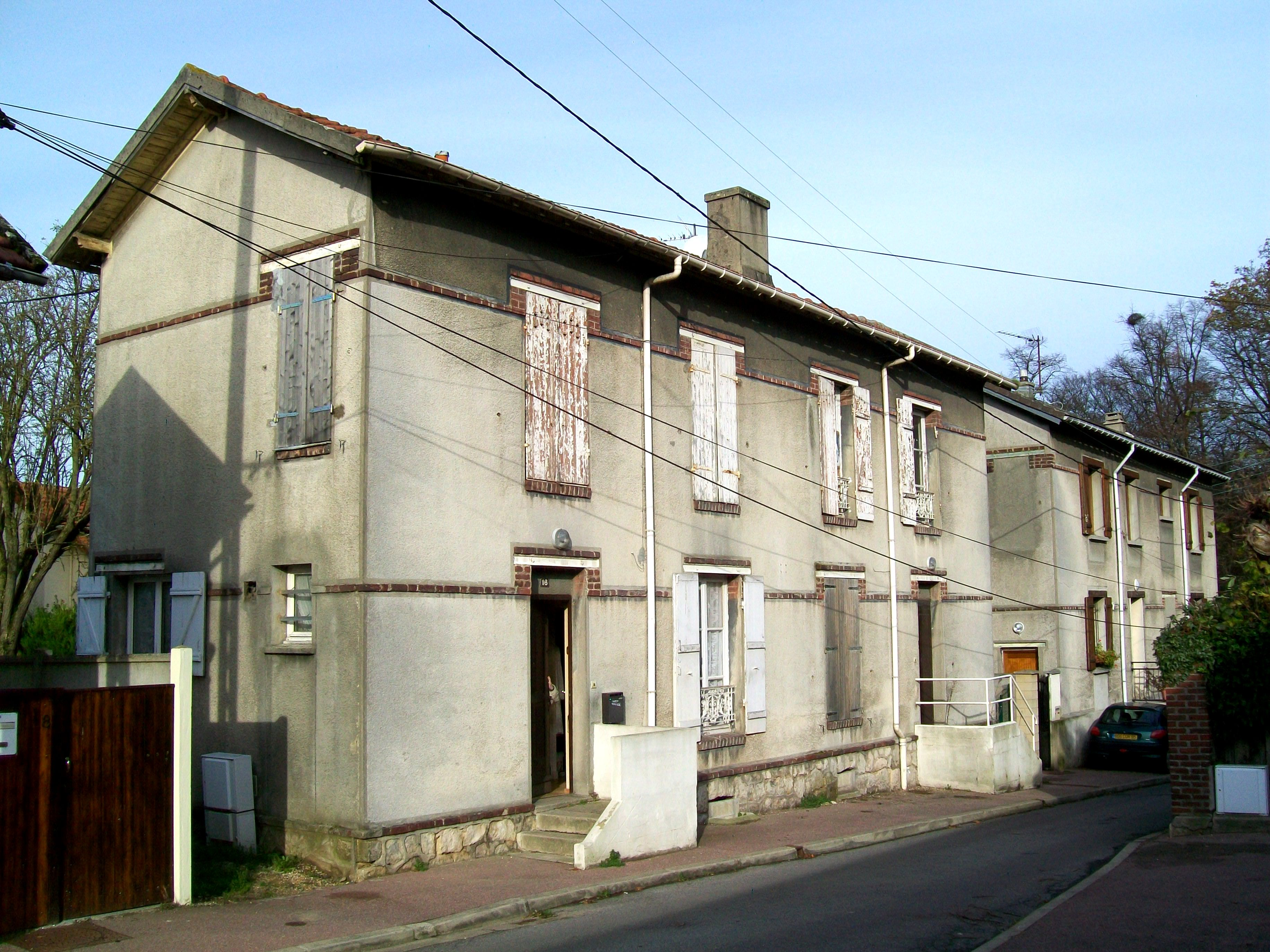
Maison double pour sous-chefs, d'avant 1914, dans la 1re rue Charles -Gabel. Il existe en deux exemplaires, plus trois sur un plan modifié, avec quatre resp. six logements pour ouvriers.
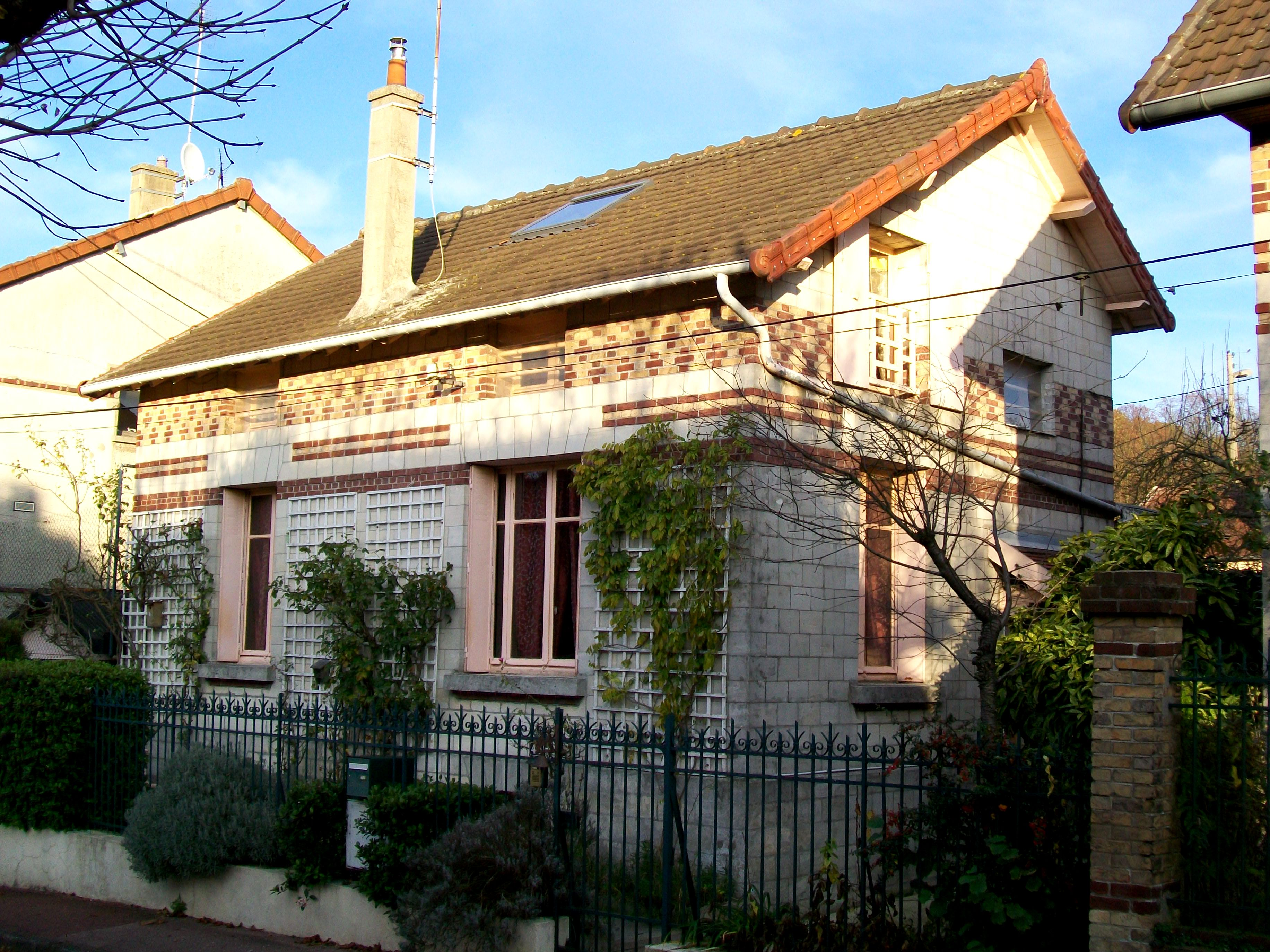
Maison pour chef de service, dans la 2e rue Charles-Gabel. Une des quatre exemplaires réalisés, dont trois pour une famille et équipées d'un salon en plus de la salle à manger.

Chaque maison pour ouvriers regroupe plusieurs logements imbriqués les uns dans les autres (et avec des parois amovibles pour tenir compte du nombre de personnes par famille), mais pratiquement tous munis d'un accès individuel depuis l'extérieur et d'une parcelle de jardin. Il y a des modèles avec et sans étage, certains parmi ces derniers présentent une physionomie proche de baraques. Un bâtiment particulier est la résidence pour retraités, rue d'Enfresne, comportant 14 habitations d'une pièce avec cuisine ; l'initiative de sa construction fut particulièrement saluée. On lui donna, non sans humour, le surnom de béguinage. D'autres types de maisons furent conçus pour des ouvriers célibataires. La construction se poursuit jusqu'à la Seconde Guerre mondiale, avec quelques rares maisons encore mises en œuvre au début des années 1950. Le nombre des logements atteignit alors les 200, mais leurs inconvénients constituèrent un motif invoqué pour fusionner par la suite les appartements deux par deux dans plusieurs types de maison. Il faut cependant signaler l'existence de buanderies collectives et de l'équipement en gaz de ville. Les quatre maisons pour chefs de service dans la 2e avenue Charles-Gabel proposent un niveau de confort correct, bien que modeste. Avec l'unique maison pour sous-directeur construite vers 1950 sur la rue de la Gare, ce sont les seuls logements de la cartoucherie munis à la fois d'une salle à manger et d'un salon (sauf l'une des maisons, conçue pour deux petites familles), privilège réservé donc à quatre cadres supérieurs.
Les résidences ouvrières sont créées à proximité de la cartoucherie, mais pas uniquement. Les premiers pavillons voient donc le jour en 1906, rue Charles-Gabel, cette rue faisait partie du chemin d'accès initial vers l'usine, avant la création de la rue de la Cartoucherie, et se débranche de la rue du Houx / rue de la Gare non loin du monument aux morts. Ensuite, fut aménagée la rue de la Cartoucherie, au bout de laquelle se situe l'entrée à l'usine, datant de 1926 et ayant toujours gardée sa fonction. En même temps, des maisons pour célibataires dans la Grande Rue, en face, suivaient; ce quartier ouvrier s'étendit encore avec les maisons situées rue d'Enfresne et rue Maréchal. Assez loin de l'usine, une rangée de maisons fut élevée dans la rue Alsace-Lorraine créée à cet effet au nord de l'église. De nos jours, rares sont les maisons ayant conservé leur apparence initiale, bien quel l'on puisse encore identifier les traits architecturaux d'origine en comparant les différents exemplaires d'une même maison-type. Outre la suppression de portes et fenêtres, nécessaire, les rénovations de maisons mitoyennes furent rarement concertées et généralement peu respectueuses de l'architecture.

### Lotissements, grands ensembles et résidences depuis 1950
Dans l'immédiat après-guerre, l'éloignement relatif de Survilliers de Paris (30 km) faisait que le prix des terrains restait abordable pour la classe moyenne inférieure, et c'est à cette époque que fut entamée la construction du lotissement du Petit Argenteuil entre le centre ancien et la gare. Les premières maisons rappellent encore l'architecture des pavillons d'avant-guerre, tandis que la génération suivante comporte des maisons « Castor » fournies en kit et assemblées par leurs propriétaires de leurs propres mains. Les surfaces non encore bâties le seront jusque dans les années 1980, avec des maisons individuelles reflétant les styles de leurs époques.

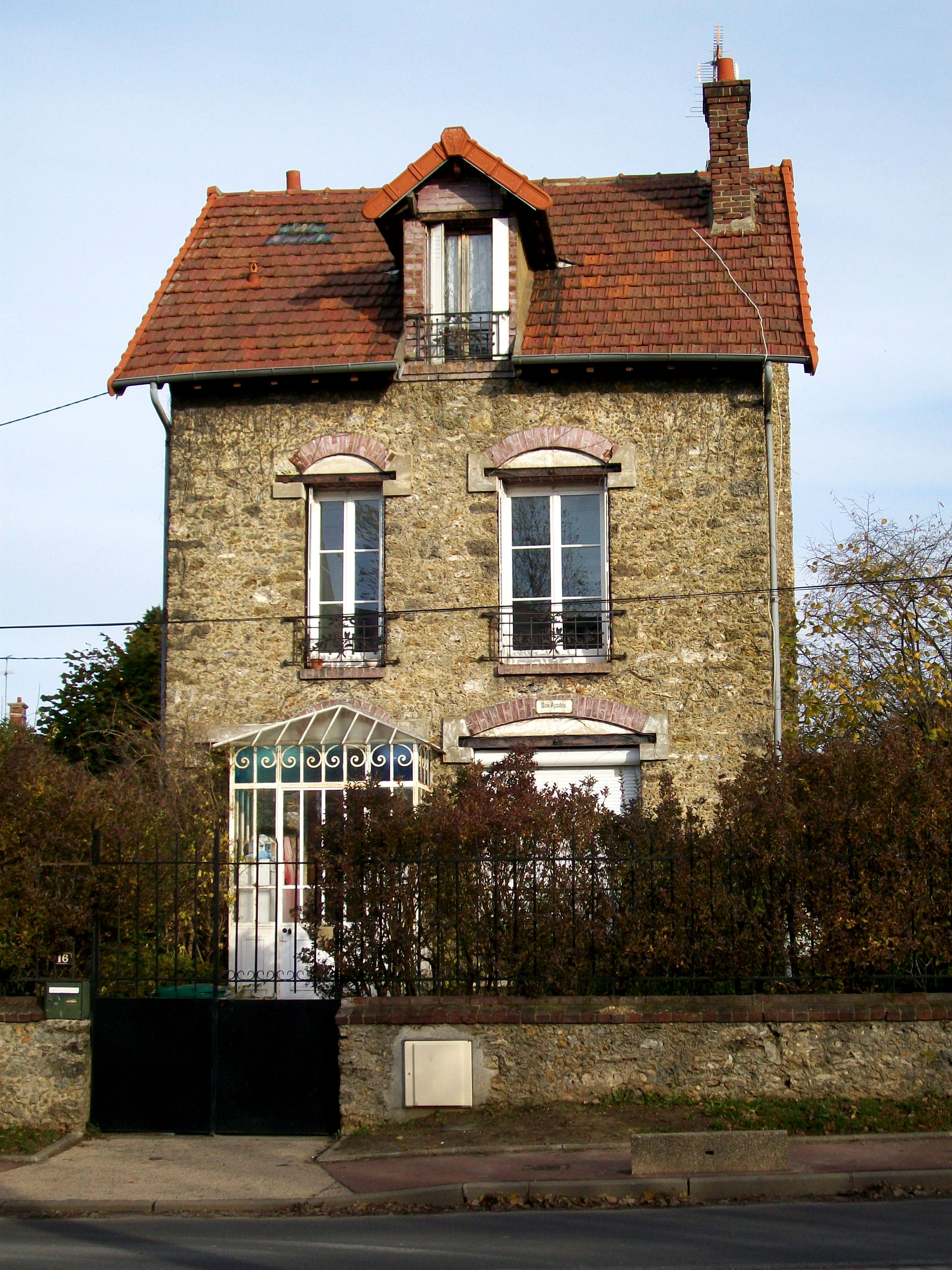
Pavillon en meulière dans la rue de la gare ; typique des communes résidentielles du grand bassin parisien, ce type d'architecture est peu présent à Survilliers.
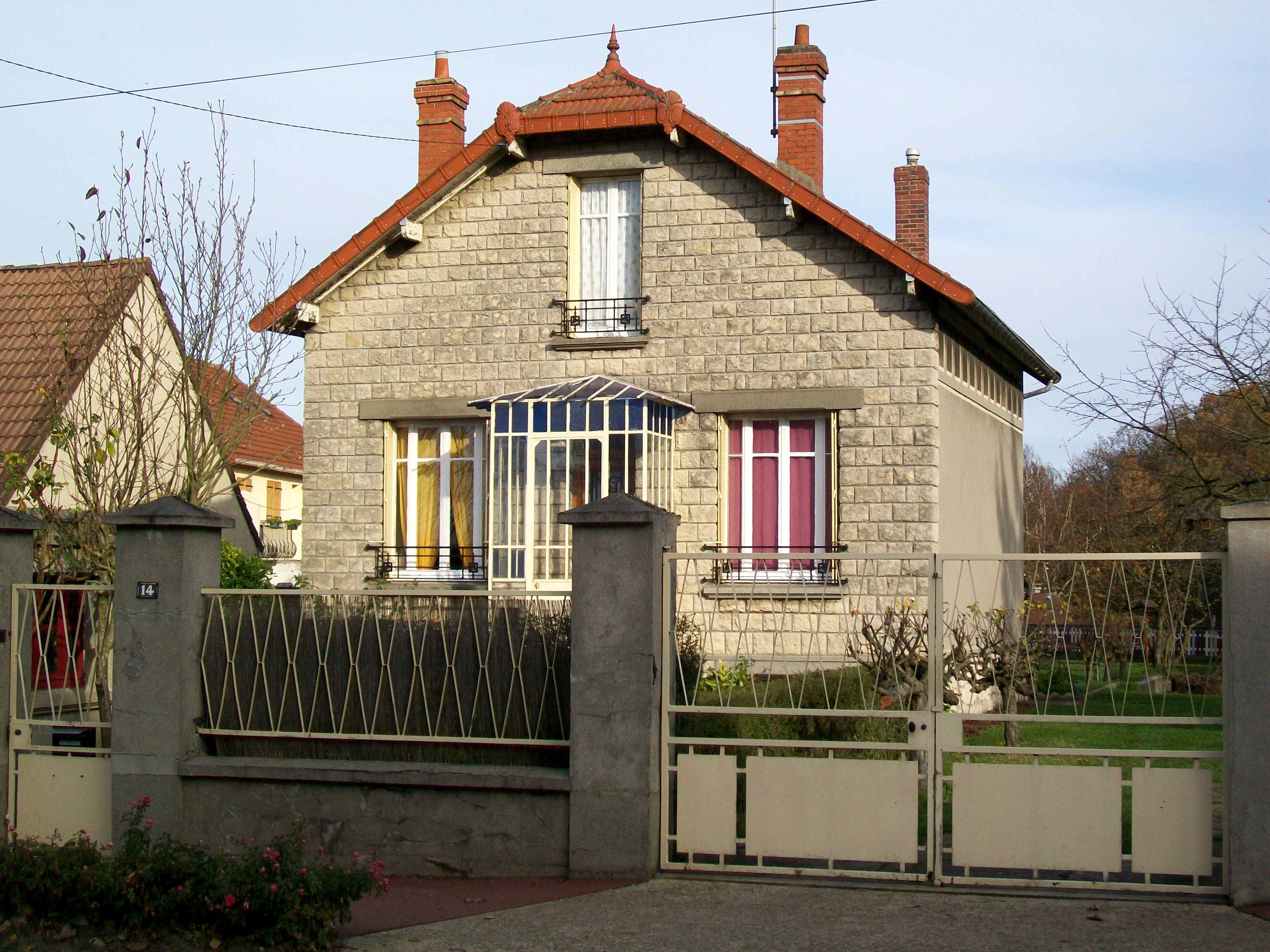
Pavillon banlieusard de l'entre-deux-guerres dans la rue de la gare ; l'une des rares maisons construites à l'époque en dehors des logements ouvriers de la cartoucherie.
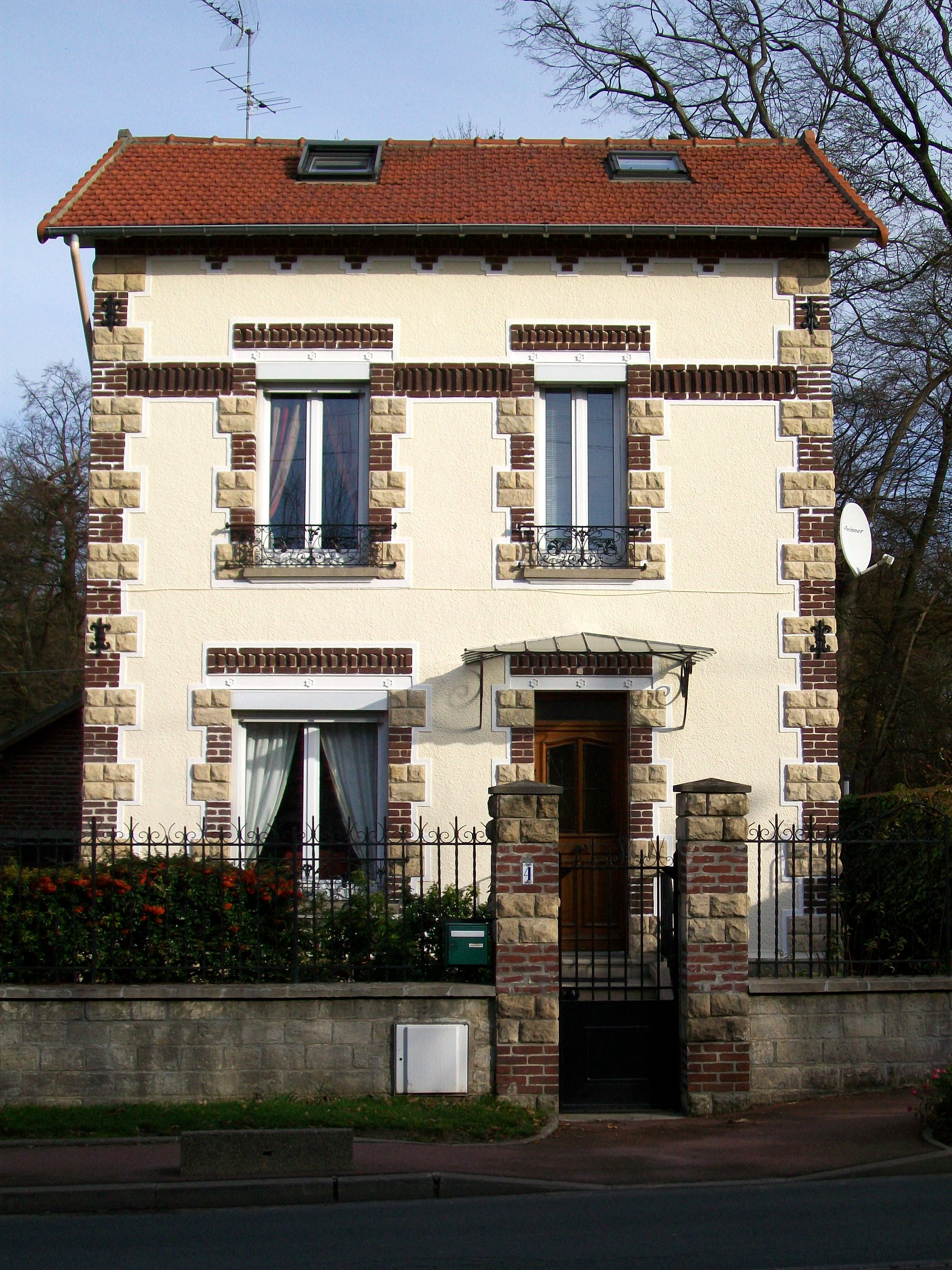
Maison pour sous-directeur de la cartoucherie, de 1950-51, unique maison de ce type et dernier logement construit pour le personnel de l'entreprise. La superficie construite n'est que de 49 m2.
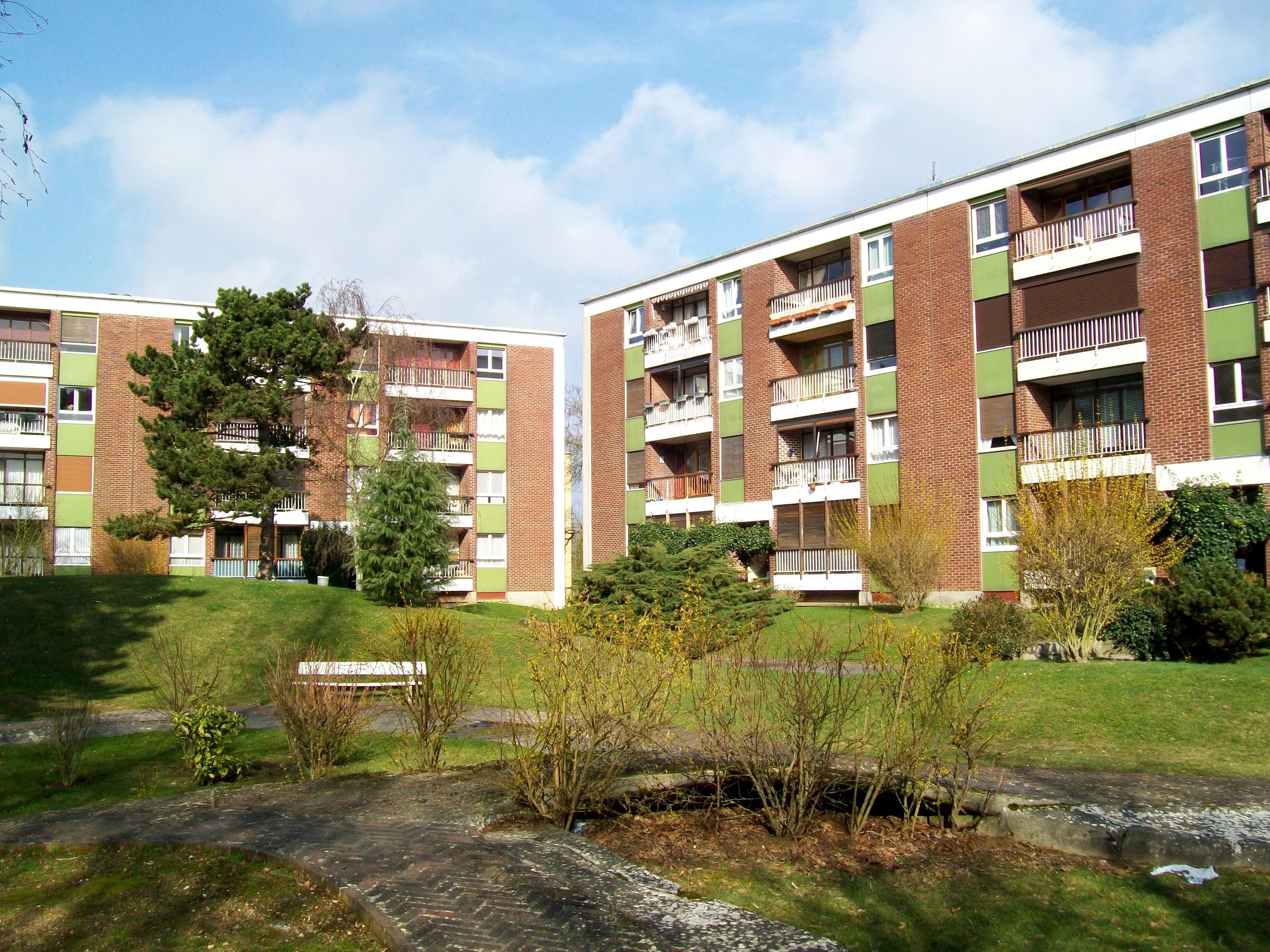
Résidence du Colombier (1968-70), organisée en sept sous-ensembles, qui regroupent trois à cinq immeubles autour d'espaces verts interdits à la circulation.
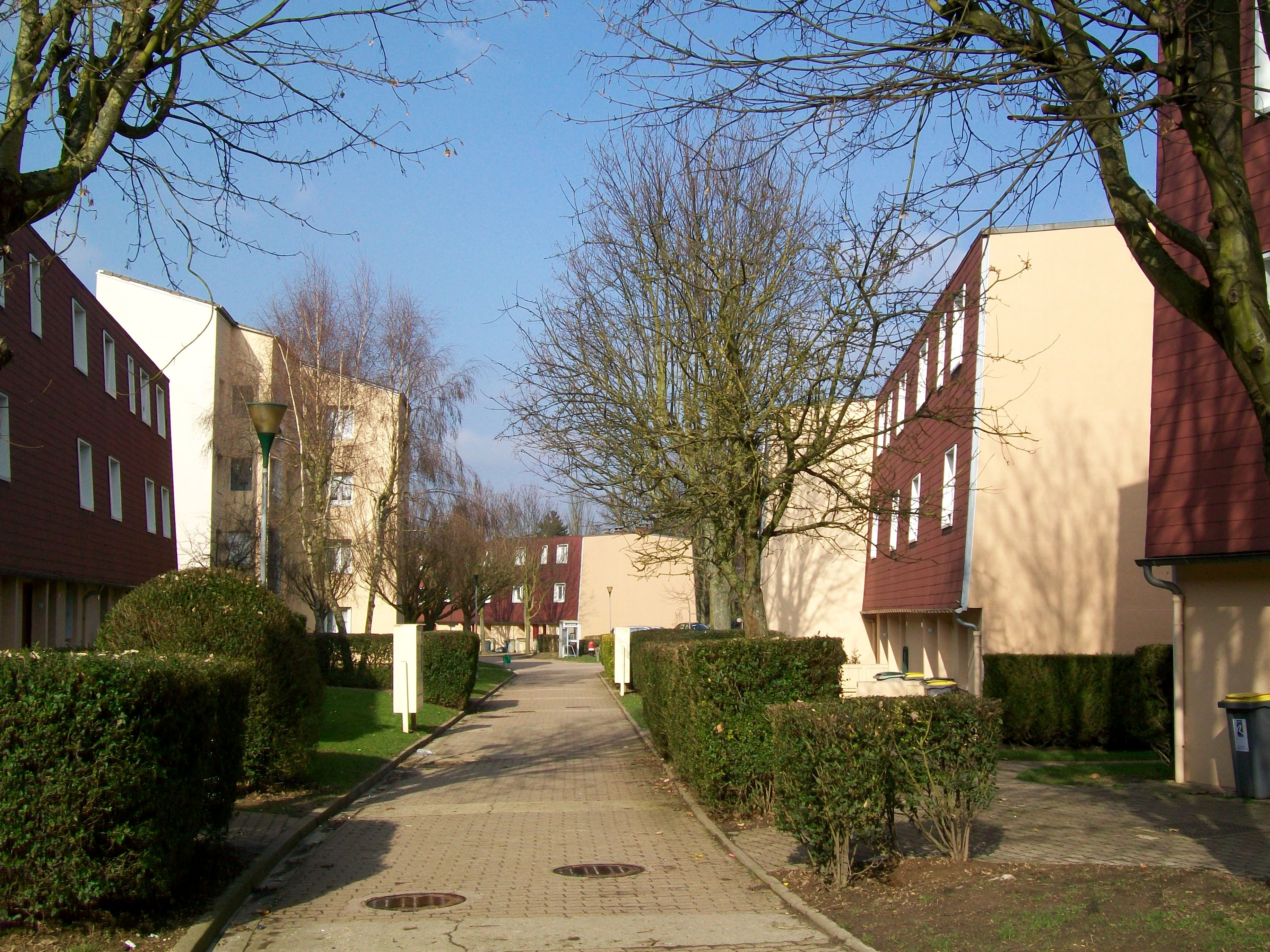
Résidence des Grands Prés (1973-74) et la rue du même nom, réservée entièrement aux piétons pour assurer un cadre de vie tranquille.

À la suite de l'ouverture de l'autoroute et à la décision de construire l'aéroport Roissy-CDG, le premier grand ensemble de Survilliers naquit entre 1968 et 1970, selon des plans des architectes Allain et Varaine. Il s'agit de la résidence du Colombier, en fait composée elle-même de six résidences organisées chacune autour d'un square, dans un cadre d'aménagements paysagers de qualité. Tous les bâtiments comportent quatre étages ; ils se présentent comme barres à deux et trois entrées et comme cubes à une entrée, avec des appartements des deux côtés. Seuls les barres sont dotées de garages ; orientés le long de la rue, elles enferment les cubes en leur centre. Cette disposition permet de tenir complètement à l'écart la circulation automobile et favorise les déplacements à pied ainsi que l'utilisation des transports en commun. Une résidence identique se trouve, par exemple, à Garges-lès-Gonesse. Le Colombier fut complétée en 1973 par la résidence de La Chapelle, adoptant des plans légèrement modifiés et comptant cinq immeubles. Avec un groupe scolaire et un centre commercial de proximité, ce grand quartier de 492 appartements dispose d'une certaine autarcie sur le plan de la vie sociale.
Une tout autre philosophie fut appliquée lors de la conception de la résidence du Jardin-Frémin, à l'extrémité nord-est du village actuel. Construite à partir de 1972, elle se compose d'une grande barre HLM et de nombreuses rangées de maisons individuelles mitoyennes de deux et trois étages, avec des façades en ardoise artificielle au niveau des étages. Chaque maison comporte un garage et un jardinet privatif ; cette organisation allant de pair avec un aménagement moyennant des voies en cul-de-sac, modèle favorisant l'usage de la voiture particulière. Des résidences identiques ont été construites dans de nombreuses communes de la région, pour ne citer que Fosses, Louvres et Othis.
Entre 1973 et 1974, remplissant ainsi l'espace entre le Jardin-Frémin et la D 922 vers Plailly, la résidence des Grands Prés naquit et reste le dernier des grands aménagements urbanistiques de la commune. Cette dernière résidence se compose de maisons semblables à celles du Jardin Frémin, mais uniquement à deux étages et sans garage, abritant donc chacune deux familles au lieu d'une. Il y a également un grand immeuble HLM à quatre étages, qui se présente sous forme de cubes associés.
En effet, la pression immobilière augmentant toujours, des promoteurs avaient plusieurs grands projets pour Survilliers dans leurs cartons. Cependant, la population n'était en partie pas favorable à la continuation du développement de Survilliers vers une ville-dortoir anonyme et à la « banlieuisation », et en 1973, l'association pour la Défense de l'Environnement et Sauvegarde de Survilliers (D.E.S.S.) fut fondée Elle réussit à mobiliser l'opinion publique contre la construction d'autres grands ensembles et contre la démolition de maisons anciennes ; sa lutte soutenue pendant plusieurs années fut couronnée de succès. Entre-temps, la commune racheta des espaces naturels tels que l'actuel parc de la mairie et le bois de la Garenne du Houx. Depuis 1983, la majorité du conseil municipal est elle aussi opposée à la poursuite de l'extension du périmètre du village, et promeut la construction de nouvelles résidences uniquement sur des terrains vagues à l'intérieur du village. Ainsi, deux lotissements virent encore le jour, la résidence d'Enfresne entre la poste et la cité ouvrière de la cartoucherie, et la résidence Gingko sur le terrain de l'ancienne ferme Valaize. Plus récemment, la reconversion de bâtiments agricoles est venue à l'ordre du jour, avec la transformation d'une aile de la Ferme de la Croix en logements locatifs (2007-2008) et l'aménagement d'appartements dans la grange de la Grande Ferme (2009-2010). Cette dernière s'intègre dans une résidence de grand standing pour laquelle la plupart des bâtiments ont été sacrifiés ; côté rue, l'architecture postmoderne tente d'imiter la maison d'habitation de la ferme ; ailleurs, elle fait des allusions au Bauhaus tout en cherchant des correspondances avec le bâti traditionnel du Pays de France.

### Projet d'aménagement
Entre 1970 et 1973 un SDAU a été défini pour les vallées de la Thève et de l'Ysieux, incluant Survilliers et prévoyant une urbanisation intensive. Le 7 juin 1974, un projet de 1 840 logements est approuvé par le conseil municipal ; réduit à 1 000 logements et approuvé de nouveau le 22 décembre 1976. Le préfet du Val-d'Oise a signé l'arrêté respectif le 29 juin 1978. Une grande partie de la population s'est mobilisé contre ce projet, qui aurait concerné le nord de la commune (aujourd'hui dans le périmètre du parc naturel régional Oise-Pays de France ; le secteur à l'ouest du bois de la Garenne du Houx ainsi que tout le secteur sud-ouest entre la cartoucherie et la D 317. Une association, la D.E.S.S. (association pour la Défense de l'Environnement et la Sauvegarde de Survilliers) était l'instrument principal de ce combat, qui se faisait à travers des bulletins, tracts et interventions auprès des autorités publiques. Simultanément, un promoteur immobilier achetait tous les terrains mis en vente à Survilliers depuis 1967, et expulse début 1990 les agriculteurs de leurs champs (qui souvent n'étaient que loués). Sous l'impulsion de la D.E.S.S., le projet n'est réalisé qu'en partie (le « Jardin Frémin » et « les Grands Prés »). La nouvelle majorité au conseil municipal issue des élections de 1983 est favorable aux idées de la D.E.S.S. et vote un POS compromettant le projet de la ZAC. La commune est alors assignée en justice par le promoteur, qui réclame des dommages et intérêts. Une solution à l'amiable est finalement accepté en octobre 1990, le promoteur renonçant aux poursuites.

### Logement

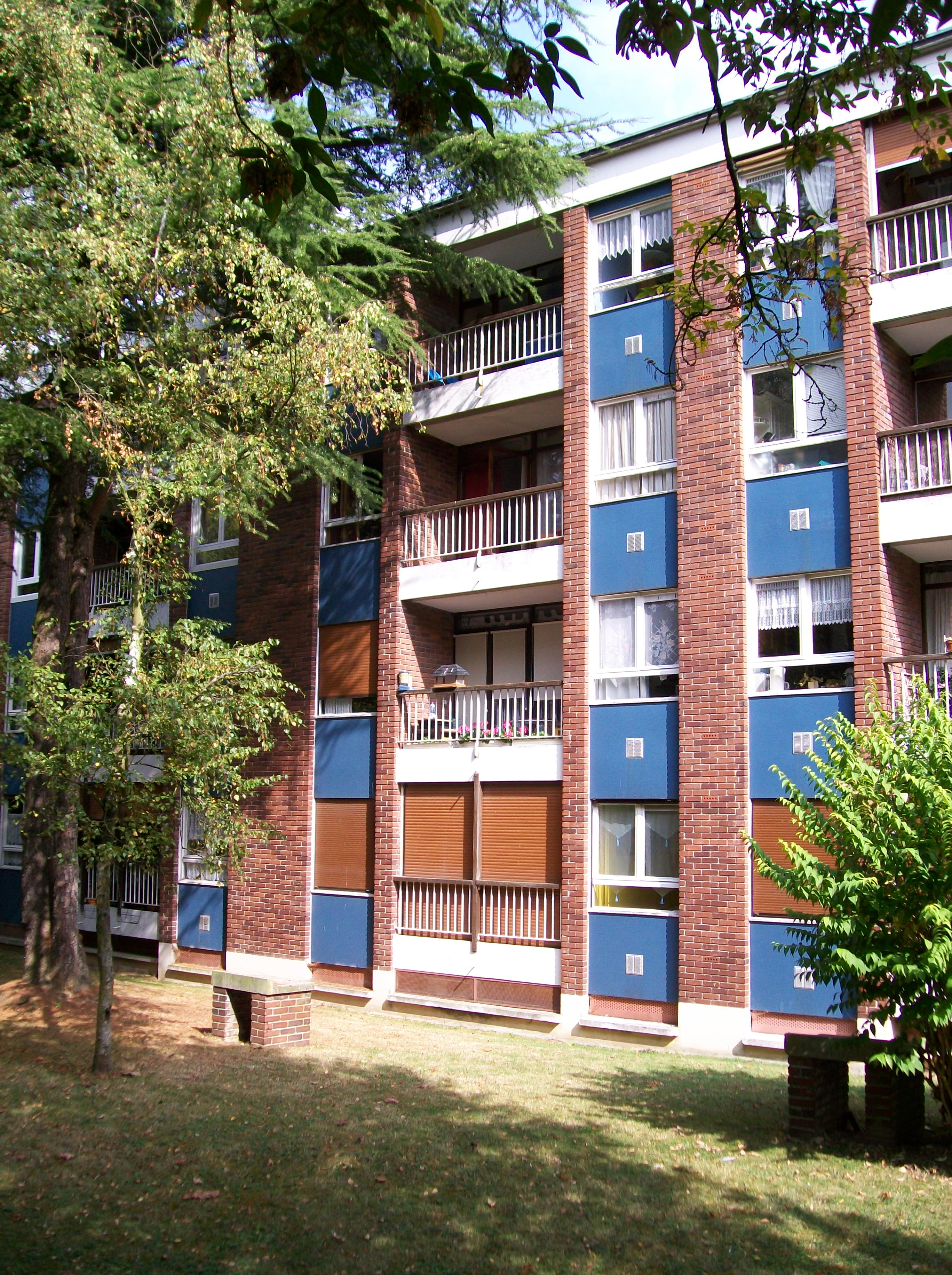
Immeuble de la résidence du Colombier, qui comporte près de 500 logements.

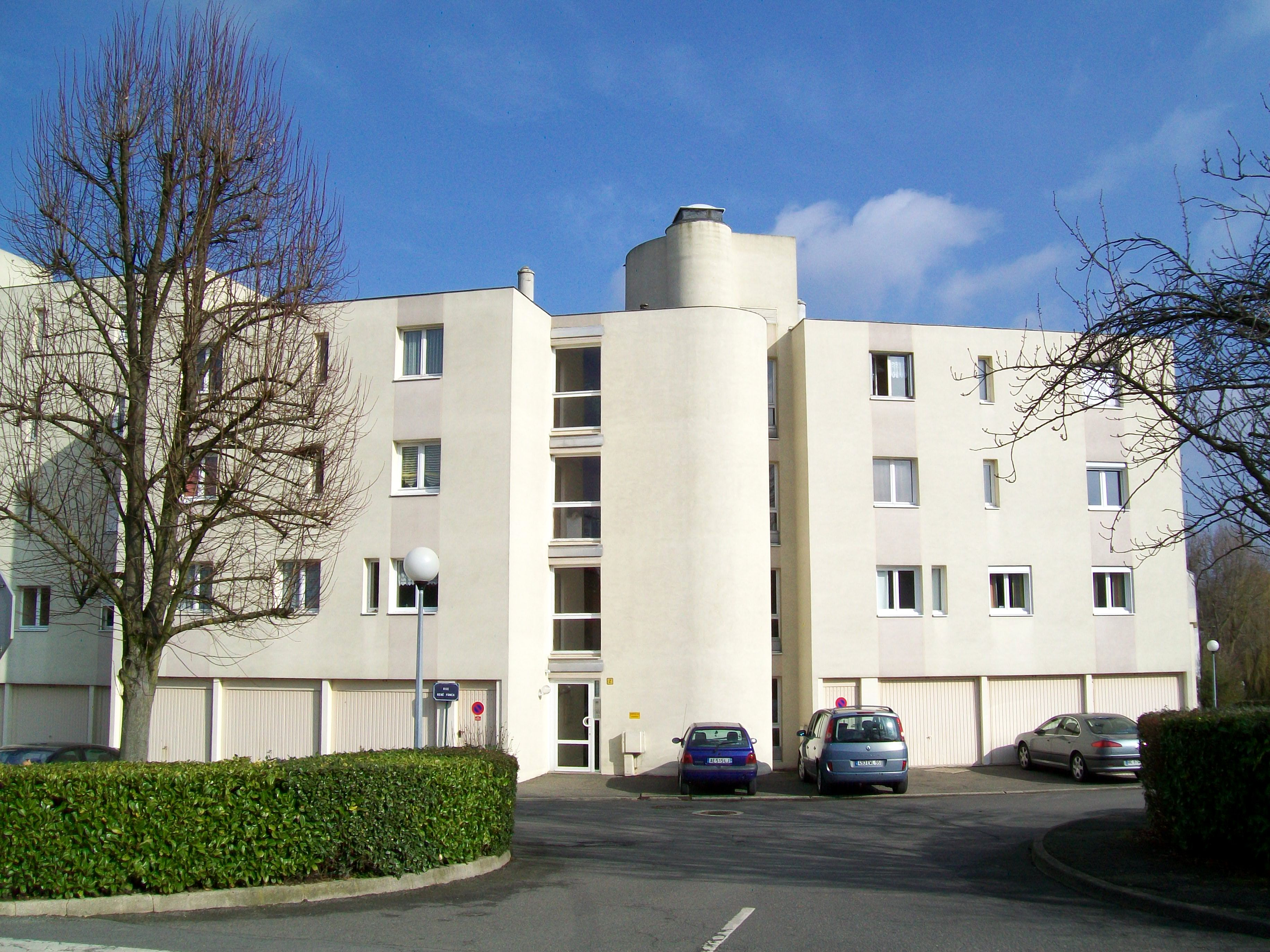
La barre HLM de la résidence du Jardin Frémin, dont le nom vient du lieu-dit où elle a été construite.

En 1968, Survilliers comptait 464 logements occupés comme résidences principales pour 1 533 habitants, soit 3,3 personnes en moyenne par logement. En 2007, ce même nombre est passé à 1 462 pour 3 710 habitants, soit 2,5 personnes en moyenne par logement. Comme il y a 380 ménages d’une personne vivant seule, les logements occupés par plusieurs personnes sont habités par 3,1 personnes en moyenne. Au moins 188 personnes occupent seules un appartement de trois pièces ou plus (car il n'y a que 54 studios et 138 logements de deux pièces).
À Survilliers, un peu moins d’habitants logent dans des maisons que dans le Val-d'Oise – 42,7 contre 47,2 % ; chiffre qui paraît cependant relativement élevé pour Survilliers, vu l’importance des grandes résidences. Celles du Jardin Frémin et des Grands Prés comptent donc en tant que maisons individuelles ; bien qu’il s‘agisse de barres d’immeubles, la plupart des appartements disposent d’une porte d’entrée privative. Les maisons à Survilliers comptent légèrement moins de pièces - 4,5 contre 4,8 ; en même temps, les appartements à Survilliers comptent légèrement davantage de pièces – 3,4 contre 3,1. Concernant l’âge des logements, la part des logements construits avant 1949 est de 25 % environ plus faible que sur le niveau départemental ; il y a aussi moitié moins de logements construits depuis 1990. Ces chiffres s’expliquent facilement par l’expansion rapide de la commune entre 1968 et 1975 d’une part, et par le manque de terrains constructibles d’autre part. La commune est désireuse de conserver ses espaces naturels, et de trois côtés, le village est déjà cerné soit par des routes, soit par des zones industrielles ; au-delà, le territoire communal s’arrête puisqu’il ne représente que 5,38 km2.
Le taux de résidences secondaires est insignifiant ; on n’en compte que dix, soit 0,6 % (maximum : 25 en 1990), ce qui est légèrement moins que sur le plan du département, qui ne compte pratiquement pas de résidences secondaires non plus. D’autre part, chiffre inquiétant, 7,5 % des logements sont vacants à Survilliers en 2007, soit tout de même 119 logements, et ce taux a presque doublé depuis 1998, lorsqu’il n’était que de 3,9 %. Sur le plan du Val-d'Oise, la tendance est exactement inverse et en 2007, 4,3 % des logements y sont vacants. L’on peut supposer que la hausse des prix de l’immobilier a incité les propriétaires désirant vendre des appartements à attendre des prix de vente reflétant cette hausse. Or, les caractéristiques et la qualité des logements ne les rendent apparemment pas attractifs pour les potentiels acquéreurs disposant des moyens nécessaires pour s’acquitter de telles sommes (mauvaise isolation, simple vitrage, pas de garages dans de nombreux cas, etc.). En revanche, les classes moyennes inférieures qui optaient généralement pour le type de logement représenté fortement dans les grandes résidences de Survilliers ont de moins en moins les moyens de faire face aux prix pratiqués. Par ailleurs, on constate une augmentation de la fluctuation de la population depuis 2005 ; elle est plus importante que sur le plan du Val-d'Oise avec 13,1 % contre 10,7 % de la population habitant leur logement depuis moins de deux ans.
Sur le plan du statut d’occupation, l’on rencontre plus de propriétaires de leur logement à Survilliers (61,1 %) que dans le Val-d'Oise (58 %), ce qui s’explique par la part plus importante des appartements à Survilliers (plus abordables que des maisons) et par la fait que les appartements des deux grandes résidences du Colombier et du Jardin Frémin ont, pour la plupart, été vendu aux particuliers dès leur construction. Quant au taux des logements HLM, leur taux n’a cessé de diminuer depuis 1980, quand il dépassait les 39 %. Entre-temps, il était passé à près de 30 % en 1992 ; la cartoucherie avait vendu la totalité des 200 logements du personnel. Depuis, une nouvelle résidence HLM a été construite rue de la Gare (la résidence des Marronniers), mais la résidence de La Chapelle a perdu son statut HLM et la société foncière qui la gère a été autorisée à mettre les appartements en vente. En 2007, seulement 20 % des logements appartiennent au parc social contre 24,1 % dans le Val-d'Oise. Néanmoins, sur ce plan, Survilliers se classe mieux que les autres communes de la communauté d'agglomération Roissy Porte de France, et mieux que beaucoup de communes de moins de 4 000 habitants,,.

## Toponymie
Sur, du germanique sudar, domaine de Sur.
Villiers, dérivé du latin villare et apparenté au toponyme Villars, Viller, Villers et Willer ; indique généralement une fondation gallo-romaine car il évoque la présence d'une villa (vaste domaine rural) à l'emplacement du village actuel.
Survilliers figure dans l'histoire du XIIe siècle sous les dénominations Sorviles en 1185, Sorviller, Sourvillers ou Sorvillari, dont il n'est pas exclu qu'elles soient liées au pays de Serval. Y résida la famille Sorviller. Il ne nous est actuellement pas possible d'établir si le toponyme fut dérivé du patronyme, ou vice versa.
Survilliers est un dérivé de Surville.

## Histoire

### Moyen Âge
Les premières mentions documentées de Survilliers datent de 1185 ; le premier seigneur de Sorviller connu est Hubert, mentionné dans un acte de donation en 1152 Survilliers, avec Pontarmé (situé entre Survilliers et Senlis), Brasseuse et Raray (dans l’ouest du Valois), fut l’une des quatre baronnies qui assistaient l’évêque de Saint-Denis, Suger, dans la mouvance de l’abbaye de Saint Denis.
Dans le Survilliers du Moyen Âge existait un Hôtel des Charités appartenant à l'abbaye de Saint-Denis, qui se trouvait à l'angle des rues Gaston-Fouliouze (anciennement rue de l'église), et Pasteur (anciennement rue Valaize), donnant avec sa façade sud sur la place du Calvaire. En témoigne toujours un puits médiéval en place sur le terrain d'une maison individuelle. On ne sait pas s'il s'agissait d'un hospice où d'une simple demeure. L'abbaye l'avait acheté à la famille Leschans en 1338.
En 1338, Jeanne de Sorviller vivait avec son mari Bernard Les Champs (nom épelé aussi Leschans selon les sources); ce dernier venait d'Orry-la-Ville. Les deux familles alliées possédaient chacune par moitié la seigneurie et la haute justice de Survilliers depuis le 15 décembre 1319.
Aux alentours de 1330, François Cassinel († Paris 23 octobre 1360), employé du Trésor du roi Philippe VI de Valois, avait épousé Alips Les Champs, sœur de Bernard, originaire de Plailly. La famille Cassinel s’implanta alors à Survilliers. Elle était originaire de Lucques en Italie et avait émigré au XIIIe siècle ; le grand-père de François était déjà né en France. François Cassinel eut deux enfants qui entrèrent dans l’Histoire : Ferric Cassinel, futur évêque de Lodève, d'Auxerre, de Reims et paire de France, et Biette de Cassinel (épelée aussi Biote, selon les sources) (*1340 – † 1380 ou 1394).
Dite ‘la belle Italienne’, elle fut l’une des premières maîtresses connues d’un roi de France. Son premier fils issu d’une union illégitime avec Charles V serait Jean de Montagu (ou Montaigu), homme politique, secrétaire de Charles V puis grand trésorier et chambellan de Charles VI. Les plus célèbres parmi les cinq enfants légitimes de Biette furent Gérard de Montaigu (ou Montagu) († 1420), évêque de Poitiers puis de Paris, et un autre Jean de Montagu, chancelier de France et archevêque de Sens à partir de 1409.
Ferric Cassinel réunit les deux demi-Justice de Survilliers en 1371, en tant que héritier de ses parents et en recevant l'autre part d'un neveu du dernier Seigneur Sorviller (Pierre de Sorviller le Jeune). Cependant, Ferric passa la Justice entre les mains de sa nièce Marie après le mariage de ce dernier avec Gaucher de Châtillon en 1383 avant de mourir empoisonné à Nîmes en 1390. Par ailleurs, les alliances Cassinel-Châtillon (il y en avait eu au moins deux, car le père de Gaucher était le cousin du grand-père de Marie Cassinel) n'auraient pas été étrangères aux luttes intestines à l'époque de la guerre de Cent Ans. - En ce qui concerne la famille Leschans, l'unique neveu d'Alix, Pierre, mourut en 1361 sans descendance ; et la famille s'éteignit.
Jehan de Sorviller, dont le père ou grand-père fut le cousin de Biette Cassinel, accéda à la fonction de maître fauconnier de Charles V en 1393, fonction qu'il exerça jusqu'en 1404. On suppose que le rôle des Cassinel à la Cour royale favorisa l'introduction de Jehan dans les sphères du pouvoir. Les armoiries présumées de Jehan, présentant un sanglier, ont été adoptées par la ville de Survilliers vers la fin du XXe siècle comme emblème, la commune ne disposant pas de blason héraldique proprement dit. Après Jehan, les traces de la famille de Sorviller se perdent ; ils ne seront plus présents à Survilliers.
C'est une arrière-petite-fille de Marie et Gaucher de Châtillon qui hérita comme dernier membre de sa famille de la Justice de Survilliers vers 1465. Son mari Philippe de Campremy, chevalier et bailli de Meaux, hérita plus tard d'elle. Avec une interruption d'au moins deux générations, la Justice de Survilliers restera par la suite pendant longtemps entre les mains de la famille de Meaux, jusqu'en 1649. Car l'héritière de Philippe de Campremy fut tout d'abord Jeanne de Rieux, dont le mari, Jean de Lallier († 1518), devint par la suite seigneur de Survilliers. Il fut le petit-fils du seigneur de Bertrandfosse à Plailly, Simon, et changea complètement de nom pour devenir Christophe de Plailly. L'un de ses neveux ou cousins, qui se nommait aussi Jean de Lallier († 1531), prit sa succession. Sans que l'on puisse en établir la raison exacte, la seigneurie de Survilliers incomba à Guillaume de Meaux († 1562 sous réserve, mais avant 1579). Il sera encore question de Christophe de Plailly et de Guillaume de Meaux dans la section consacrée à l'histoire de 1500 jusqu'à la Révolution.
Le château féodal, qui appartenait sans doute à la famille Sorviller puisque cette dernière est liée au village par son nom, ne figure plus sur le premier plan cadastral de Survilliers de 1779. Son emplacement est cependant mentionné sur le plan à l'endroit actuellement occupé par l'ancienne mairie de 1889 et de la cour de récréation de l'école Romain-Rolland. Par analogie avec le destin du château d'Orville, sur le territoire de la commune voisine de Louvres et à six kilomètres du centre de Survilliers, on peut conclure qu'il fut également détruit pendant la guerre de Cent Ans, lors de la retraite des troupes d'occupation anglaises progressivement repoussées de Paris à partir de 1435. Le château d'Orville, site fouillé depuis plusieurs années, fut détruit, lui, en 1438.
Le château de Survilliers disposait d'un réseau de souterrains, qui en partie existe toujours, inaccessible depuis de nombreuses années et sans entretien. Deux tunnels prennent leur origine dans la Cave Tiennot, cave médiévale située sous une auberge (l'hôtel du Nord aujourd'hui remplacé par une construction moderne), pour déboucher sur la butte de Montmélian (site d'un ancien château féodal près de Saint-Witz) d'une part, et sur la maladrerie Saint-Ladre (située dans l'actuelle zone industrielle de Fosses-Saint-Witz), d'autre part.
Après la destruction du château et jusqu'en 1638, les seigneurs de Survilliers résidaient dans deux maisons ; la première dans les emprises actuelles de la ferme de la Croix (qui existait déjà, mais dans une configuration différente) et la deuxième non loin de là, au sud-est du carrefour de la Bergerie au centre du village. Ce fut « un petit corps de logis avec cour, et jardin derrière planté de poiriers et pruniers ».

### De la Renaissance à la fin de l'Ancien Régime
En 1500, le seigneur de Survilliers était le chevalier et bailli Christophe de Plailly, comme nous l'avons vu. Depuis les Cassinel et Jehan de Sorviller un siècle auparavant, ce fut le premier personnage dont la réputation dépassait le Pays de France. En effet, il était au service du roi Louis XII, et fut également s de Bertrandfosse à Plailly, de Mortefontaine, de Moussy-le-Neuf, de Compans et de Chennevières-en-France ; en outre, il fut Capitaine de Sens jusqu'en 1517. Ainsi, il n'est pas étonnant qu'il n'habita guère Plailly et encore moins Survilliers ; il s'y fit représenter par le maire de Survilliers, Jean Eudes.

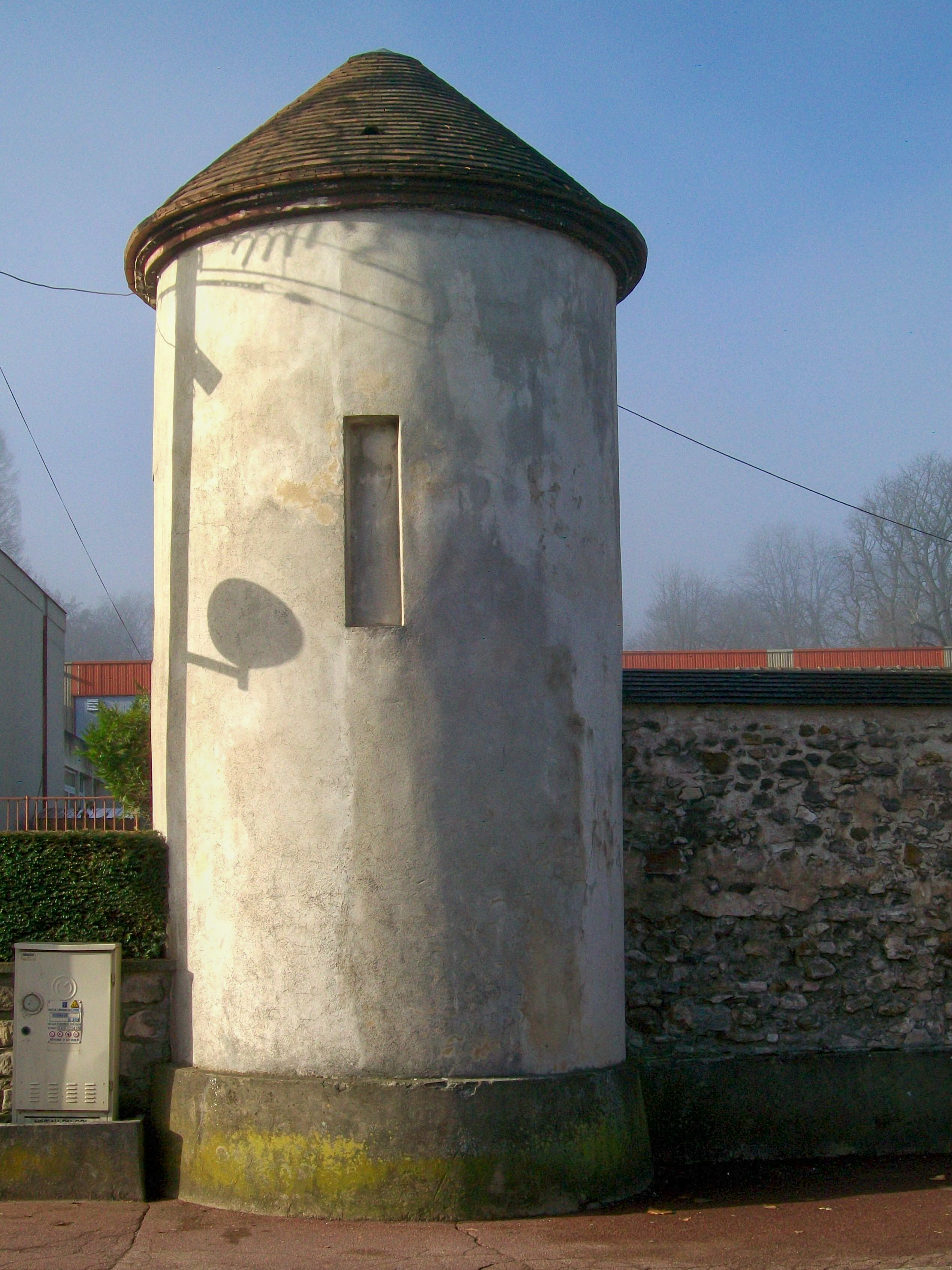
Tourelle rue de la Liberté, probablement antérieure au XVIIe siècle. Elle délimitait la Ferme du Seigneur avec d'autres tourelles identiques.

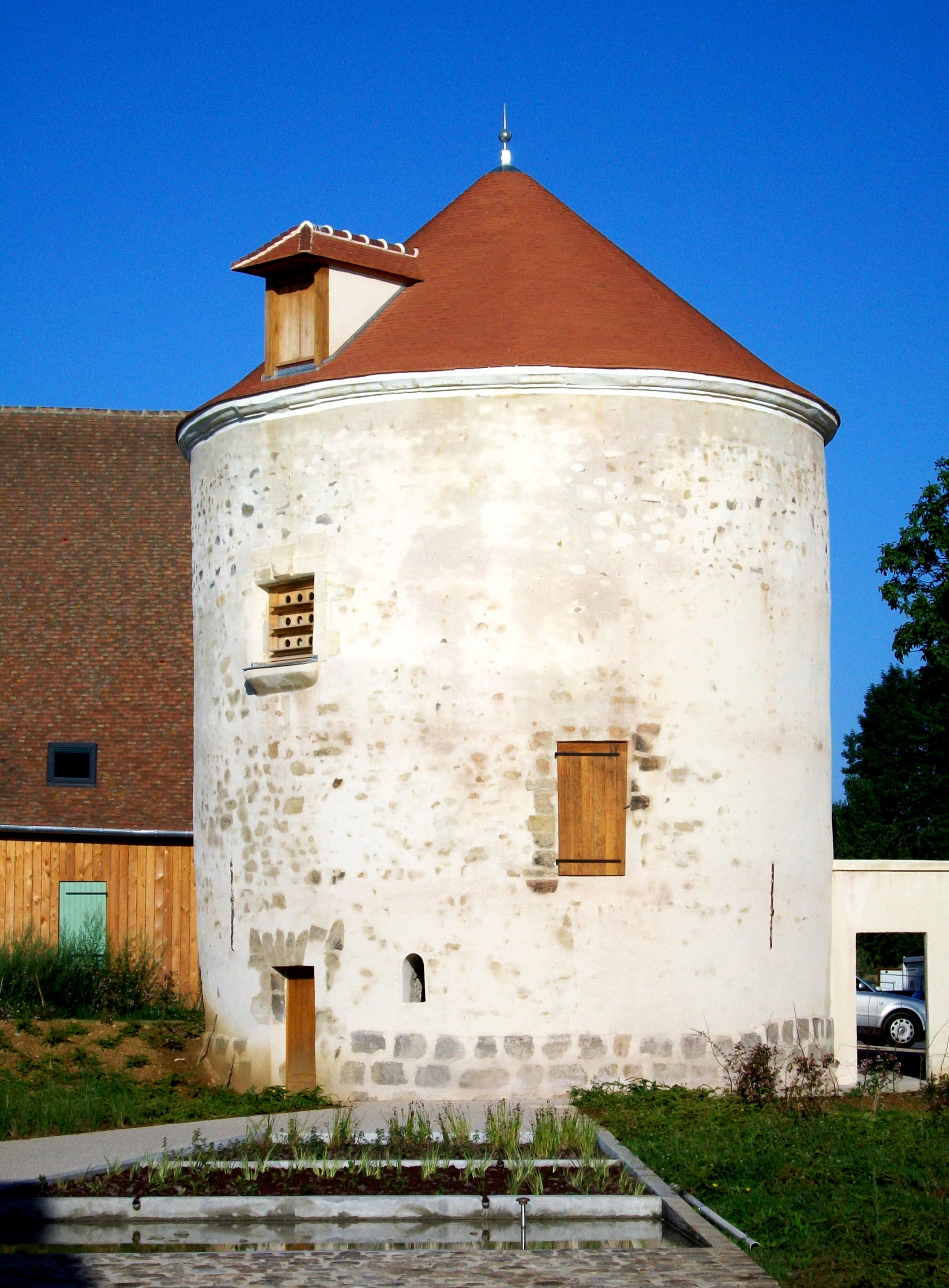
Le colombier de la Grande Ferme après rénovation. Il daterait du XVIIe siècle et représente l'ultime vestige de l'autre ferme seigneuriale de Survilliers.

La paroisse relevait de l'évêché de Senlis. L'évêque avait confié la charge de cette baronnie, parmi les 4 qu'il avait fondées, à la famille de Meaux. Ainsi l'écuyer Guillaume de Meaux, le premier baron de Survilliers entre en scène. Marié vers 1525 avec Antoinette de Corbie, ce fut sans doute peu après qu'il fut institué seigneur de Survilliers. Guillaume était en même temps Seigneur de Marly. Ses deux fils supposés furent Antoine de Meaux et Charles de Meaux l'Ainé, qui devinrent tous les deux à leur tour seigneur de Survilliers : d'abord, après le décès du père en 1562 (date présumée), le fils aîné Antoine lui succéda. Marié à Marie Parent, sous-héritière de Christophe de Plailly, il s'installa au château de Malassise,. On ignore l'année de son décès, quand son frère cadet, le baron et écuyer Charles l'Ainé devint seigneur de Survilliers. À l'instar de son frère, il fut également seigneur de Marly, et en outre seigneur de Rocourt (ancien fief dans l'actuelle commune de Fosses), mais surtout gouverneur de Laon. Son épouse fut Catherine Daugnon (ou d'Ognon), disparue le 15 août 1633 et inhumé dans l'église de Survilliers. Elle survécut longtemps à son mari, car ce dernier décéda en 1604 pour être inhumé également dans l'église de Survilliers, à l'endroit où il se tenait habituellement pendant la messe.
Le troisième fils de Charles l'Ainé, qui s'appelait Antoine tout comme son oncle (voir ci-dessus) et né en 1585, devint baron à l'âge de dix-neuf ans, après la mort de son père. Il était cavalier des Chevau-Légers du duc de Vendôme et avait deux fils avec sa femme Anne Le Cler. On ne sait pas en quelle année Charles, l'un de ces fils, succéda à son père et devint le cinquième baron de Survilliers issu de la famille de Meaux depuis la fin du Moyen Âge. Selon les mémoires du curé de Survilliers de l'époque, M. le Lieupault, ce Charles de Meaux aurait été condamné à mort le 31 août 1646, mais l'acte n'a jamais été retrouvé. En effet, le curé l'accusa d'avoir assassiné l'un de ses parents, Thomas Le Lieupault. Pour faire face à ces accusations, le 9 mars 1649, Charles de Meaux, accompagné de quatre hommes de main, tira un coup d'arquebuse sur le curé. Ce dernier fut blessé mais vécut encore jusqu'au 3 janvier 1679 ; Charles de Meaux en revanche fut encore plus gravement blessé par l'un des propres compagnons et succomba à ses blessures quelques jours plus tard. On l'enterra dans l'église.
Le 10 novembre 1664, M. le Lieupault fit ériger une croix au nord du bourg, sur l'actuelle place du 8-Mai-1945. Deux autres croix sont déjà attestées à Survilliers depuis le XIVe siècle : la croix de Sorviller ou Croix Rouge au sud, sur le chemin de Vémars, et une croix à l'entrée de la ferme de la Croix, sur la Grande Rue. Seule une quatrième croix, celle de la place du Calvaire, existe encore au début du XXIe siècle (mais la croix actuelle n'est plus celle d'origine).
La famille de Meaux continuait d'exister dans la région, mais ses destinées ne furent plus liées à Survilliers : à la suite du décès de Charles de Meaux le Jeune, Gaspard de Verdelot, marquis de Villiers-Saint-Georges, acheta ses biens, mais les céda déjà le 18 juillet 1659 à Claude Briou, président de la Cour des Aydes. Malheureusement, l'infortune s'abattit sur sa descendance ; parmi ses cinq enfants, seule sa fille Geneviève parvint à fonder un foyer, avec Nicolas-Gilles de Costentin, et ce dernier décéda dès l'âge de vingt-cinq ans en 1682. Son fils Nicolas-Charles ne naquit qu'après le décès de son père, qui par ailleurs avait également été orphelin, et son grand-père Claude Briou acquit pour lui les fiefs de Survilliers ainsi que d'autres terres, pour un prix total de 145 000 livres, en 1693. Nicolas-Charles se maria en 1702 et devint colonel du Régiment Royal Dauphin de Cavalerie, mais tout comme son père, il mourut relativement jeune avant le 14 janvier 1716, quand sa fille unique, Charlotte-Lucie, n'avait que dix ans. La mère de cette dernière, Charlotte-Madeleine née Huguet de Semonville, « continua d'entretenir sa propriété à Survilliers à laquelle un jardinier fut toujours attaché en 1720 ».
Ultérieurement, une héritière éloignée, Marie-Françoise de Catinat, entra en possession de tous les biens accumulés par les familles Briot et de Costentin. Il paraît qu'elle n'habitait pas Survilliers, car son mari, Jean-François le Vayer, chevalier-baron de Doubleau, conseiller et maître des requêtes ordinaires du Roi, habitait Bonnétable, dans la Sarthe. Devenu veuve, la baronne Marie-Françoise s'installa à Paris dans son hôtel de la rue Saint-Benoît et vendit « tous ses biens et revenus de Survilliers pour 200 000 livres, le 14 mai 1776, à Claude Le Duc qui, délaissant Survilliers » habitait Paris et louait ses plus de quatre cents arpents de terre notamment à Charles-François Bouchard. Cette famille très ramifiée devint par la suite l'une des plus importantes pour Survilliers, et c'est d'elle (et de la famille Aubergé) que la ville de Survilliers acheta l'actuel hôtel de ville en 1969. Dans la famille Bouchard, il y avait depuis 1662 un Jean-Claude dans chaque génération, qui exerça la fonction de procureur fiscal.
Les barons de Survilliers et leurs familles ne furent pas les seuls membre de la noblesse qui possédaient des biens à Survilliers. Pour la fin de l'Ancien Régime, on peut notamment citer la famille de Chastellux de Paris, propriétaire de la ferme de la Croix. « La ferme n'était qu'un placement pour cette famille de seigneurs provenant de Bourgogne, vicomtes d'Avallon, pour la plupart destinés à l'armée et à la diplomatie »,. Il y avait aussi les Lefebvre, connu à Survilliers depuis 1525, et dont plusieurs membres sont inhumés dans l'église. Charles le Jeune († 7 novembre 1652) officiait comme archer de la Garde du corps du roi tout comme René († 9 janvier 1685). D'autres membres de la famille, comme Gérard, exercèrent le métier de marchand-laboureur.
Une sœur de Charles de Meaux, Catherine, avait épousé Savinien de Lagarrigue en 1624. De cette union naquit Jean de Lagarrigue, seigneur de la Tournerie, qui émigra vers la Martinique (française depuis 1635). Son fils Claude aurait adopté le nom de Survilliers, et créé de ce fait la branche des Laguarigue de Survilliers en Martinique, où une famille de ce nom est en effet toujours présente. Elle se fit connaître grâce à son entreprise d'importation et d'exportation de Fort-de-France, qui importa par exemple du rhum en métropole. Des recherches généalogiques récentes ont cependant démontré que les Laguarigue de Martinique, roturiers, n'ont en réalité aucun lien avec Survilliers, même si l'ajout du surnom de branche (usurpation très ancienne) a été officialisé à l'état civil.

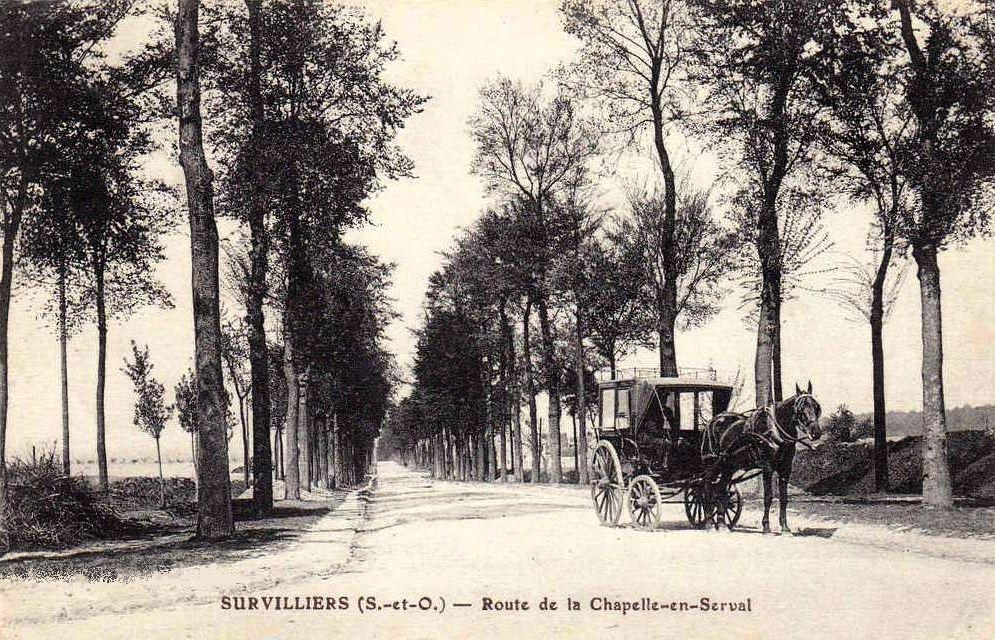
La route de grande communication Paris-Senlis, qui à la fin du XIXe siècle n’avait guère changé depuis sa création.

Même si nous ne disposons pas de renseignements sur l'école de Survilliers sous l'Ancien Régime, nous connaissons les noms de quatre maîtres d'école pour la période du XVIIIe siècle. On les appela les porte-verges de la paroisse, et ils assistèrent le curé dans des tâches administratives, comme la tenue des registres paroissiaux, obligatoires depuis 1586.
Vers le milieu du XVIIIe siècle, fut entrepris la construction de l'actuelle route départementale 317, et à cette occasion, un plan du tracé et des lieux traversés fut dessiné. Il est daté entre 1745 et 1780 et constitue un élément de l'atlas de Trudaine. Bien que sans échelle, Survilliers y est représenté de façon assez précise; il n'empêche que des doutes puissent être permis sur l'exactitude de la représentation de ses surfaces bâties. On peut s'imaginer que la construction de la nouvelle voie de grande communication ne resta pas sans conséquences sur la vie économique de la commune: avant, le trafic entre Paris et le nord de la France passait en partie par Survilliers ; dorénavant, il la contournait par l'ouest.
À ce sujet, il convient de revenir sur ce que fut la voirie dans la commune depuis le Moyen Âge et jusqu'à l'aube du XXe siècle au moins. Avant l'existence de moyens de transport motorisés, les déplacements furent longs, surtout que la circulation à la campagne se faisait essentiellement sur des chemins de terre plus au moins bien entretenus, et difficilement praticables par mauvais temps. Ainsi, il comptait de disposer de chemins les plus directs possibles vers toutes les autres localités des environs, pour avoir des trajets courts malgré tout. Depuis Survilliers, outre les chemins encore existants sous la forme de routes départementales, partaient donc des chemins ruraux pour les villages suivants: 
- Bellefontaine, le chemin des Essarts ; interrompu par la D 317 et la voie ferrée ;
- Orry-la-Ville, depuis le cimetière actuel ; ce chemin n'existe plus qu'au-delà de la D 317 ;
- La Chapelle-en-Serval, toujours existant mais finissant à l'entrée dans les bois ;
- Thiers-sur-Thève, depuis l'extrémité nord-est de la résidence du Jardin Frémin (lieu-dit de l'époque), entièrement disparu
- le hameau de Neufmoulin de la commune de Plailly, interrompu par l'autoroute ;
- Marly-la-Ville, deux chemins distincts, dont l'un existe toujours comme 'rue des Moulins', passant entre le terrain de la cartoucherie et de la zone industrielle de la Porte des Champs (ancien lieu-dit) ;
- Fosses, une simple sente, en plus de la route pour Luzarches passant également par Fosses.

Les chemins disparus ont pour la plupart été intégrés dans les terres agricoles qu'ils traversèrent, ou dans des bois privés. Ils figurent néanmoins toujours au cadastre, ce qui permet de conclure que leur anéantissement ne repose sur aucune base juridique valable et que la commune reste propriétaire des emprises.
Pour la fin de l'ancien régime, plusieurs moulins à vent sont attestés sur une colline au sud du village ; il y en avait depuis le haut Moyen Âge. Ce fut le quartier des meuniers. Le dernier moulin se situa à l'emplacement actuel des châteaux d'eau de la cartoucherie. Il fut démoli sans doute vers 1900 avec le développement de cette dernière. Survilliers fut alors pour l'essentiel un bourg agricole. La plupart des habitants étaient au service de l'une des grandes fermes, soit comme ouvriers ou employés, soit comme journaliers ; les autres habitants furent en grande partie des artisans qui eux aussi tiraient une partie de leurs revenus de l'agriculture, et plus particulièrement des vergers très présents à Survilliers. Les hauts murs à pierres apparentes qui les entouraient, typiques des villages de la région, subsistent encore partiellement de nos jours.

### De la Révolution à 1903
Pendant la Révolution française, l'église fut l'objet de l'emportement de ses partisans envers l'ancien régime. Les pierres tombales furent piquetées et leurs inscriptions à moitié effacées ; le porche est abîmé et les instruments du culte profanés ; les trésors de l'église sont pillés. La ferme seigneuriale à l'endroit du futur château (voir ci-dessous, à ne pas confondre avec la Ferme du Seigneur ou Grande Ferme sur la Grande Rue), propriété de Claude Leduc depuis 1770, a probablement disparu pendant les années de révolution, mais l'on ne peut pas établir si ce fut en raison de la Révolution ou pour un autre motif.

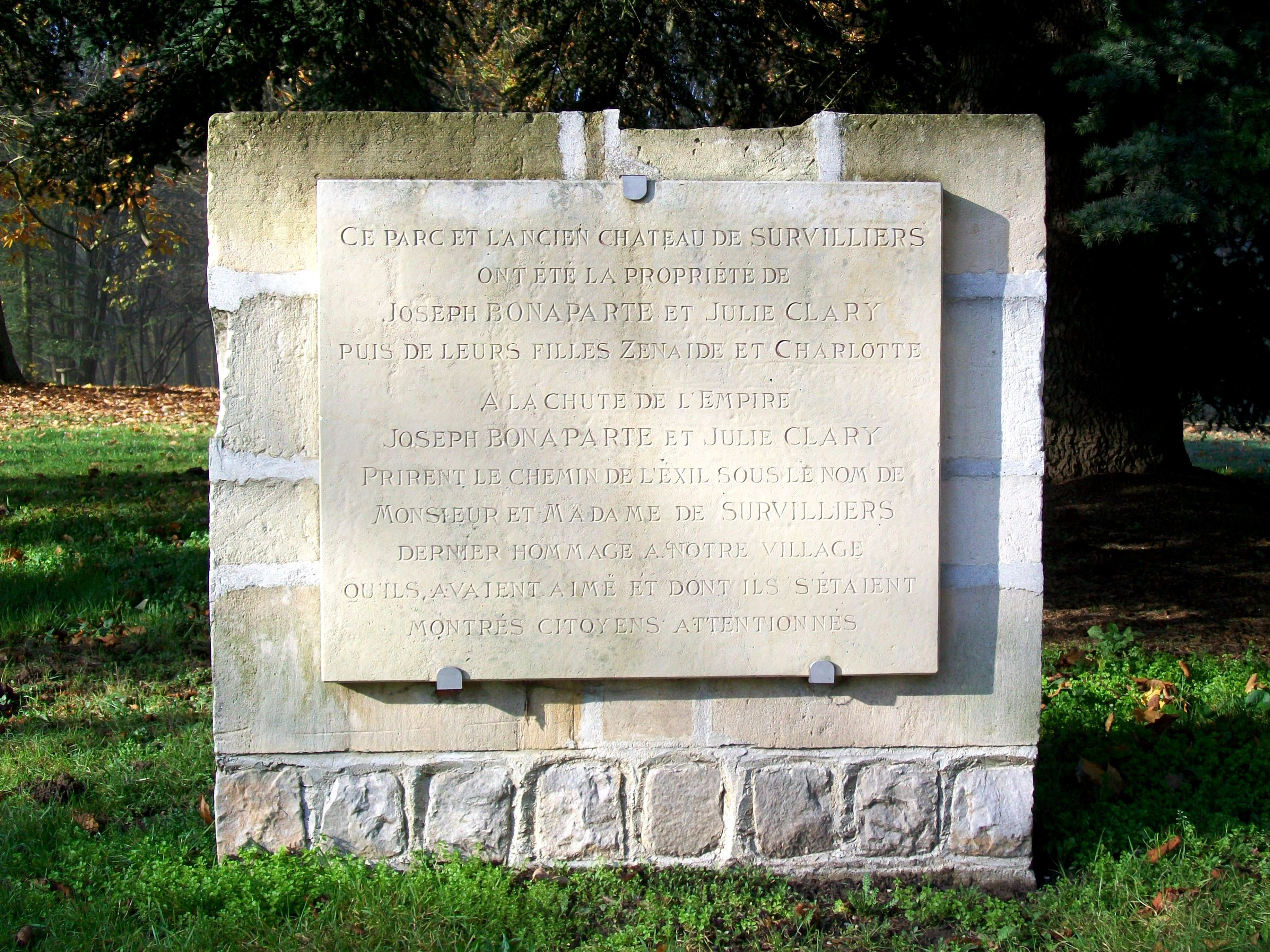
Monument en souvenir de Joseph Bonaparte et Julie Clary derrière la mairie.

Sous le Consulat, le frère aîné de l'empereur Napoléon Ier, Joseph Bonaparte, et son épouse Julie Clary s'installèrent à Mortefontaine où ils avaient fait l'acquisition du château en 1798. Mortefontaine dépendait alors de la paroisse de Survilliers. Cinq ans plus tard, en 1803, Joseph Bonaparte acheta également le château de Survilliers, propriété du banquier génois Cambiago depuis 1798, qui l'avait à son tour acheté à son constructeur, Michel Leduc.
C'est sans doute ce rapport avec Survilliers qui inspira le choix des noms d'emprunt de comte et comtesse de Survilliers au couple, lors du départ de Joseph en exil aux États-Unis d'Amérique en 1814. Une anecdote raconte que la veille du départ, le comte et la comtesse de Survilliers passèrent la nuit au château de Survilliers. Deux ans plus tard, Bonaparte le vendit à son beau-frère Nicolas Clary. Le château d'alors fut victime d'un incendie en 1903 et fut remplacé par un manoir par la famille Bouchard Aubergé, derniers propriétaires du domaine avant son rachat par la commune en 1969 (manoir et 2 ha de terrain) respectivement 1976 (les 6 ha restants du parc). La mairie s'y installa vers 1970.
Le Survilliers de l'époque comptait trois fontaines publiques : la fontaine du Houx, qui existe encore sous la forme d’un point de captage d’eau potable (désaffecté) en contrebas de la Garenne du Houx, la fontaine de la Valaise, entre l’actuelle résidence du Jardin Frémin et l'ancienne station d’épuration et la fontaine d’Enfresne, partagée avec la commune de Saint-Witz et localisée à l'extrême sud-est du territoire de Survilliers, apparemment sous l'actuelle autoroute. Des puits privés existaient dans des cours de ferme,. La grande ferme disposait d’un abreuvoir pour le bétail, situé à l’ouest de cette ferme et non dans la cour ; un deuxième abreuvoir se trouvait à l’emplacement de l’actuel arrêt de bus Jardin Frémin, à l’est de la rue Pasteur en angle avec le chemin du gué. Le nom de ce chemin en constitue par ailleurs une réminiscence, puisque ce terme était autrefois vulgairement utilisé pour désigner un abreuvoir (sans doute pour la ressemblance des abreuvoirs avec des gués aménagés). Un ancien abreuvoir subsiste, par exemple, au sud du centre ancien de Louvres, près de la rue de Paris.
Dans le courant du XIXe siècle, Survilliers fut doté d’un lavoir, à l’instar de la quasi-totalité des communes de la région. Leur construction fut encouragée par la loi du 3 février 1851 qui vota un crédit spécial pour subventionner à hauteur de 30 % la construction des lavoirs, dans l’objectif d’améliorer les conditions d’hygiène dans les campagnes. Le lavoir de Survilliers fut aménagé à l’emplacement de l’actuelle piscine intercommunale et n’existe plus.

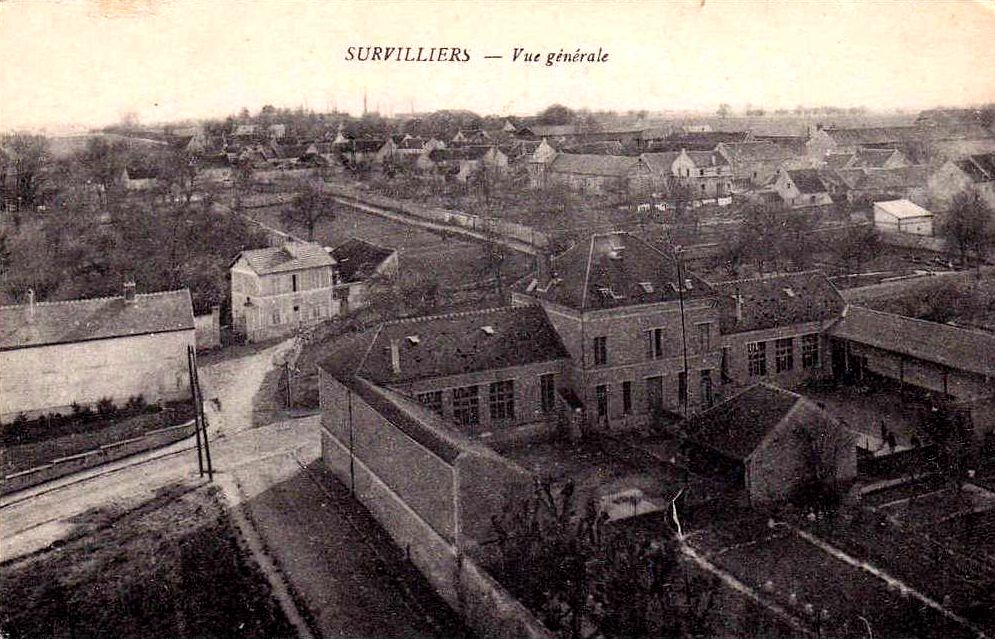
Groupe scolaire de Survilliers inauguré en 1890, avec la mairie au centre. Au fond à gauche la Grande Ferme. L’actuelle poste n’était pas encore construite.

C’est à partir de 1833 que l’existence d’une école à Survilliers est documentée. En cette année, en conformité avec l’article 18 de la loi du 22 juin 1833, un comité local se créa ; le curé en faisait partie d’office. La mission principale du comité fut le contrôle de l’instituteur et l’inspection des cours dispensés. En 1834, on recensa 25 garçons et 21 filles en hiver, et 20 filles et 18 garçons en été. À partir de 1843, les enfants de Saint-Witz fréquentèrent l’école de Survilliers. Les deux tiers des enfants des deux communes suivirent régulièrement les cours ; en conséquence, l’autre tiers ne reçut aucune instruction scolaire. Avant l’inauguration du nouveau groupe scolaire en 1890, l’école déménagea trois fois. Entre-temps, en 1871, une école de filles fut instaurée. Alors le comité local tint à ce que l’instituteur des garçons fût un laïc, une congrégationniste officia dans l’école des filles. Le projet de groupe scolaire fut enfin adopté en 1883 et l’inauguration du nouveau bâtiment, avec deux classes organisées autour de la mairie, put être fêté le 18 mai 1890,.
Vers le milieu du XIXe siècle, le cimetière situé au nord de l’église, place du Calvaire, fut fermé par souci d’hygiène et un nouveau cimetière aménagé au nord du village. Les tombes ne furent pas transférées. Le nouveau cimetière, celui d’aujourd’hui, se trouva alors en plein champ, mais est aujourd’hui en voisinage avec les dernières maisons du village.

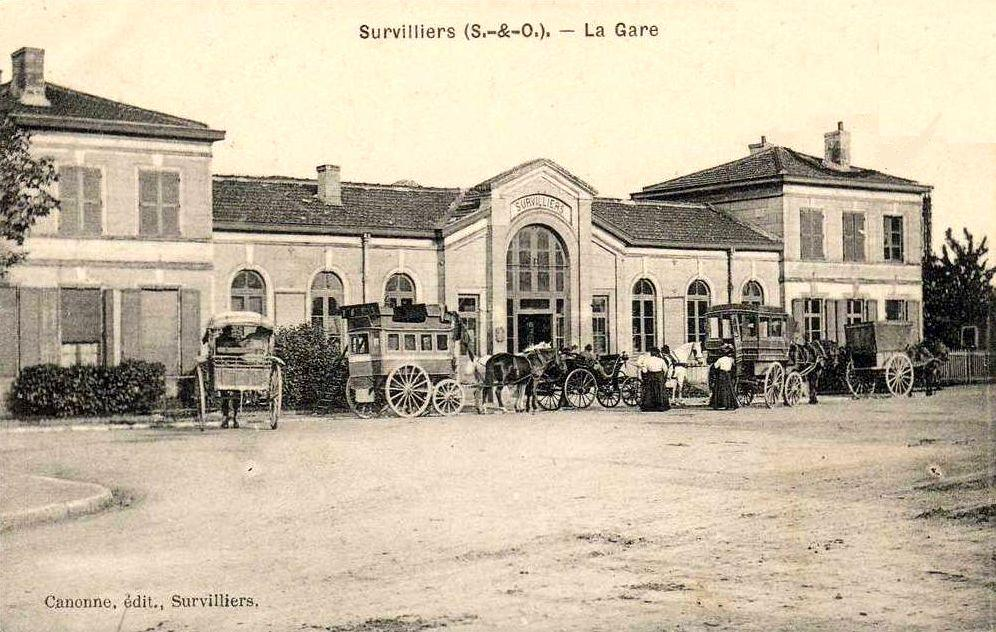
Place de la gare vers 1890, avec des omnibus à cheval pour Mortefontaine (à g.) et La Chapelle-en-Serval.

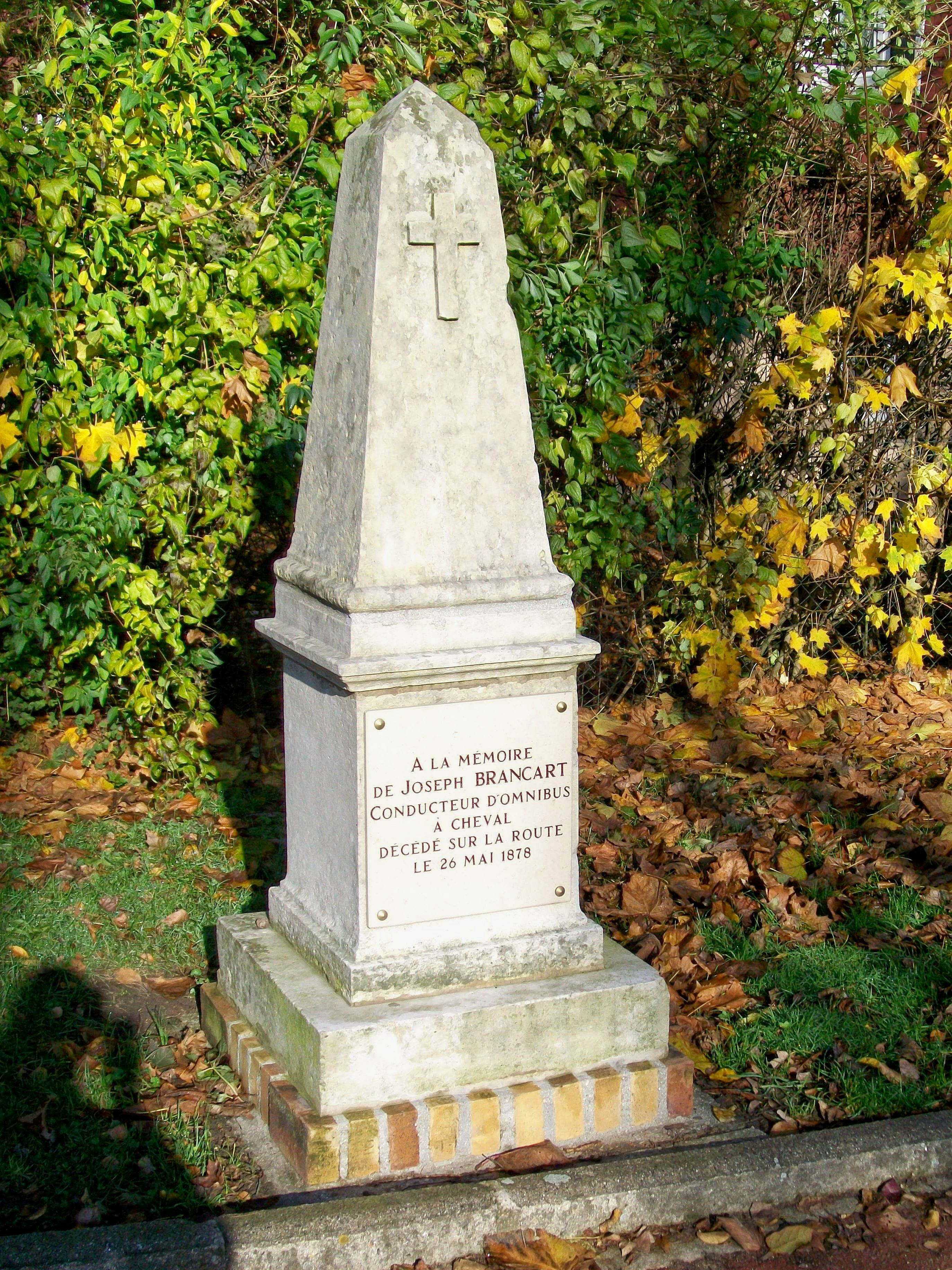
Monument pour Joseph Brancard, non loin de l'église, à l'entrée du village.

Après l'ouverture de la gare en juin 1859, un service d'omnibus hippomobile fut mis en service entre le village et la gare, distante de près de deux kilomètres. Un petit monument à l'est de la place de l'église, commémorant l'accident du 26 mai 1878 où le cocher Joseph Brancard trouva la mort, en constitue un souvenir. Plus tard, après le rachat du domaine de Vallière à Mortefontaine par le duc de Gramont en 1890, ce dernier fit établir un nouveau service d'omnibus jusqu'à Mortefontaine, comportant seize chevaux gris attelés par cinq et menés par des postillons coiffés d'un haut-de-forme. La gare portait alors le nom de Survilliers - Morte-Fontaine, qui ne devint Survilliers-Fosses qu'en 1926. Par ailleurs, ce service d'omnibus fut apprécié par les touristes venant se promener dans la forêt d'Ermenonville et visiter les sites liés à Jean-Jacques Rousseau.
Sur le plan de l'économie, la première industrie établie à Survilliers fut apparemment une carrière de gypse souterraine exploitée par la société L'Industrielle Plâtrière, sise 15 rue Victor-Massé, Paris IXe arr. En témoignent des cartes postales éditées vers la fin du s-|XIX. Le transport du gypse depuis le site d'extraction vers l'extérieur se faisait grâce à des wagonnets à traction hippomobile, moyennant des voies Decauville à l'écartement de 500 mm ou 600 mm. La carrière se situait probablement sur le chemin rural de La Chapelle, à l'endroit où ce dernier pénètre dans les bois. Le fait que les traces aient pratiquement disparu peut être attribué aux combats de la Première Guerre mondiale qui se livrèrent ici en septembre 1914. On peut cependant encore identifier l'itinéraire de la voie Decauville le long du chemin rural, entre deux haies; il se distingue du chemin par son tracé exempt de déclivités importantes, afin de faciliter la manœuvre des wagonnets. De même, le chemin est encore connu localement sous l'appellation de 'la cavée', dont il ne montre pourtant pas le caractère géomorphologique. L'appellation est donc susceptible de venir des cavages ou cavées de la carrière, c'est-à-dire des tunnels conduisant vers le lieu d'extraction souterrain.
Un élément peu connu de l'histoire récente de Survilliers est l'existence d'un champ de courses au nord-ouest de la commune, à l'entrée de La Chapelle-en-Serval. Les tribunes furent situées sur le territoire de Survilliers ; le champ de courses proprement dit dans la commune de La Chapelle. Vers le début du XXe siècle, l'hippodrome était déjà abandonné; on peut penser qu'il souffrit de l'éloignement de la gare et ne tint pas la compétition avec les autres champs de courses des environs, Chantilly et Enghien-les-Bains. De nos jours, n'en reste que les murs d'enceinte, en mauvais état ; le terrain lui-même est voué à l'agriculture.
Le 1er avril 1898, le corps des sapeurs-pompiers fut créé à Survilliers par délibération du conseil municipal et la caserne installée rue Gaston-Fouliouse (la rue de l’Église d’alors), où elle resta jusqu’en 1977.

### De 1903 à nos jours

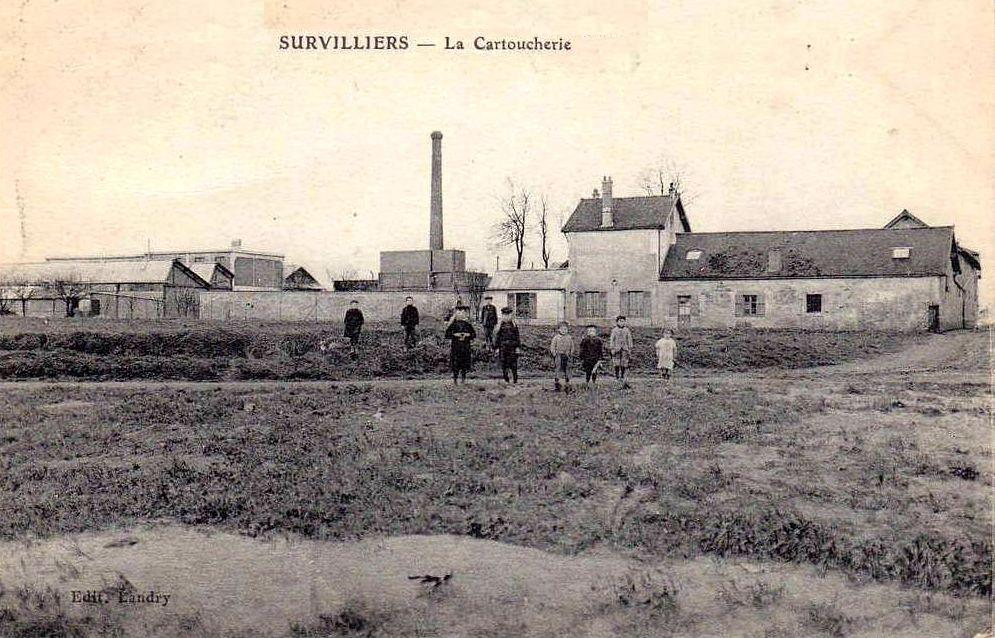
La Cartoucherie Française peu après sa création en 1903, installée dans une ancienne ferme visible sur la photo.

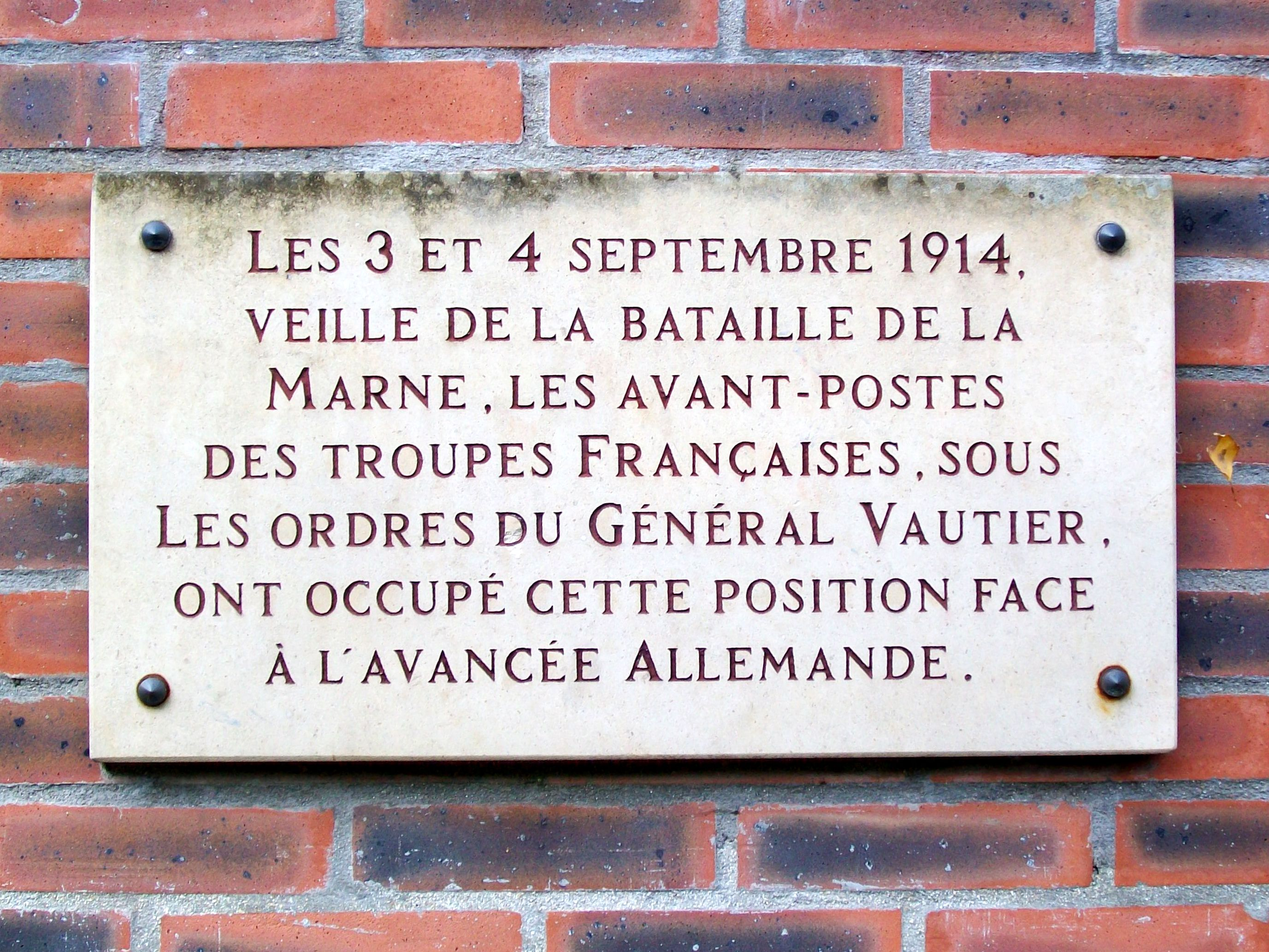
Plaque commémorative en face de la Garenne du Houx, rue du Colombier.

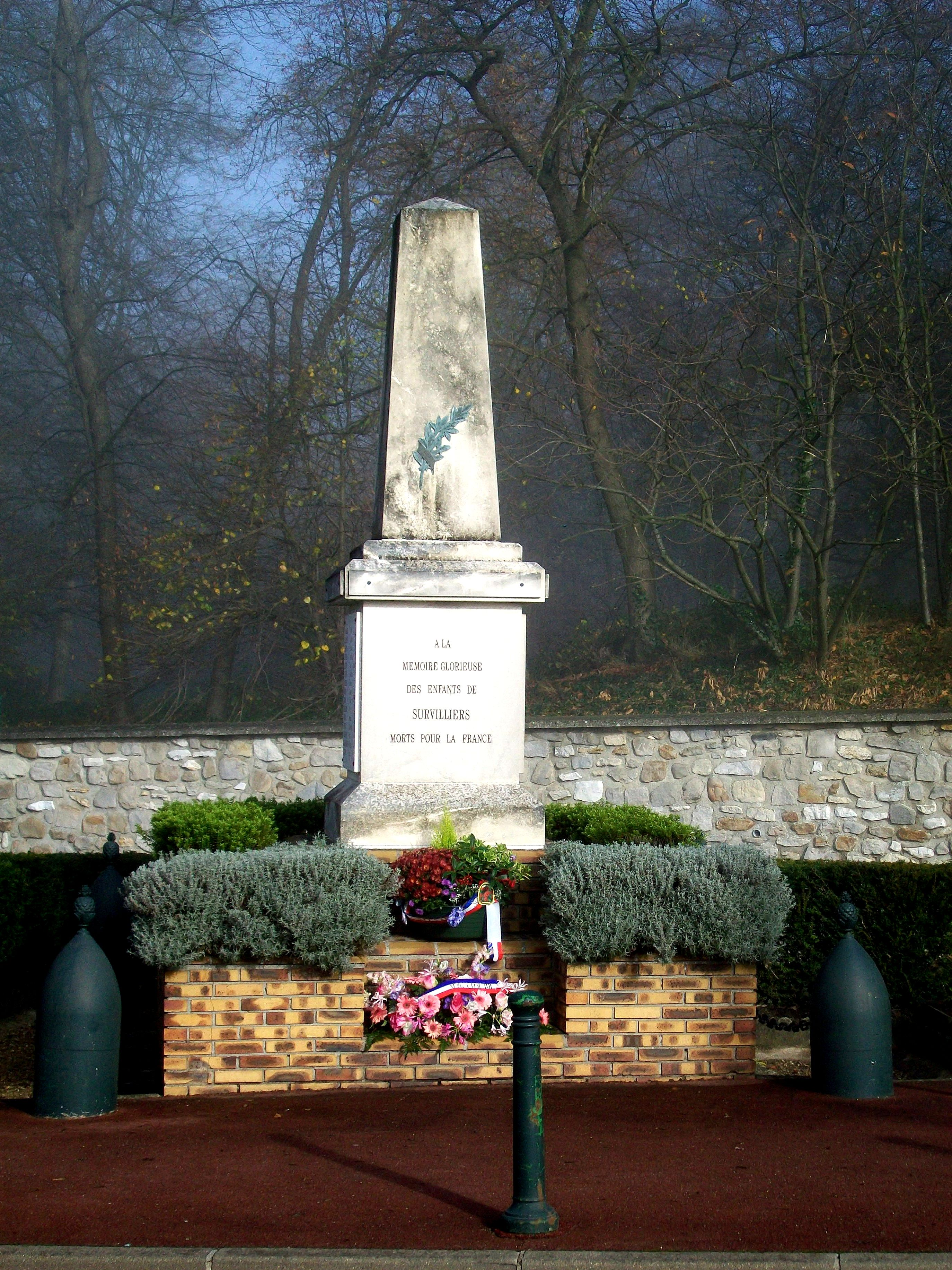
Monument aux morts de la guerre 1914-1918.

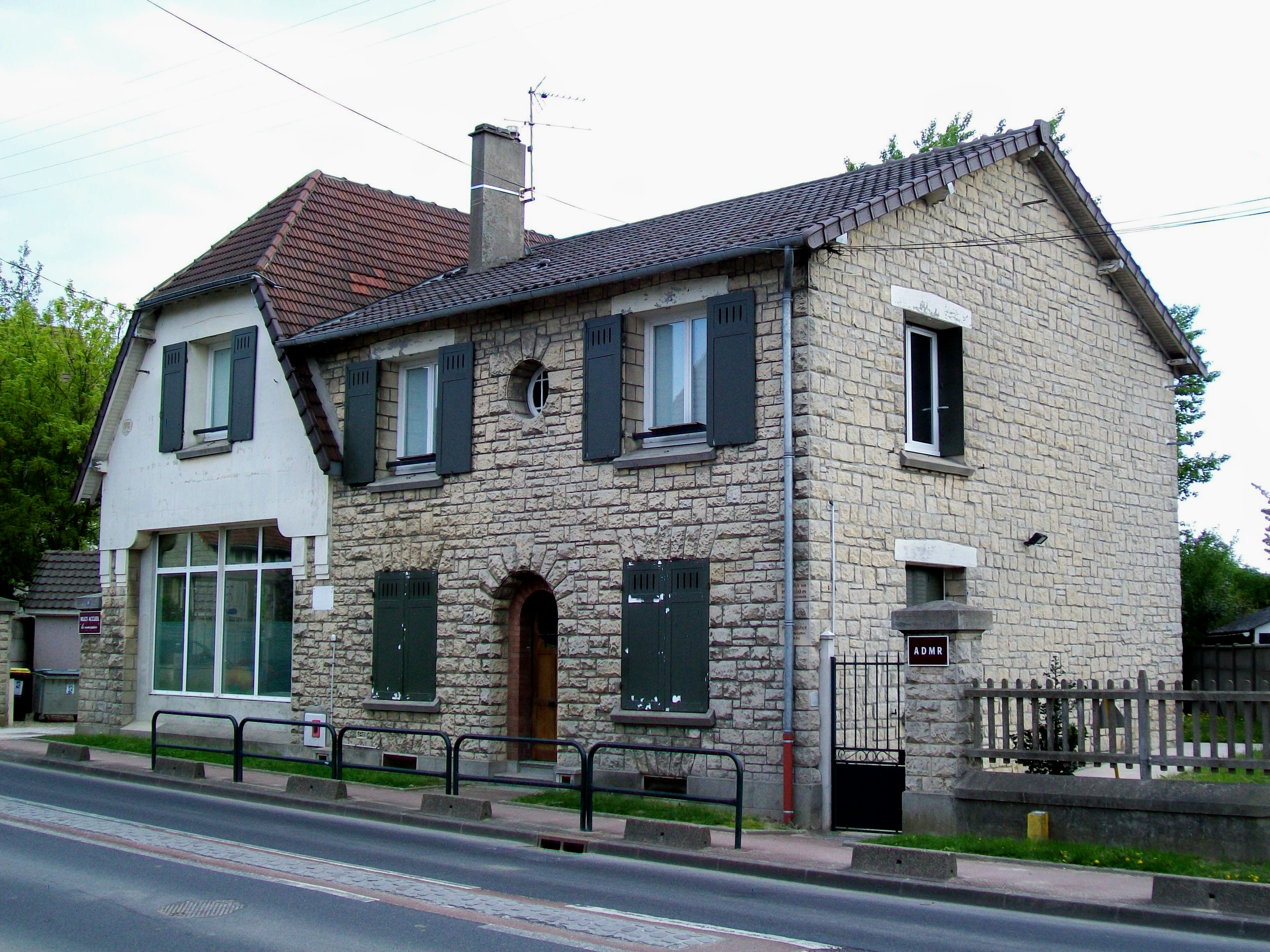
L'ancien centre de la Saint-Quentinoise, rue de la gare, où travaillait Gaston Fouliouse. C'est aujourd'hui le multi-accueil "Les Marcassins".

Une année-charnière dans l’histoire de Survilliers fut l’année 1903, quand Georges Leroy et Charles Gabel fondèrent la Cartoucherie Française. À partir de ce moment, l’importance de l’agriculture pour l’économie locale n’a cessé de reculer face à l’industrie. D’abord installée dans une modeste ferme et n’employant que dix ouvriers et deux cadres, la cartoucherie s’était déjà construit un renommée sur le plan international à la veille de la 1re guerre mondiale. Pendant la guerre, la cartoucherie apportait son concours à la Défense Nationale, mais quand le front se rapprocha de nouveau de Survilliers en juin 1918, elle fut obligée de s’exiler à Caen.
Début septembre 1914, les combats s’approchent dangereusement de Paris et le Gouvernement quitte la capitale. Un détachement de cavaliers allemands campe à La Chapelle-en-Serval, les 3 et 4 septembre. La lisière des forêts marqua alors la limite entre les positions des deux armées ennemies et une bataille violente les opposa. Dans la Garenne du Houx, des vestiges de tranchées sont toujours visibles. Heureusement, les 109e et 110e brigades réussirent rapidement à battre en retraite les envahisseurs, qui concentrèrent leurs forces sur la bataille de l'Ourcq à partir du 5 septembre. Le village de Survilliers fut ainsi épargné des destructions, ce qui n’empêcha évidemment pas que de nombreux Survillois ont dû laisser leur vie sur le champ d’honneur.
Après l’Armistice, la cartoucherie reprit vite ses activités à Survilliers et connaît un développement très favorable, grâce notamment à de nombreux brevets et à la diversification de sa gamme des produits. En effet, elle produit maintenant des emboutis pour les industries électroménagère et automobile, ainsi que des cartonnages et emballages pharmaceutiques. La cartoucherie joua un rôle décisif dans la vie sociale de la commune, et ceci sur tous les plans. Dès 1920, elle crée des associations (donc notamment l’Avenir de Survilliers, toujours existant), l’organisation locale des anciens combattants, une bibliothèque et des équipements sportifs. Elle institue une crèche (puis, plus tard, un service médical et dentaire), un réfectoire et le transport gratuit du personnel. Les cadres et certains ouvriers qualifiés peuvent participer aux bénéfices et une partie du capital est distribuée sous forme d’actions. En 1928, la croix de la Légion d'honneur est décernée à Charles Gabel. La cartoucherie a laissé son empreinte dans de différents quartiers de Survilliers en construisant et mettant à la disposition de son personnel plus de deux cents logements, dans des pavillons pour deux ou quatre familles et des maisons individuelles pour des cadres.
Avec les progrès obtenus dans l'augmentation en teneur en sucre des betteraves sucrières et la rentabilité croissante de leur culture et transformation, de nombreuses sucreries s'établirent en Seine-et-Oise, ainsi que dans tout le nord de la France et les plaines de Beauce. Non loin de Survilliers, la société Crucien Fantauzzi & Cie. ouvre une sucrerie à l'intersection de la D 317 avec la route Villeron - Marly-la-Ville, sur le territoire de la commune de Villeron, en 1912. Afin de faciliter l'acheminement des betteraves vers l'usine, l'entreprise fait construire un réseau ferré industriel à l'écartement de 600 mm, desservant les communes voisines, sur une longueur de 31 km en 1934 (plus 7,5 km de voies de garage et de gare, et 4,8 km d'embranchements particuliers). Survilliers fut effectivement concerné par ce réseau ferré, car une ligne, en accotement routier le long de la D 317 (à l'ouest de la chaussée), allait de la sucrerie jusqu'à La Chapelle-en-Serval (entrée du village). À cette époque, Survilliers possédait une féculerie (plus tard transformée en distillerie) située le long de la D 317, sur l'actuelle zone industrielle de Fosses-Saint Witz. Les bâtiments existent toujours en partie. Cette usine disposait d'un embranchement particulier. Le réseau industriel ne fonctionnait régulièrement que pendant la campagne betteravière, d'octobre à février environ. Les trains furent tractés par des petites locomotives à vapeur ainsi que par des locotracteurs diesel. Le parc des locomotives a dû se rapprocher de la dizaine, car en 1937, la société Fantauzzi acheta sept locomotives d'un coup. L'activité du réseau cessa en 1958 ; celle de la sucrerie en 1974.
L’histoire de Survilliers pendant la Seconde Guerre mondiale et l’immédiat après-guerre est encore peu connue. Il paraît que les bombardements les plus proches eurent lieu entre le 11 et 19 mai 1940 à Chantilly, où il y avait un terrain d'aviation provisoire sur le champ de courses. La période pendant laquelle il y eut des combats terrestres dans le sud de l'Oise et le nord du Val-d'Oise et la Seine-et-Marne fut du 22 mai au 13 juin 1940. Ensuite, ce fut l'exode d'une grande partie de la population devant l'invasion allemande, à partir du 11 mai ; cependant, avec l'encombrement des routes, il fut difficile d'avancer et entre-temps, les Allemands arrivaient aussi à la ligne de la Loire, et la plupart des fugitifs rentrèrent chez eux. Ce fut le début de l'occupation, s'installant entre le 17 et 25 juin.

La cartoucherie est contrainte de cesser la plupart de ses activités entre 1940 et 1944 ; seul l’emboutissage continua de fonctionner. On peut imaginer les conséquences sur la vie des familles, laissées en bonne partie sans ressources régulières. Il y eut des résistants et des collaborateurs, et l’engagement dans l’un des camps fut à l’origine de conflits entre certaines des principales familles du village. Le 9 septembre 1943 et surtout lors des combats de libération en été 1944, les bombardements des alliés font de nombreuses victimes et blessés : 8 juillet, 1 mort et 6 blessés ; 3 août : 2 blessés ; 9 août : 10 morts, 14 blessés ; 12 août : 1 mort, 9 blessés, 1 maison détruite, 1 maison endommagée.
Le 8 mai, Survilliers commémore la disparition de Gaston Fouliouse, déporté dans un camp de concentration allemand le 14 août 1944 pour faits de résistance, et décédé des suites de sa captivité le 24 août 1945. Né le 29 juin 1888 à Vrigne-aux-Bois (Ardennes), il était marié à Georgette Sauvage. Le couple vécut d'abord à Saint Quentin où leur fils Gaston naquit en 1922. Fouliouse travaillait, tout comme son père, à la Société Saint-Quentinoise d'éclairage. La famille a déménagé pour Survilliers au plus tard en 1936, probablement quand Fouliouse fut promu chef du centre de Survilliers. Les actes de résistance de Gaston Fouliouse sont connus du Service historique de la défense.
L’année 1964 voit l’inauguration de l’autoroute A1 entre Senlis et Le Bourget. C’est là encore un autre fait marquant pour le développement de Survilliers, car le village devient désormais intéressant comme commune résidentielle pour des personnes travaillant à Paris (rappelons qu’à l’époque, les bouchons étaient moins fréquents, le pétrole était bon marché et les transports ferroviaires de banlieue moins efficaces). Les promoteurs immobiliers jettent leur dévolu sur Survilliers et la construction de grands ensembles se prépare. L'agriculture est déjà orientée exclusivement vers la culture à ce moment, suivant une tendance de longue date dans le Pays de France. Ainsi, le dernier berger de Survilliers, Emile Briois (* 1872) décéda en 1959.
En 1964 également, s’installe à Survilliers une autre grande entreprise : le constructeur automobile néerlandais DAF avec son siège français. L’administration est hébergée dans une tour élancée, dessinée par l’architecte Tallibert. Vers le milieu des années 1990, la société DAF-France a déménagé pour un nouveau site proche de l’aéroport de Roissy.
Dans les années 1960, la Cartoucherie Française vit sa première période de crise conjoncturelle ; les productions destinées à la Défense Nationale diminuent et les marchés d'armement se tarissent. La compétition avec des pays à plus faibles coûts de production se fait ressentir. L'effectif de la cartoucherie dépasse encore les 1000 salariés, mais des vagues de licenciements économiques ont désormais lieu à plusieurs reprises. La faillite est proche courant les années 1980, et en 1983-84, la plupart des logements sont vendus aux occupants. Restent alors environ 400 employés. Grâce à de nouveaux produits civils, l'entreprise redresse la barre à partir de la fin des années 1980.

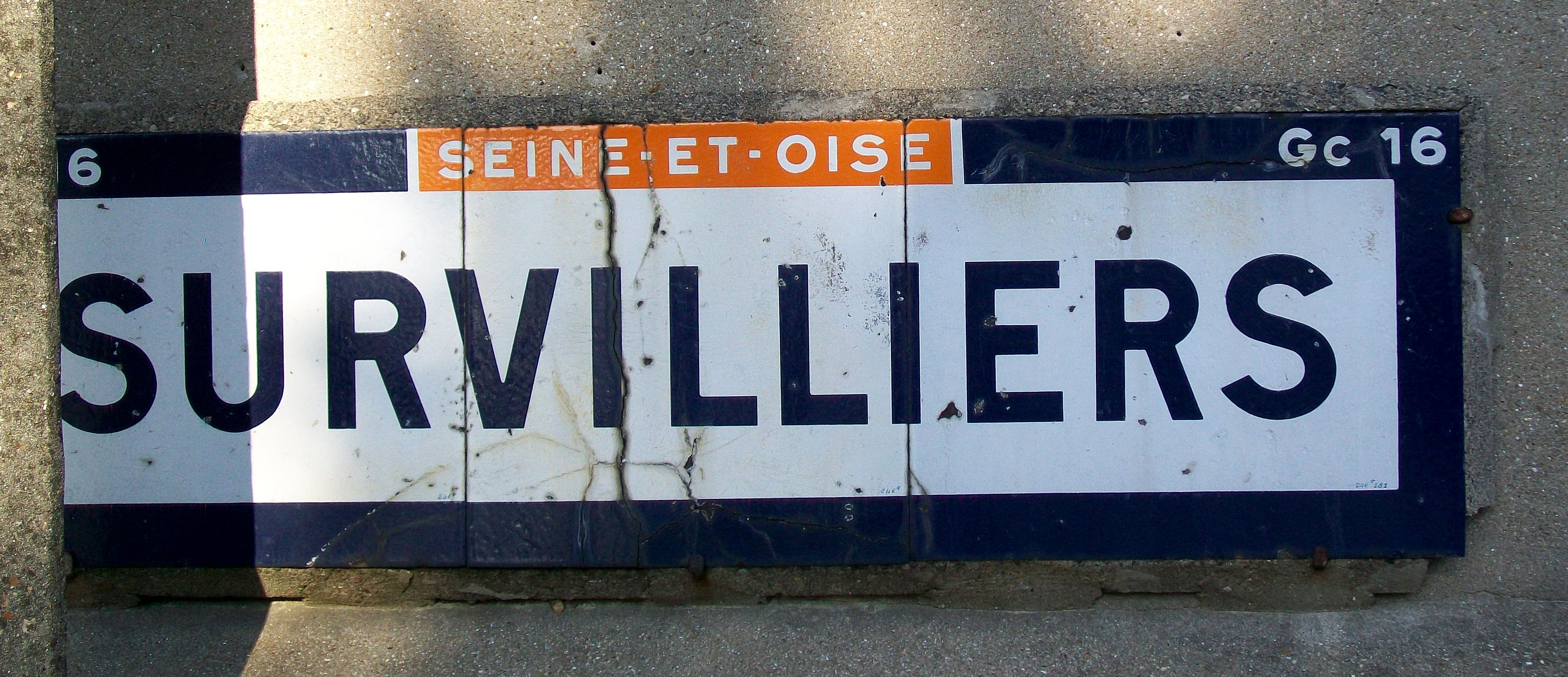
Dernier souvenir de la Seine-et-Oise à Survilliers, à l’entrée sud du village.

Au 1er janvier 1968, le département de Seine-et-Oise est dissous. Survilliers fait désormais partie du département du Val-d'Oise. La sous-préfecture compétente reste Montmorency, instaurée en 1962 (avant, Survilliers dépendait de l'arrondissement de Pontoise.) L’arrondissement de Montmorency devient celui de Sarcelles en 2000 et la sous-préfecture de Sarcelles ouvre en 2004.
Le 8 mars 1974, l’aéroport de Roissy-Charles-de-Gaulle est mis en service. La pression immobilière à Survilliers s’accentue encore à partir de ce moment.
Le 16 janvier 1985, un spectaculaire incendie dévaste quelques bâtiments de la cartoucherie. Deux tonnes de poudre ont brûlé sans exploser... deux cents pompiers sont engagés, provenant de dix-huit centres de secours. Miraculeusement, aucune victime n'est à déplorer et les dégâts sont finalement assez légers ; seules quinze personnes sont contraintes au chômage technique par la suite.

## Politique et administration

### Rattachements administratifs et électoraux

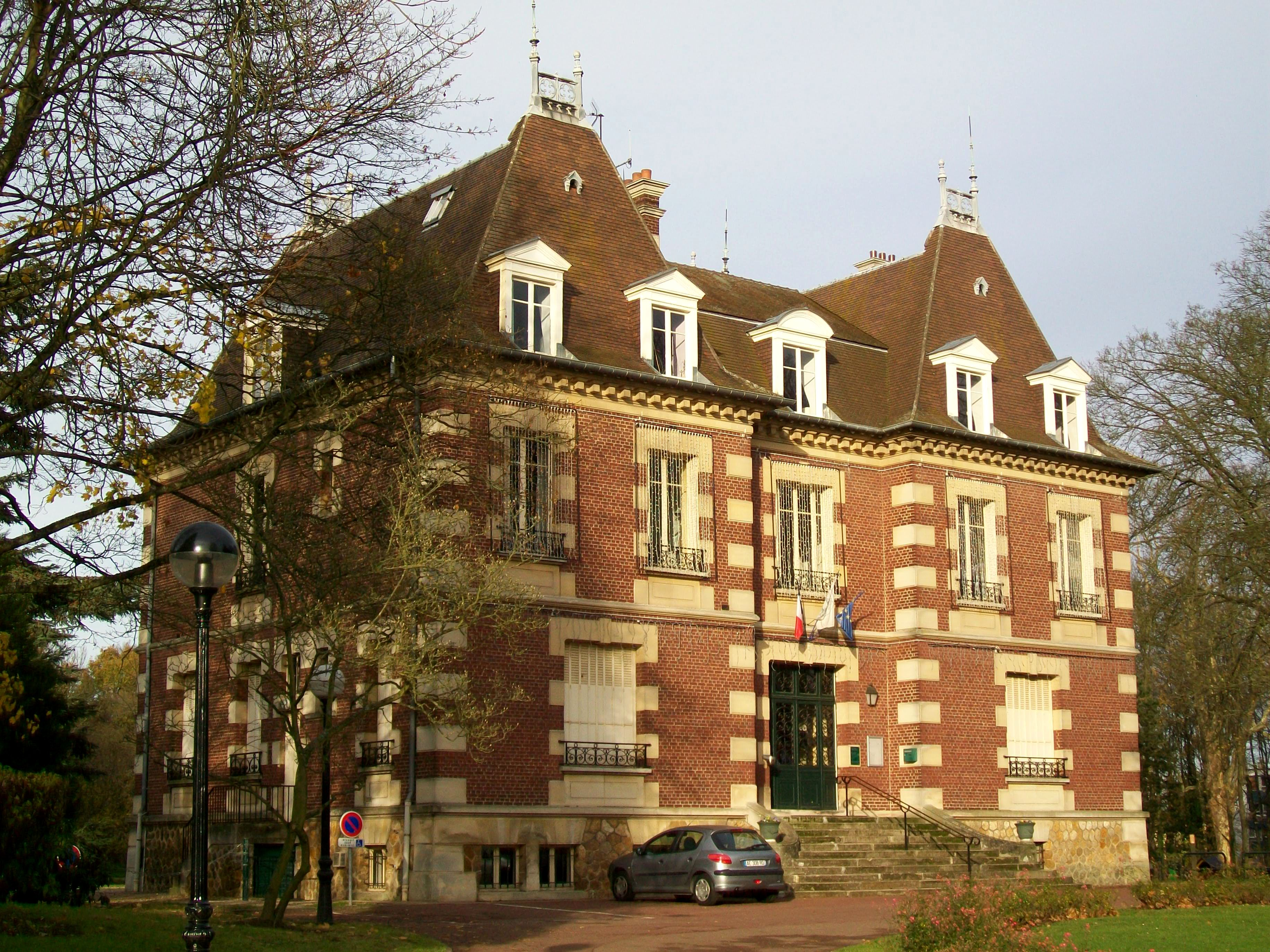
L'Hôtel de ville côté rue (ancienne demeure Bouchard – Aubergé).

Survilliers appartenait historiquement au canton de Luzarches. Dans le cadre du redécoupage cantonal de 2014 en France, la commune fait désormais partie du canton de Goussainville.
La commune fait partie de la neuvième circonscription du Val-d'Oise, de la juridiction d'instance de Gonesse et de la juridiction de grande instance ainsi que de commerce de Pontoise.
Survilliers relève de la brigade de gendarmerie de Fosses, avec les communes voisines de Saint-Witz et Marly-la-Ville. La Communauté de communes s'est dotée d'une police municipale intercommunale avec siège à Louvres ; un policier étant affecté en permanence à Survilliers où il dispose d'un bureau en mairie. La commune est équipée d'un petit dispositif de télésurveillance depuis 2008, concentré sur quelques lieux publics d'importance comme le centre commercial du Colombier ou la place de la Bergerie.
Sur le plan de l'éducation, Survilliers appartient à la circonscription de l'académie de Versailles; sont concernées les deux écoles primaires de la commune.
La Caisse primaire d'assurance maladie (CPAM) qui concerne les habitants de Survilliers est celle de Fosses. L'agence la plus proche de la Caisse d'allocations familiales (CAF) est celle de Garges-lès-Gonesse. Sur le plan de l'emploi, c'est l'antenne Pôle emploi de Gonesse qui est compétente.

### Intercommunalité
La commune était membre depuis 1996 de la communauté d'agglomération Roissy Porte de France, un Établissement public de coopération intercommunale à fiscalité propre créé en 1994.
Dans le cadre de la mise en œuvre de la loi MAPAM du 27 janvier 2014, qui prévoit la généralisation de l'intercommunalité à l'ensemble des communes et la création d'intercommunalités de taille importante, le préfet de la région d'Île-de-France approuve le 4 mars 2015 un schéma régional de coopération intercommunale qui prévoit notamment la « fusion de la communauté d'agglomération Val de France (95) et de la communauté d'agglomération Roissy Porte de France (95), et extension du périmètre du nouveau regroupement aux communes de Seine-et-Marne (77) suivantes : Claye-Souilly, Compans, Dammartin-en-Goële, Gressy, Juilly, Le Mesnil-Amelot, Longperrier, Mauregard, Mitry-Mory, Moussy-le-Neuf, Moussy-le-Vieux, Othis, Rouvres, Saint-Mard, Thieux, Villeneuve-sous-Dammartin, Villeparisis », qui appartenaient auparavant à la communauté de communes Plaines et Monts de France.
C'est ainsi qu'est créée le 1er janvier 2016 la communauté d'agglomération Roissy Pays de France dont fait désormais partie Survilliers.

### Tendances politiques
(avril 2013).
Survilliers est traditionnellement une commune orientée vers la droite, en dépit de la prédominance de la classe moyenne inférieure parmi la population et l’importante proportion d’ouvriers. L’avantage de la droite citoyenne est moins net que dans nombre d’autres communes, et lors des élections régionales et européennes avec le faible taux d’expression habituel, les candidats socialistes ou verts peuvent arriver en tête des suffrages. Ce rapport des forces s’explique par l’influence relativement importante de l’extrême-droite auprès de l’électorat survillois, allant au détriment de la droite citoyenne.
Dans la neuvième circonscription, Jean-Pierre Blazy remporte le 2e tour des élections législatives de 2012 avec 55,96 % contre 44,04 % pour son adversaire Yanick Paternotte, ayant par ailleurs choisi comme suppléant Jean-Noël Moisset, maire de Survilliers. Le taux d'expression au 2e tour est de 51,7 % à Survilliers, et Yanick Paternotte y obtient 59,45 % des suffrages, contre 40,55 % pour Jean-Pierre Blazy. Au 1er tour, l'écart entre les deux candidats est moins prononcé, avec 37,82 % pour le premier et 31,89 % pour le second. Une troisième candidate dépasse les 10 %, en l’occurrence Lydie Dubois du FN avec 21,04 %. Lors du 2e tour des législatives de 2007, le taux d’expression des électeurs inscrits de Survilliers est de 50,5 %. Le candidat UMP, Yannich Paternotte, le remporte avec 56,4 % des suffrages, contre Jean-Pierre Blazy qui recueille 43,6 %. Lors du 1er tour, Yanick Paternotte enregistre deux fois plus de votes que Jean-Pierre Blazy, avec 45,6 % contre 23,7 %. Un troisième candidat rencontre un certain succès, à savoir Guy Messager de l’UDF avec 11,8 %. Sinon, le Front national est le seul parti à franchir également le seuil des cinq pour cents, avec 6,1 %.
Les résultats du 2e tour de l'élection présidentielle de 2012 voit un petit avantage pour Nicolas Sarkozy, remportant 52,08 % des suffrages exprimés contre 47,92 % pour François Hollande, avec un taux d'expression de 76,1 %. Au 1er tour par contre, le président sortant n'arrive pas en tête : c'est François Hollande avec 26,38 %, suivi de très près par Marine Le Pen avec 26,02 %. Nicolas Sarkozy se classe en 3e position avec 24,34 %. Sinon Jean-Luc Mélenchon est le seul candidat à dépasser les 10 % avec 10,38 % des voix exprimés. Le tour d'expression au premier tour est légèrement plus élevé qu'au 2e tour et atteint les 79,51 %. Hormis un taux de participation du même niveau, les résultats de l'élection présidentielle de 2007 ne donnent pas du tout la même image des opinions politiques. Au 2e tour, Nicolas Sarkozy enregistre 57,2 % des suffrages, et Ségolène Royal 42,8 %. Au 1er tour, François Bayrou avait obtenu un taux considérable avec 17,0 %, laissant une plus grande avance a Nicolas Sarkozy, qui avait remporté 32,2 % des suffrages par rapport à 23,1 % en faveur de Ségolène Royal. Marine Le Pen du FN avait obtenu 13,5 %, occupant la quatrième place du classement.
Lors des élections régionales de 2010, 41,0 % des inscrits se sont exprimés au 2e tour : 47,7 % pour Valérie Pécresse (UMP, liste de la majorité présidentielle) et 52,3 % pour Jean-Paul Huchon (PS, liste des unions de la gauche). Au 1er tour, Valérie Pécresse était légèrement en tête, avec 25,7 % contre 24,1 % pour Jean-Paul Huchon. On constate des fortes tendances pour le Front national et les Verts au 1er tour, avec 18,7 % et 13,4 % respectivement. Lors des précédentes élections régionales de 2004, Jean-Paul Huchon ressortit également vainqueur du 2e tour, mais avec 43,4 % des suffrages seulement : le Front national s’était même maintenu au 2e tour en obtenant 20,8 % des suffrages, ne laissant que 35,8 % au candidat de la droite majoritaire. Les Verts n’avaient pas présenté de liste indépendante pour ces élections.
Les élections européennes de 2009, avec un faible taux d’expression de 35,4 %, montrent des résultats de plus de dix pour cents pour trois listes : Michel Barnier (UMP) – 27,7 % ; Daniel Cohn-Bendit (Verts) – 16,4 % ; Harlem Désir (PS) – 13,4 %. La forte tendance pour les Verts exprimée lors des élections régionales de 2010 s’affirme donc également, tout comme la préférence de l’électorat survillois pour la majorité gouvernementale, et l’extrême-droite est à la quatrième place avec 8,1 %. En 2004, le taux d’expression fut identique, mais les suffrages obtenus par les quatre listes dépassant les dix pour cents ne montrent pas du tout les mêmes tendances : Harlem Désir (PS) – 26,2 % ; Marine Le Pen (FN) – 18,6 % ; Patrick Gaubert (UMP) - 14,1 %.
En 2008, eurent lieu les élections cantonales à Survilliers. La faveur de l’électorat pour la droite majoritaire qui transparaît des élections municipales et régionales de 2010 se manifeste ici sans aucune ambigüité, Patrick Decolin (UMP) remportant 67,0 % des suffrages au 2e tour et son adversaire Michèle Gréneau (PS) 33,0 %. Au 1er tour, l’avantage du candidat UMP est encore plus net, avec 52,8 % par rapport à 23,7 % pour la candidate du PS.

### Liste des maires
| Période       | Période                       | Identité              | Étiquette   | Qualité                                                                            |
| ------------- | ----------------------------- | --------------------- | ----------- | ---------------------------------------------------------------------------------- |
| décembre 1944 | mai 1945                      | Henri Guédon          |             | Président de la délégation spéciale                                                |
| mai 1945      | mars 1965                     | Henri Guédon          |             |                                                                                    |
| mars 1965     | mars 1971                     | Pierre Mouquet        |             |                                                                                    |
| mars 1971     | décembre 1977                 | Albert Poulet         |             |                                                                                    |
| janvier 1978  | mars 1983                     | Lucette Milkowski     | PS          |                                                                                    |
| mars 1983     | mars 2008                     | Arnaud de Saint-Salvy | DVD         | Médecin                                                                            |
| mars 2008     | mai 2020,                     | Jean-Noël Moisset     | UMP puis SE | Cadre du secteur privé Vice-président de la CA Roissy Pays de France (2014 → 2020) |
| mai 2020,     | En cours (au 10 juillet 2020) | Adeline Roldao        | SE          |                                                                                    |

## Population et société

### Démographie
Ses habitants sont appelés les Survillois.
L'évolution du nombre d'habitants est connue à travers les recensements de la population effectués dans la commune depuis 1793. Pour les communes de moins de 10 000 habitants, une enquête de recensement portant sur toute la population est réalisée tous les cinq ans, les populations de référence des années intermédiaires étant quant à elles estimées par interpolation ou extrapolation. Pour la commune, le premier recensement exhaustif entrant dans le cadre du nouveau dispositif a été réalisé en 2007.

En 2022, la commune comptait 4 154 habitants, en évolution de +0,12 % par rapport à 2016 (Val-d'Oise : +4 %, France hors Mayotte : +2,11 %).
| 1793 | 1800 | 1806 | 1821 | 1831 | 1836 | 1841 | 1846 | 1851 |
| ---- | ---- | ---- | ---- | ---- | ---- | ---- | ---- | ---- |
| 487  | 515  | 509  | 513  | 520  | 510  | 536  | 545  | 518  |

| 1856 | 1861 | 1866 | 1872 | 1876 | 1881 | 1886 | 1891 | 1896 |
| ---- | ---- | ---- | ---- | ---- | ---- | ---- | ---- | ---- |
| 488  | 519  | 538  | 543  | 484  | 536  | 524  | 526  | 541  |

| 1901 | 1906 | 1911 | 1921 | 1926 | 1931  | 1936  | 1946  | 1954  |
| ---- | ---- | ---- | ---- | ---- | ----- | ----- | ----- | ----- |
| 544  | 620  | 714  | 817  | 997  | 1 159 | 1 183 | 1 047 | 1 232 |

| 1962  | 1968  | 1975  | 1982  | 1990  | 1999  | 2006  | 2007  | 2012  |
| ----- | ----- | ----- | ----- | ----- | ----- | ----- | ----- | ----- |
| 1 300 | 1 533 | 2 727 | 3 701 | 3 661 | 3 654 | 3 703 | 3 710 | 4 053 |

| 2017  | 2022  | - | - | - | - | - | - | - |
| ----- | ----- | - | - | - | - | - | - | - |
| 4 171 | 4 154 | - | - | - | - | - | - | - |

En 1968, la densité de la population en hab./km² fut la moitié de celle constaté sur le plan du département du Val-d'Oise. Par la suite, elle est passée au sein des sept années suivantes de 284,9 à 506,9 hab./km² (soit + 77 %), période qui coïncide avec la construction des grandes résidences. Au cours des sept années suivantes, la tendance de croissance se poursuivit pour se stabiliser à partir de 1982, quand la densité de population atteignit approximativement sa valeur de 2007 avec 689,6 hab./km². Sur le plan départemental, la densité de population est de 931,6 hab./km² dans cette même année. Il est étonnant de constater que malgré le petit territoire de la commune et la proportion importante des surfaces construites, la densité de population soit nettement plus faible à Survilliers que dans l’ensemble du Val-d'Oise.
La population continue de croître légèrement, mais moins à Survilliers (+ 0,2 % de 1999 à 2007) que sur le plan départemental (+ 0,6 %). Ceci est dû essentiellement à un solde des entrées et sorties (déménagements) négatif plus bas que dans l’ensemble du Val-d'Oise. En ce qui concerne le taux de natalité avec 16 ‰ et le taux de mortalité avec 5,4 % en 2007, ils sont légèrement plus élevé pour le premier et légèrement plus faible pour le dernier que sur le plan départemental. Analysant la pyramide des âges, on constate une particularité pour la tranche d'âge de 65 ans et plus: sa proportion est de 22 % (hommes) respectivement 10 % (femmes) plus basse que dans le Val-d'Oise. Ceci est peut-être une conséquence de l’absence d’ascenseurs dans la quasi-totalité des immeubles à Survilliers, ainsi qu’à la rareté des commerces de proximité et à la desserte médiocre par les transports en commun (aucune desserte à partir de 20:00 depuis la gare, et aucune desserte les dimanches et fêtes).
À Survilliers, l’on compte un peu moins de couples avec enfants (50,4 %) que dans l’ensemble du Val-d'Oise (52,4 %), en revanche, il y a nettement plus de familles monoparentales (19,9 % contre 15,9 %) mais aussi moins de couples sans aucun enfant (29,7 % contre 31,7 %).

### Revenus et catégories socio-professionnelles
Population active selon la catégorie socio-professionnelle (y inclus les chômeurs)
et salaire net horaire moyen, données pour 2007
|                            |                            | Agriculteurs exploitants | Artisans, commerçants, chefs d'entreprise | Cadres et professions intellectuelles sup. | Professions intermédiaires | Employés | Ouvriers | Ensemble |
| -------------------------- | -------------------------- | ------------------------ | ----------------------------------------- | ------------------------------------------ | -------------------------- | -------- | -------- | -------- |
| Survilliers                | Part de la catégorie       | 0 %                      | 2,3 %                                     | 9,1 %                                      | 26,9 %                     | 38,8 %   | 22,5 %   | 100,00 % |
|                            | Salaires dans la catégorie | non renseigné            | non renseigné                             | 22,10 €                                    | 13,60 €                    | 9,90 €   | 10,40 €  | 12,60 €  |
| Val d'Oise                 | Part de la catégorie       | 0,1 %                    | 4,1 %                                     | 16,3 %                                     | 27,6 %                     | 31,6 %   | 19,2 %   | 100,00 % |
|                            | Salaires dans la catégorie | non renseigné            | non renseigné                             | 23,90 €                                    | 13,80 €                    | 9,80 €   | 10,20 €  | 13,50 €  |
| Source des données : Insee |                            |                          |                                           |                                            |                            |          |          |          |

Regardons maintenant la représentation des catégories socioprofessionnelles. En 1999, celle des artisans, commerçants et chefs d’entreprise était plus présente à Survilliers (3,9 %) que sur le niveau départemental (3,1 %). Jusqu’en 2007, la situation s’est inversée, avec 1,7 % contre 2,7 %. Les cadres et professions intellectuelles supérieures étaient déjà moins représentés à Survilliers en 1999 (7 %) que sur le niveau départemental (8,6 %), mais alors que cette catégorie a pris de l’envergure dans le Val-d'Oise jusqu’en 2007 (10,4 %), elle a diminué à Survilliers (6,2 %). En revanche, c’est la catégorie des employés qui a gagné de l’importance à Survilliers depuis 1999, passant de 21,4 % (près du niveau départemental) à 26,2 %, alors qu’il n’y a pratiquement pas eu d’évolution sur le plan du Val-d'Oise. Pour les professions intermédiaires, Survilliers ne se distingue plus des autres communes du département. Le taux d’ouvriers a diminué comme ailleurs, mais avec 15 %, il est 25 % plus élevé comme sur le niveau du Val-d'Oise. Finalement, à Survilliers, on recense moins de retraités et moins de personnes sans activités professionnelle (outre chômeurs).
À Survilliers, un habitant gagne moins bien qu’un habitant moyen du Val-d'Oise : 12,6 € contre 13,5 € comme salaire net horaire moyen, soit une différence de tout de même 6,7 %. En dépit de ceci, Survilliers compte moins d’habitants sans aucun diplôme, et davantage d’habitants munis d’un CAP ou BEP, que le Val-d'Oise dans sa totalité. La catégories socioprofessionnelles des employés est celle qui bénéficie des plus faibles revenus moyens, avec un salaire net horaire moyen de 9,9 € en 2007 (département : 9,8 €). Ce sont donc des habitants de cette catégorie qui ont compensé la diminution des catégories à revenus moyens plus élevés. Cette diminution se traduit également par une faible représentation des personnes munis de diplômes du niveau bac +2 ou plus à Survilliers : 20,4 % en 2007 contre 24,7 % pour le Val-d'Oise. L’on peut supposer les raisons de ces particularités de Survilliers : d’une part, le parc des logements dans la commune répond globalement aux exigences des classes moyennes inférieures, et d’autre part, la commune abrite l’un des employeurs industriels les plus importants de la région, NCS Autoliv (raison sociale actuelle de la cartoucherie) et se situe à proximité de l’aéroport Roissy-CDG, qui pourvoit de nombreux postes à faible qualification. Ainsi, le taux de chômage est plus faible à Survilliers (5,7 %) que dans le Val-d'Oise (8,3 %) en 2007.
Si l'on regarde la médiane du revenu fiscal des ménages par unité de consommation en 2008, Survilliers occupe la 5 851e place parmi les 31 605 communes françaises de plus de cinquante ménages ; elle est de 20 129 € pour Survilliers.
Signalons finalement que les entreprises situées à Survilliers pourvoient pratiquement autant de postes salariés (1 894 en 2007) qu’il y a de foyers fiscaux (2 060) et nettement plus qu’il y a de ménages (1 464) ; en plus, ont été recensés 181 emplois non salariés (au total 2 075 emplois dans la commune moins les 1 894 postes salariés). Malgré ceci, seulement 18 % de la population active de Survilliers ayant un emploi en 2007 travaillent dans la commune ; à peine davantage que sur le plan départemental, où ce taux est de 17,7 %. Ce constat peu paraître surprenant ; les actifs ne choisissent donc pas leur domicile en fonction du lieu de travail ou n’ont pas la possibilité de le faire (pas de logements disponibles et abordables à la fois),.

### Enseignement

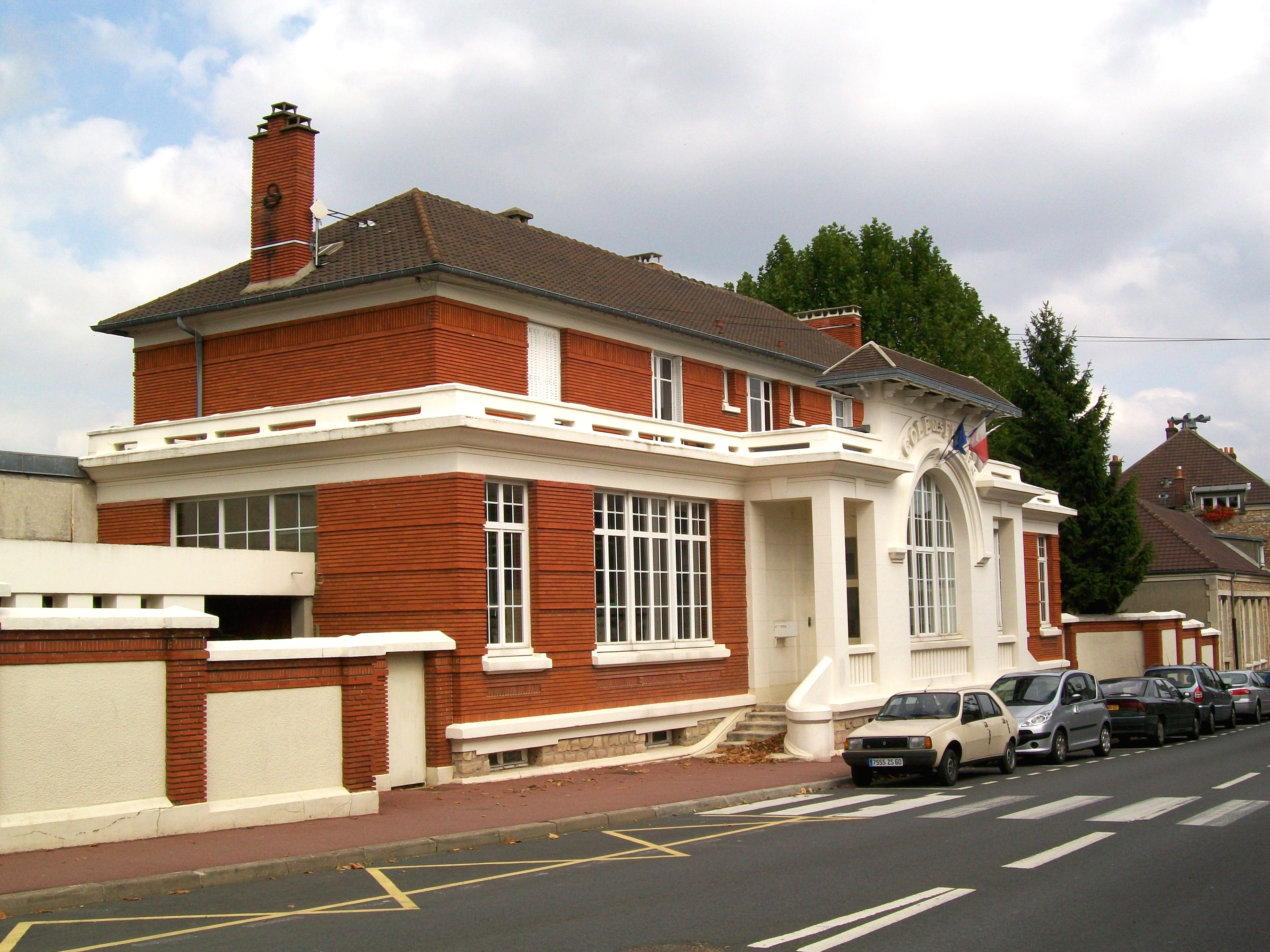
École Romain-Rolland.

La commune dispose d'un groupe scolaire, d'une école élémentaire et d'une école maternelle. Les quatre établissements scolaires de Survilliers sont les suivants:
- École primaire Romain-Rolland, incorporant l'école des filles de 1937 et des extensions de 1958 et 2009 ;
- Groupe scolaire du Colombier avec école maternelle et école élémentaire, inaugurée en 1969 ;
- École maternelle du Jardin Frémin (près de l'impasse des Grands-Prés), inaugurée en 1974.

L'enseignement secondaire n'est donc pas présent à Survilliers, mais plusieurs établissements existent dans les communes voisines. Le collège le plus proche est le collège Stendhal à Fosses ; un autre collège public guère plus éloigné ou certains enfants de Survilliers sont scolarisés est le collège Françoise-Dolto à Marly-la-Ville. Deux lycées publics existent dans les environs immédiats de Survilliers ; il s'agit du lycée Charles-Baudelaire à Fosses et du lycée Léonard-de-Vinci à Saint-Witz. Des lignes de bus à vocation scolaire relient les quartiers de Survilliers à ces quatre établissements, avec des horaires adaptés aux heures de cours. Sont à signaler également deux instituts privés affiliés à l'Enseignement catholique, à savoir l'institut Saint-Dominique à Mortefontaine et le collège Paul-Ricœur à Louvres, qui ouvrira ses portes pour la rentrée scolaire 2011.
Concernant la petite enfance, un multi-accueil associatif existe à Survilliers, "Les Marcassins", ouverte du lundi au vendredi. Elle se situe rue de la gare. La garde des enfants des écoles maternelles et primaires est assuré le soir jusqu'à 18 h  au sein des établissements scolaires. Le soir après 18 h , le mercredi, le samedi et pendant les vacances scolaires, un centre de loisirs communal baptisé Maison des enfants peut prendre en charge les enfants si les parents le souhaitent. De multiples activités y sont proposées en fonction des différents groupes d'âge. La participation est payante. Aucune offre de loisirs n'est organisée par la commune pour les adolescents, qui cependant peuvent joindre les activités de plusieurs associations.

### Santé

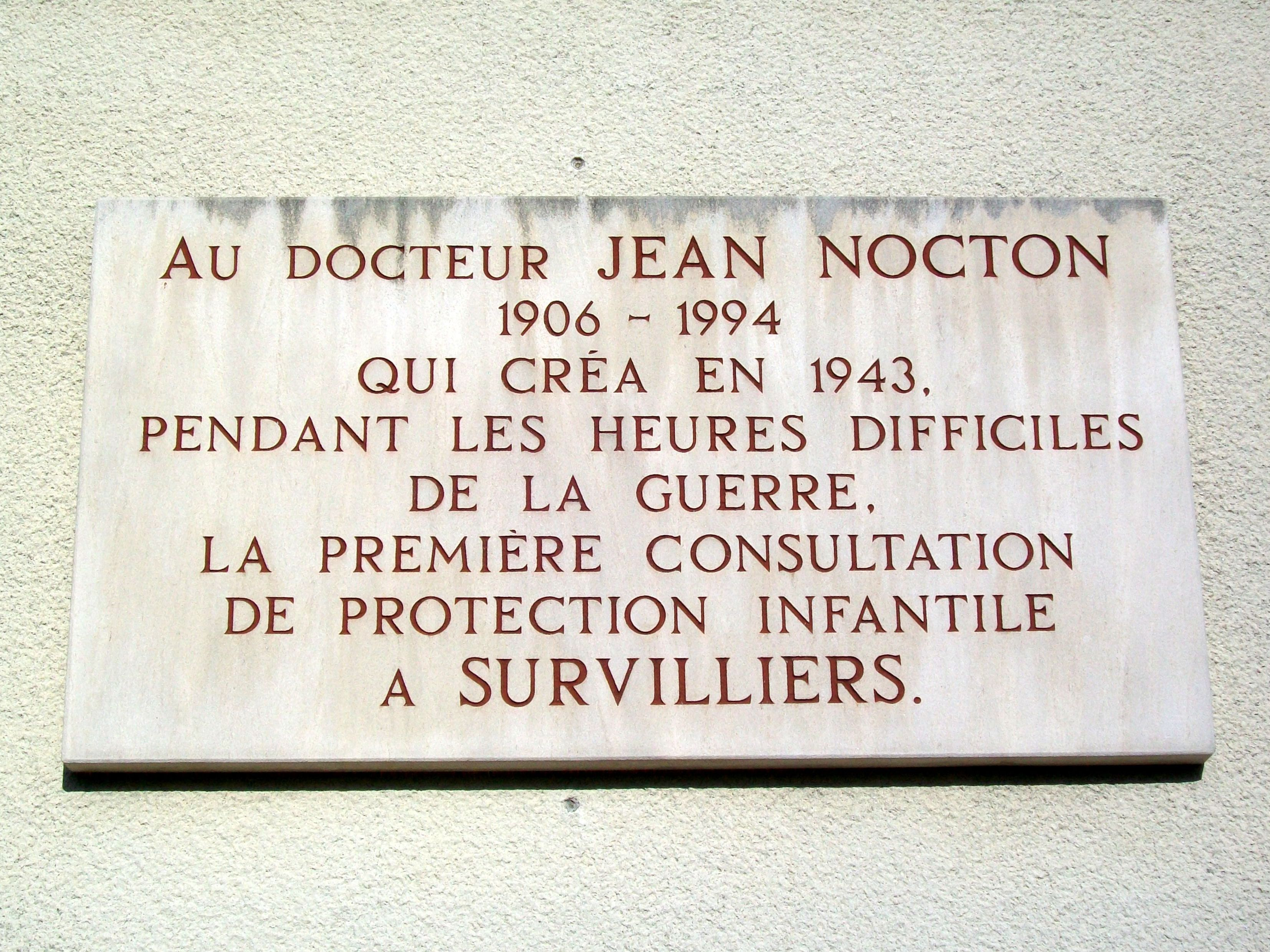
Plaque commémorative sur l'immeuble de la PMI, dédiée à son fondateur.

Survilliers est dotée d'un cabinet de médecine générale avec deux médecins, ainsi que d'un cabinet de pédiatrie, l'unique du canton de Luzarches, avec également deux médecins. Avec leur départ en retraite prochaine, ce cabinet risque de fermer en raison du manque actuel de pédiatres. Concernant les autres spécialités de la médecine, il n'y a qu'un cabinet de gynécologie. Pour consulter des médecins spécialistes, il faut se rendre à Fosses, éloigné de 2,5 km, où l'on trouve un cardiologue, un dermatologue, un gynécologue-accoucheur, un ophtalmologue, un oto-rhino-laryngologue, et un phlébologue. Des cabinets de chirurgiens-dentistes existent dans les deux communes voisines de Saint-Witz et Fosses. Les hôpitaux les plus proches se trouvent à Gonesse et Senlis (Oise).
Les futures mères et les enfants jusqu'à six ans peuvent bénéficier d'une consultation de Protection maternelle et infantile (PMI) établie à Survilliers depuis 1943, relevant du département du Val d'Oise qui prend en charge la totalité des frais de consultation et de soins. Ouverte deux matinées par semaine, la PMI propose plus particulièrement la consultation d'une infirmière spécialisée dans la petite enfance et la consultation d'un pédiatre. D'autres types de consultations sont proposés par la PMI de Fosses.
Dans le secteur paramédical, un cabinet d'infirmières libérales est au service des habitants. Il y a un cabinet de kinésithérapie et un cabinet d'orthophoniste. Survilliers compte une pharmacie ; d'autres pharmacies existent dans toutes les communes voisines, dont notamment quatre à Fosses. L'on y trouve également deux laboratoires de biologie médicale, ainsi qu'un cabinet de vétérinaires. Un cabinet de radiographie et échographie se situe à mi-chemin entre Survilliers et Fosses, sur le territoire de La Chapelle-en-Serval.
Trois associations survilloises se consacrent à l'aide à la personne. Une antenne de la Croix-Rouge française est officiellement présente à la maison des associations, mais a cessé la plupart de ses activités. Survilliers partage un centre de secours (sapeurs-pompiers) avec Saint-Witz ; ouvert en 1977, il se situe à mi-chemin entre les deux localités.

### Sports

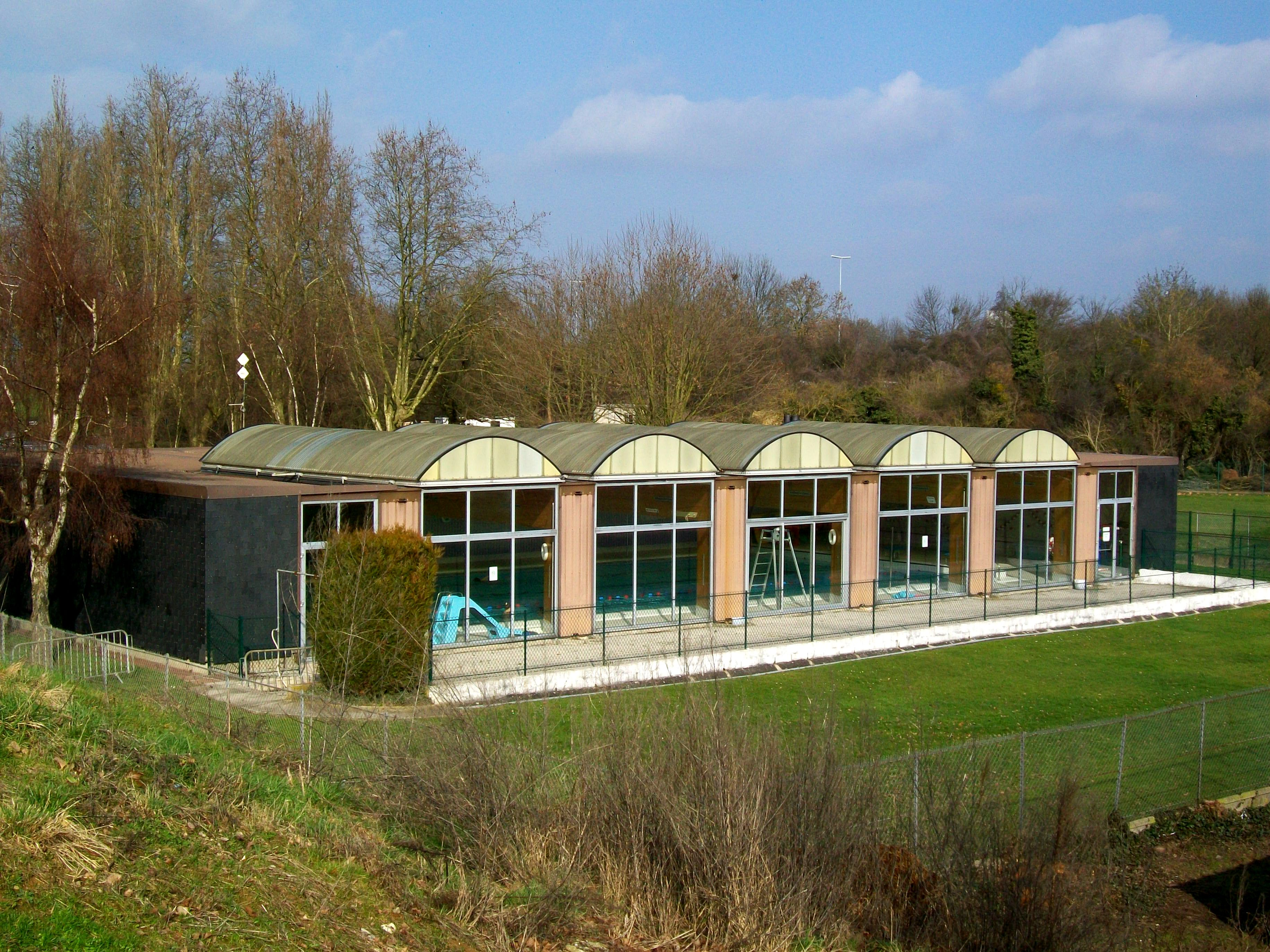
La piscine intercommunale de Survilliers.

L'infrastructure sportive de Survilliers est particulièrement complète. Le principal complexe sportif, près de la mairie comprend un gymnase et un dojo. À proximité, dans le parc de la mairie, se trouvent des courts de tennis couverts et de plein air. Survilliers bénéficie de la piscine intercommunale, à la sortie est du village vers Plailly, qui est la plus grande des piscines de la communauté de communes Roissy-Porte de France. Deux stades, dont un est doté d'une grande tribune pour les spectateurs, sont localisés près de la piscine. En 2009, ce deuxième complexe sportif de Survilliers a été enrichi d'un stand de tir selon les dernières normes et apte à accueillir des compétitions. Cette même année, la commune a créé une salle de billards dans un bâtiment construit à cet effet.
La principale association de Survilliers est une association sportive, l'Avenir de Survilliers fondé par la Cartoucherie Française il y a un siècle. Sont proposées les disciplines suivantes : boxe thaï, football, gymnastique sportive et volontaire, handball, judo, ju-jitsu, Karaté, natation, randonnée, remise en forme, tennis, tir sportif, VTT. Existent en outre des clubs de billard et de pétanque.

### Culture et loisirs

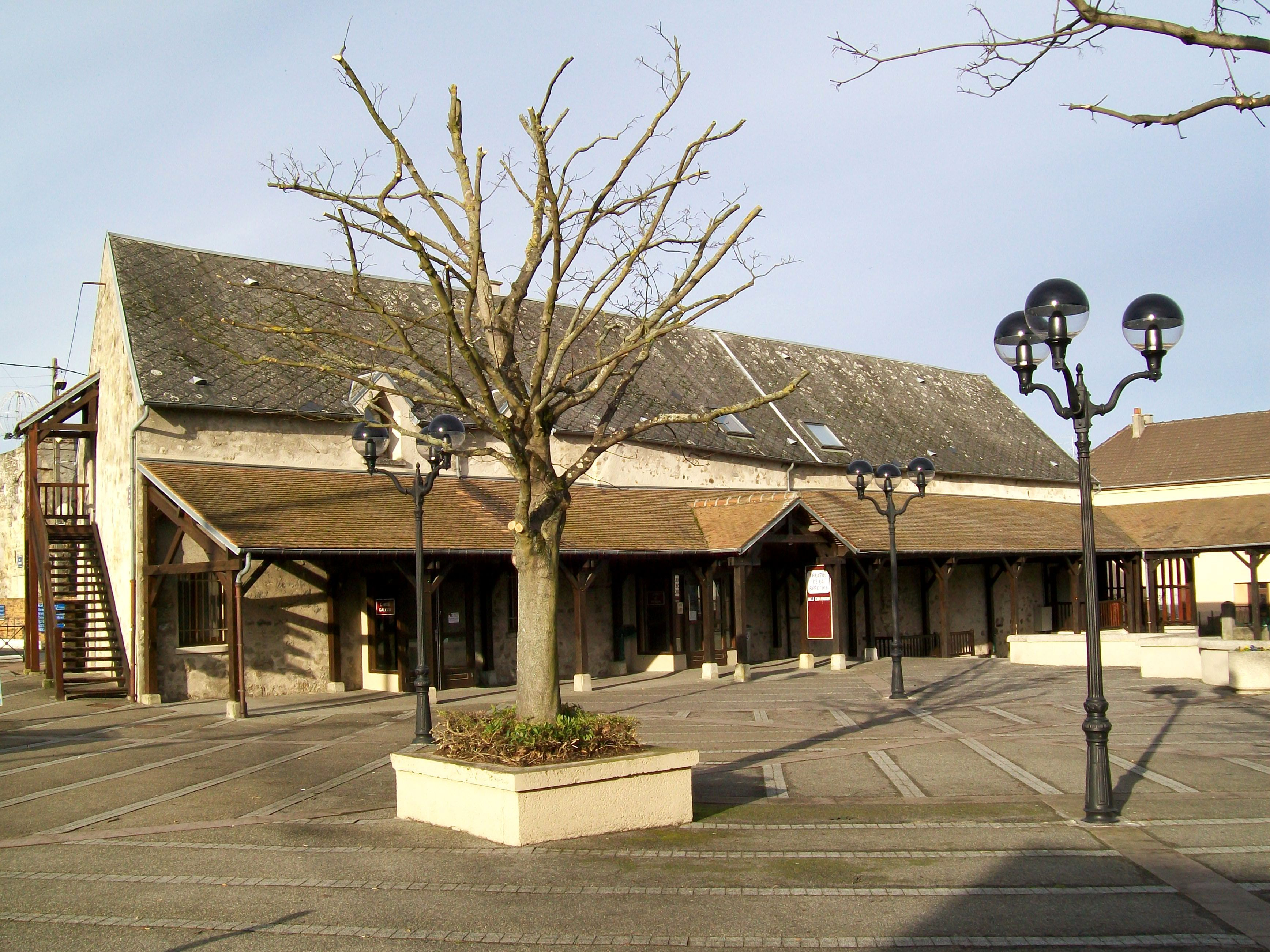
Théâtre de la Bergerie et école de musique.

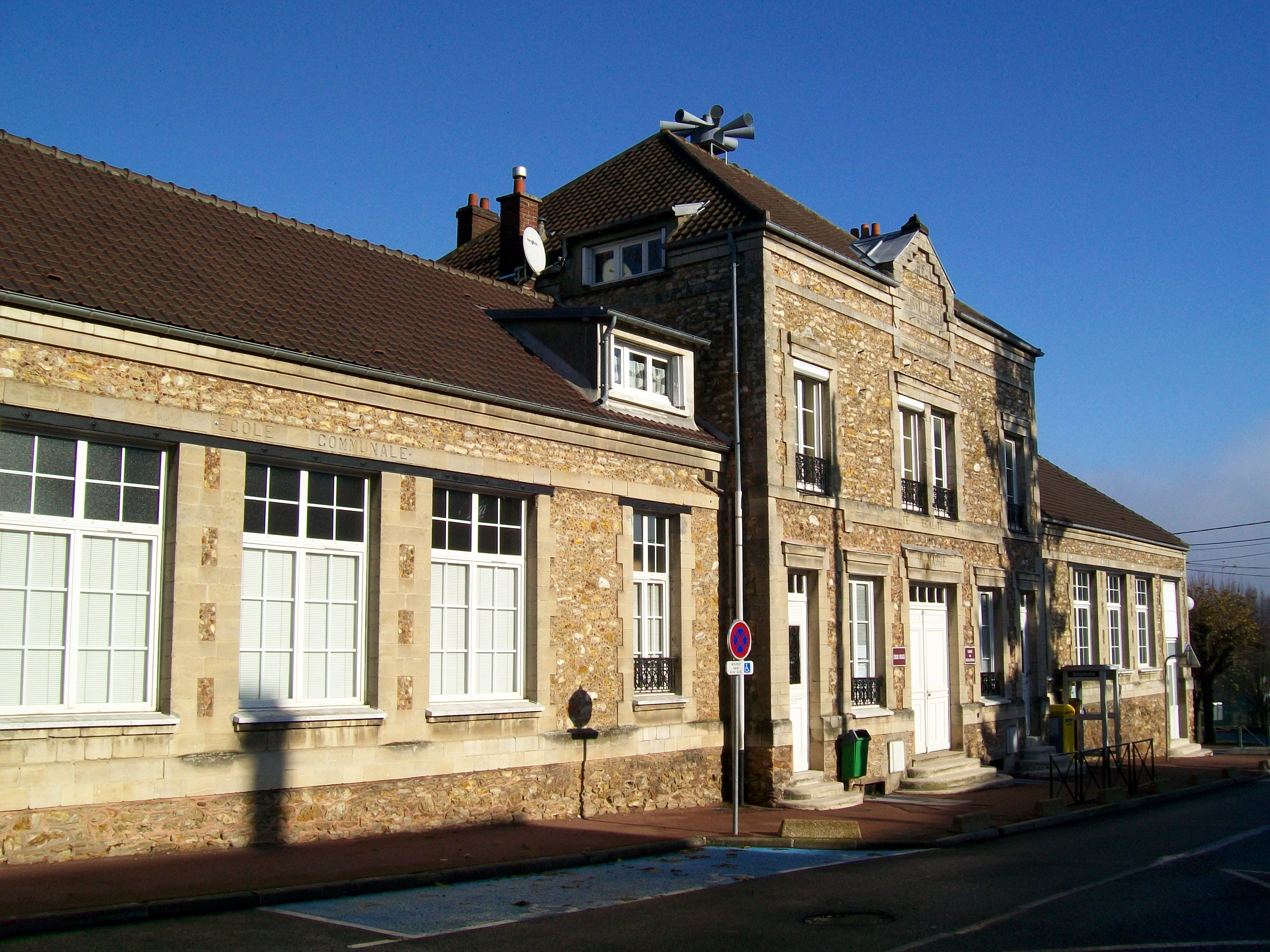
La maison des associations dans l'ancienne mairie-école de 1889.

Survilliers ne compte pas moins de trois associations de théâtre, avec des adhérents venant en grande partie de communes voisines, grâce à l'existence d'une scène dans la commune. Le Théâtre de la Bergerie, avec sa Salle Jean-Anouilh (100 places environ) accueille aussi bien des spectacles de théâtre amateur que des concerts. Toutefois, la programmation ne prévoit des manifestations que très occasionnellement, avec des intervalles entre deux spectacles pouvant atteindre plusieurs mois. La Bergerie a été inauguré en 1988 dans un corps de ferme réhabilitée, au centre-ville. Ce complexe culturel comprend également l'école municipale de musique et de danse, et le Carré d'expositions qui n'est cependant presque plus utilisé. Tandis que l'école de musique municipale propose l'apprentissage d'instruments aux jeunes, l'association I-MUSIC propose des cours d'instruments pop, rock, folk, métal, etc., pour tous les âges et tous les niveaux.
Il n'y a pas de cinéma à Survilliers même, mais près de la gare (sur le territoire de Fosses), se trouve le Cinéma intercommunal du Val d'Ysieux, classé Art et Essai et récemment rénové. Avec une carte intercommunale, les habitants de la Communauté de communes bénéficient d'une réduction sur le tarif d'entrée. Le programme est très varié et s'adresse en partie aux enfants et aux jeunes.
La bibliothèque municipale, initialement abritée également dans la Bergerie, dispose aujourd'hui d'un bâtiment spécial. Elle est ouverte cinq jours par semaine, avec des horaires adaptés aux personnes qui travaillent (fermeture à 19 h  quatre jours par semaine). Le nombre de volumes à prêter est de treize mille environ.
Les différentes associations survilloises bénéficient de plusieurs salles que la commune met à leur disposition, avec notamment la Maison des associations dans l'ancienne mairie-école, la salle de maquettisme construite à cet effet en 2008 à côté de la salle de billards, et la salle du Club de l'Âge d'Or partagée avec les joueurs d'échecs, au centre commercial du Colombier. Le Club de l'Âge d'Or propose de nombreuses activités culturelles et conviviales aux personnes du troisième âge.
L'association des parents d'élèves, l'A.P.E.S., propose de nombreux types d'ateliers créatifs et des cours de danse, ainsi que l'aide aux devoirs. D'autres associations proposent des activités telles que le modélisme, le maquettisme, les échecs ou les jeux d'histoire. Une association culturelle anime le musée conservatoire de la Cartoucherie depuis 2008, ce sont les Amis du musée de la Cartoucherie. Ce musée n'ouvre que sur rendez-vous, mais l'entrée est gratuite. Depuis 2010, le Lions Club est présent à Survilliers et compte déployer de diverses activités.
Sur le plan de la vie culturelle, plusieurs manifestations annuelles sont organisées par le Comité des fêtes, dont la plus connue est la brocante du 1er mai. Cette brocante est actuellement la plus grande du nord de l'Île-de-France et occupe la plupart des rues du centre-ville, qui sont alors barrées à la circulation avec mise en place de déviations et de parkings-relais. Outre les stands des particuliers et des brocanteurs professionnels, une grande proportion de stands est tenue par des commerçants vendant des articles neufs. Deux autres manifestations sont le Feu de la Saint-Jean et la Fête communale avec fête foraine au mois de juillet. Cette dernière dure toute une semaine et intègre le feu d'artifice du 13 juillet avec le bal du 14 juillet.

La commune possède une salle des fêtes, dans l'annexe de l'école Romain-Rolland de 1958 en face de l'église. Cette salle peut être louée pour des fêtes familiales ou des réceptions.kCultes

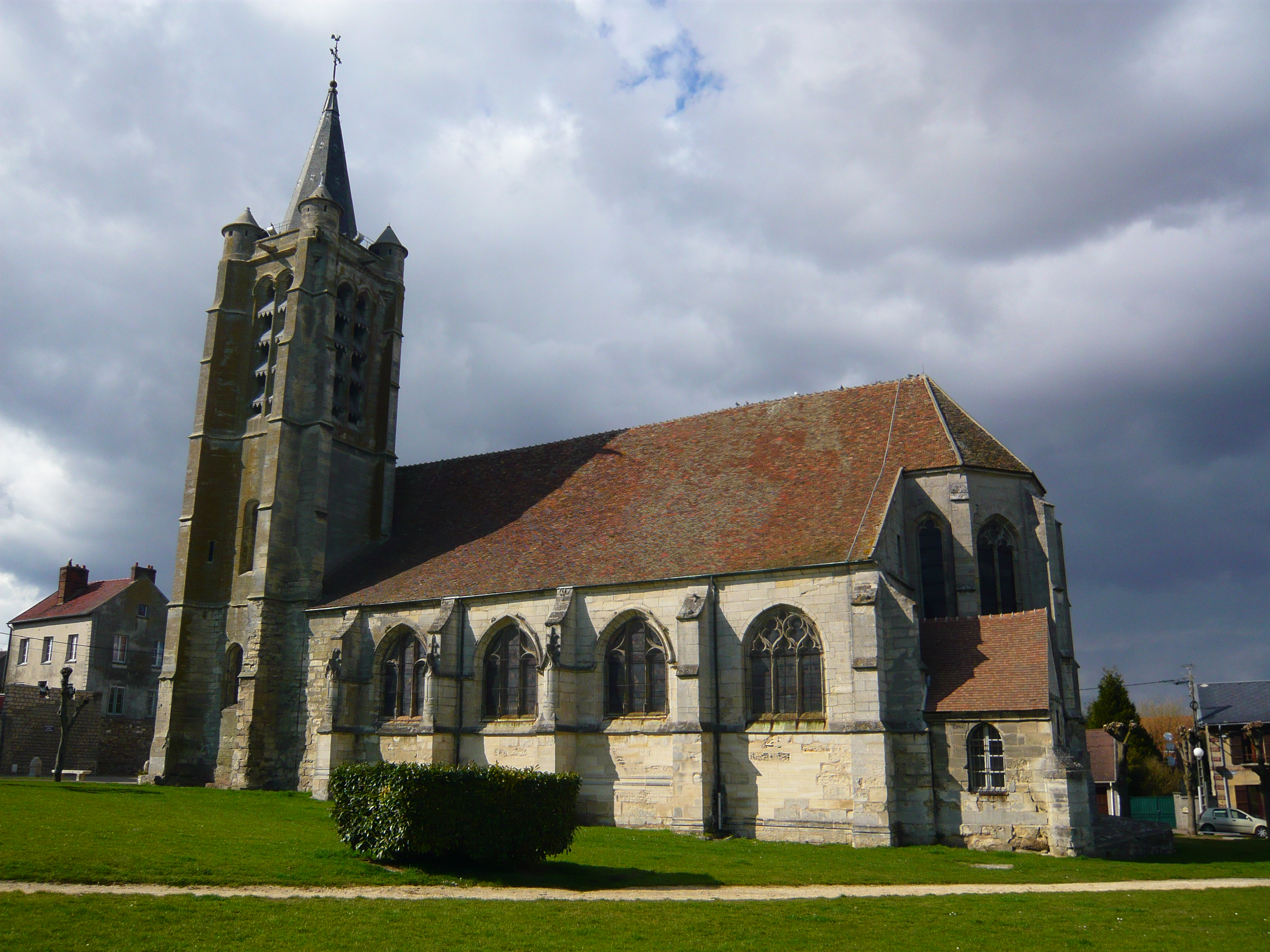
Église paroissiale Saint-Martin.

Uniquement le culte catholique est présent à Survilliers. L'église Saint-Martin fait partie du groupement paroissial Fosses-Survilliers-Vémars-Saint-Witz, au sein du diocèse de Pontoise. Les messes sont assurés en l'église de Survilliers tous les dimanches à onze heures. Le samedi soir, la messe est célébrée à Fosses. La paroisse dispose d'un presbytère avec salle paroissiale à Survilliers.

## Économie

### Politique économique locale
L’outil pour la promotion et la survie du développement économique de la communauté de communes Roissy Porte de France, dont Survilliers fait partie, est l’agence Roissy Développement. Elle inscrit son action dans une démarche d’accompagnement et de partenariat avec le milieu économique local et a pour mission de concevoir et mettre en œuvre des stratégies et actions de nature à favoriser le développement économique. Plus particulièrement, sa mission se déploie autour de quatre pôles : observation économique ; interface entre les entreprises et les autres acteurs publics ; contribution au développement économique harmonieux du territoire ; assurer sa promotion sur le plan national et international.

### Entreprises

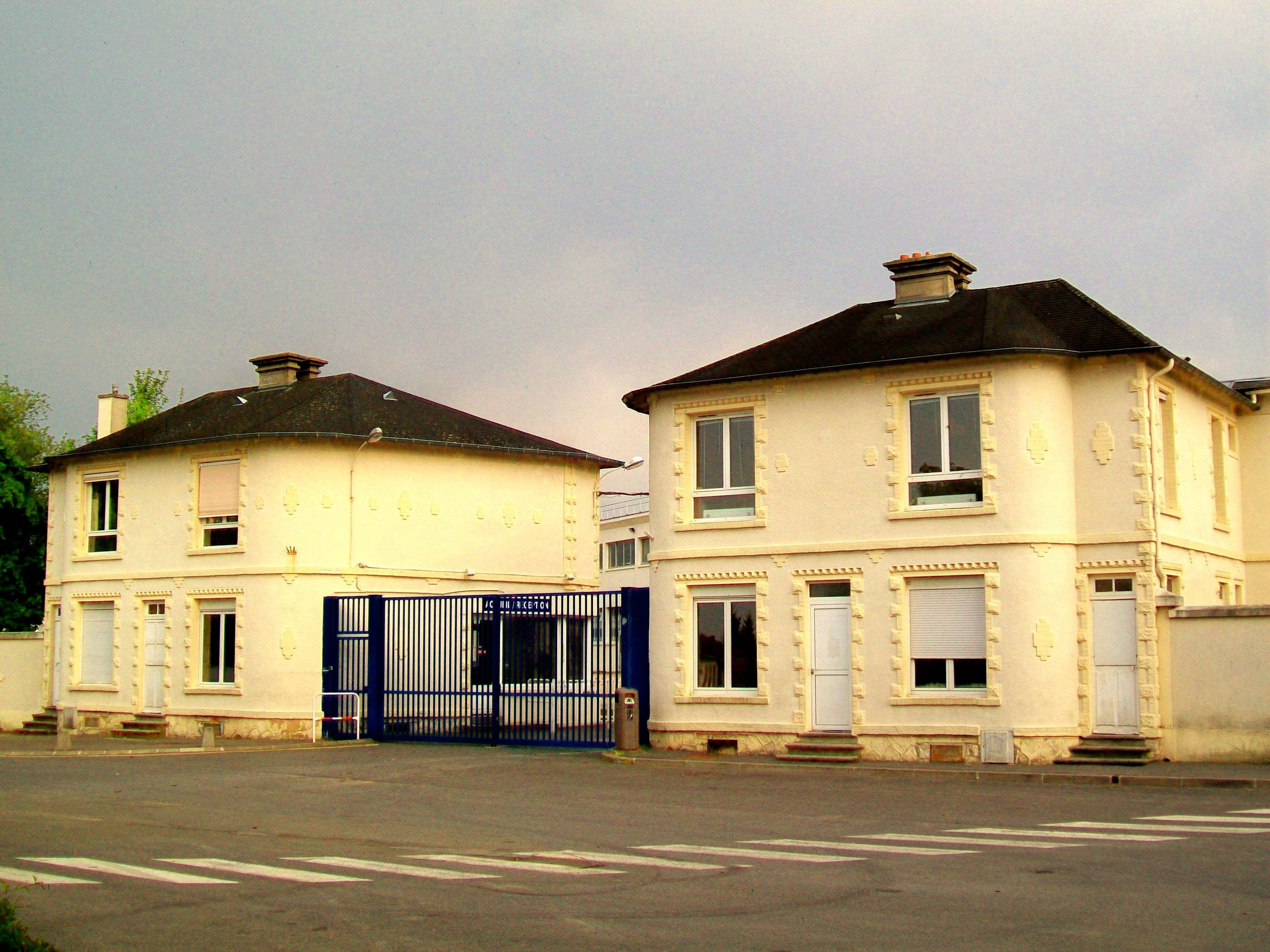
L'entrée de la cartoucherie, NCS Autoliv.

Le sud du territoire de la commune de Survilliers est consacré à l’activité industrielle et commerciale, avec un site industriel majeur occupé dès le début du XXe siècle (celui de la cartoucherie, NCS-Autoliv) et un autre site établi depuis les années 1960, celui de DAF-France dont les locaux sont aujourd’hui utilisés par le grossiste de fournitures de bureau Staples France Holding. En outre, trois grands établissements du secteur tertiaire sont implantés dans la zone d’activités logistiques de la Porte des Champs, qui se situe en partie sur le territoire de la commune voisine de Saint-Witz. Il s’agit d’un grossiste de biens domestiques ; d’un succursaliste dans le domaine de la papeterie et les fournitures de bureau ; et d’une entreprise d’entreposage et de stockage non frigorifique. À présent, en raison de la petite dimension du territoire de la commune, des nouvelles implantations majeures ne sont plus possibles à Survilliers, qui compte, rappelons-le, déjà davantage d'emplois que de personnes actifs.
Au 1er janvier 2009, Survilliers compte quatre-vingt-dix-sept entreprises et établissements du secteur marchand ; s'y ajoutent douze établissements du secteur non marchand. Cependant, les données détaillées ne sont disponibles que pour le 31 décembre 2008, quand le nombre d'établissements fut encore officiellement de cent-trente : vingt et un établissements ont donc cessé leur activité dans un délai d'un an, dont seize appartenant au secteur des transports et services divers. La répartition des différents établissements sur les secteurs d'activité et sur les tailles des établissements par nombre de salariés ressort du tableau ci-dessous.
Seize entreprises ont également été créées à Survilliers au cours de l'année 2009, dont une dans le secteur de la construction et les autres dans le secteur du commerce, des transports et des services divers (dont quatre dans le domaine du commerce et des services auto). Parmi ces seize entreprises créées, onze correspondent à des auto-entrepreneurs et deux sont des entreprises individuelles d’autres types.
Les quinze entreprises créées dans le secteur du commerce, des transports et des services divers représentent 27 % des entreprises à Survilliers dans ce même secteur au début de l'année.
Nombre d'établissements actifs par secteur d'activité et par nombre de salariés au 31 décembre 2008
|                                                              | Nombre d'établissements | %     | Sans salariés | 1 à 9 salariés | 10 à 19 salariés | 20 à 49 salariés | 50 salariés ou plus | 100 salariés ou plus |
| ------------------------------------------------------------ | ----------------------- | ----- | ------------- | -------------- | ---------------- | ---------------- | ------------------- | -------------------- |
| Agriculture, sylviculture et pêche                           | 1                       | 0,8   | 0 ...         | 1 1 emploi     | 0 ...            | 0 ...            | 0 ...               | 0 ...                |
| Industrie                                                    | 6                       | 4,6   | 3             | 2 2 emplois    | 0 ...            | 0 ...            | 0 ...               | 1 636 emplois        |
| Construction                                                 | 12                      | 9,2   | 7             | 5 9 emplois    | 0 ...            | 0 ...            | 0 ...               | 0 ...                |
| Commerce et réparation auto                                  | 26                      | 20,0  | 17 ...        | 5 19 emplois   | 2 29 emplois     | 0 ...            | 1 69 emplois        | 1 701 emplois        |
| Transports et services divers                                | 58                      | 44,6  | 31 ...        | 24 47 emplois  | 0 ...            | 0 ...            | 3 179 emplois       | 0 ...                |
| Administration publique, enseignement, santé, action sociale | 27                      | 20,8  | 18            | 2 16 emplois   | 4 48 emplois     | 2 66 emplois     | 1 72 emplois        | 1 ...                |
| TOTAL                                                        | 130                     | 100,0 | 76            | 39 94 emplois  | 6 77 emplois     | 2 66 emplois     | 5 320 emplois       | 2 1 337 emplois      |
| Sources des données : Insee                                  |                         |       |               |                |                  |                  |                     |                      |

### Emploi

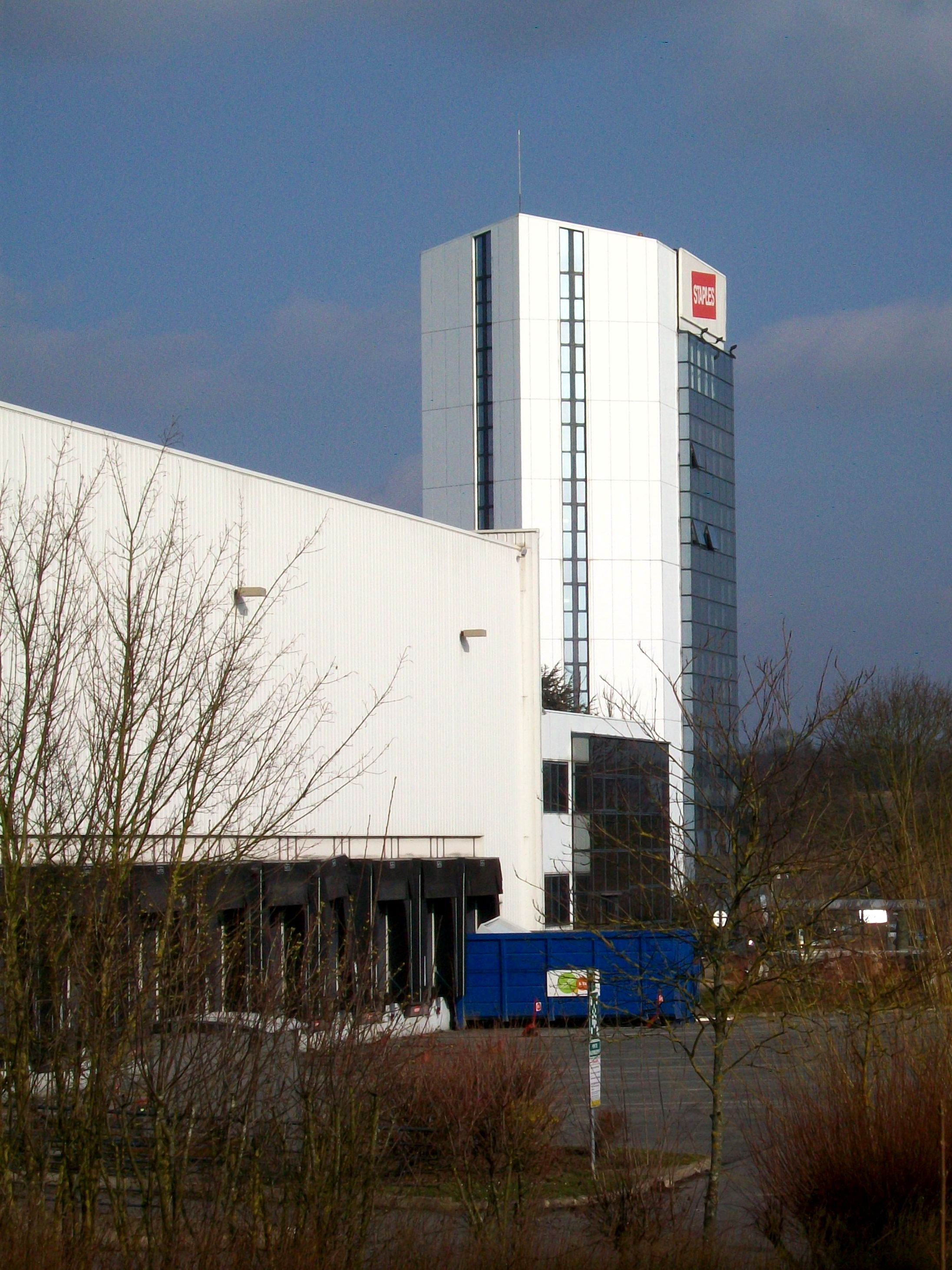
L'ancien siège de DAF-France.

Sur le territoire de la commune, ont été recensés 1 894 postes salariés et environ 280 emplois non salariés (essentiellement entreprises individuelles dont auto-entrepreneurs, chefs d’entreprise et professions libérales). 38 % des entreprises existent depuis dix ans ou plus, contre 40 % sur le plan du Val-d'Oise.
La répartition des emplois sur les différents secteurs d'activités et les tailles des établissements au 31 décembre 2008 résulte du tableau ci-dessus. L’unique entreprise du secteur primaire (agriculture) ne compte qu’un unique salarié. Le secteur secondaire (industrie) est représenté par une entreprise de 636 salariés; il s’agit de NCS-Autoliv. La construction, bien que représentée par douze établissements, ne totalise que neuf postes salariés (soit 0,75 postes par établissement en moyenne). Le secteur tertiaire, hors construction, administration publique, enseignement, santé et action sociale, compte trente-six établissements d’au moins un salarié, dont deux établissements de dix à dix-neuf salariés et cinq d’au moins cinquante salariés, soit au total 1 044 salariés.
Sept entreprises au total comptent cinquante salariés ou plus au 31 décembre 2008, se répartissant comme suit sur les secteurs : industrie (un établissement, déjà cité, totalisant 636 salariés) ; commerce, transports et services divers (cinq établissements). En outre, la commune de Survilliers emploie soixante-douze personnes (mairie, services techniques, deux écoles primaires, deux écoles maternelles, un centre aéré, bibliothèque municipale).
87,5 % des postes salariés sont par ailleurs pourvus par ces sept entreprises d’au moins cinquante salariés, et 70,6 % des postes salariés sont pourvus par les entreprises d’au moins cent salariés. Les trente-neuf établissements (40,2 % du nombre total d’établissements recensés) d’un à neuf salariés ne pourvoient que quatre-vingt-quatorze emplois. 55 % des postes salariés entrent dans le secteur tertiaire, hors construction (0,5 %), administration publique, enseignement, santé et action sociale (10,7 %). Le commerce et la réparation auto représentent par ailleurs 78,4 % des postes du secteur tertiaire.
En comparaison avec le Val-d'Oise, le secteur tertiaire (avec les restrictions mentionnées ci-dessus) est légèrement plus important pour l’emploi à Survilliers, avec 55,1 % des postes salariés par rapport à 52,9 % sur le plan départemental. L’industrie est trois fois plus importante à Survilliers que dans la moyenne départementale : alors qu’elle fournit 33,7 % des postes à Survilliers, ce ne sont que 11,4 % dans l’ensemble du Val-d'Oise. Ce sont en revanche l’administration publique, l’enseignement, la santé et l’action sociale ainsi que la construction qui sont sous-représentés à Survilliers ; en effet, la commune ne compte aucun établissement de l’enseignement secondaire, aucun hôpital ni maison de retraite, et pas d’autre administration publique que la mairie.

### Commerces de proximité

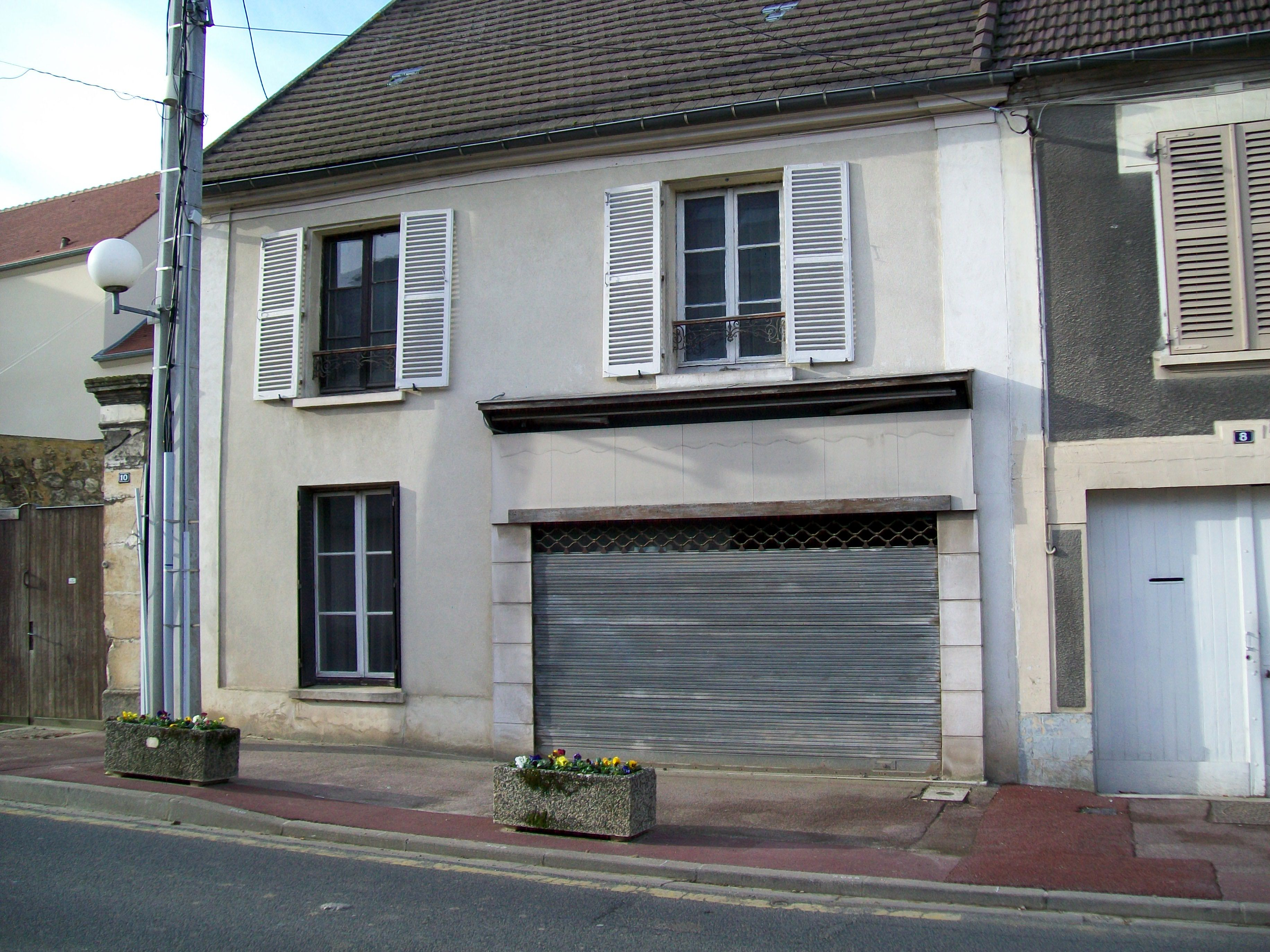
L'une des anciennes boutiques de la Grande Rue (boucherie-charcuterie), fermées depuis de nombreuses années pour leur majeure partie; développement sans doute irréversible.

Le commerce de détail ne joue qu'un rôle tout à fait négligeable pour l'économie de Survilliers. En effet, aucune grande surface n'est présente sur le territoire de la commune, mais plusieurs sont établies à proximité, dont notamment un hypermarché avec galerie marchande, situé à mi-chemin entre Survilliers et la gare sur le territoire de La Chapelle-en-Serval (Oise). De ce fait, une large partie des commerces de proximité au centre de Survilliers a cessé d'exister, et la Grande Rue n'est plus la rue commerçante qu'elle a été. Quelques commerces existent au centre commercial de proximité du Colombier, dont plusieurs locaux ne sont plus affectés au commerce (salle du club d'âge d'or, cabinets paramédicaux, bureau d'études, auto-école).
Sur le plan des commerces alimentaires, restent une supérette et une boulangerie-pâtisserie (toutes les deux au centre commercial du Colombier) ainsi qu'un magasin d'alimentation générale, rue du Houx. Un point de vente de fruits et légumes ouvert en 2008 n'a pu se maintenir que pendant deux ans environ. Comme services, les habitants ont à leur disposition un bureau de poste, un salon de coiffure, une auto-école, une agence immobilière, ainsi qu'un salon de toilettage. Trois bars et restaurants ont fermé à Survilliers depuis les années 1990 ; restent un bar-restaurant au centre commercial, un café-tabac-presse rue du Houx et une auberge-relais routier sur la D 317. Concernant la restauration rapide, existent deux pizzerias (non italiennes) et un restaurant de sushi (non japonais). D'autres restaurants se trouvent dans la zone commerciale entre Survilliers et Fosses, ainsi qu'à proximité de la gare.
La mise en place d'un marché hebdomadaire par la nouvelle municipalité en 2008 fut un échec ; du petit nombre de stands au début ne restent que deux à trois stands actuellement (les jeudis après-midi sur la place de la Bergerie). L'intérêt principal d'un marché consiste en la vente du producteur au consommateur ; or, sur le plan des produits frais, ne sont venus que des revendeurs n'apportant aucun avantage par rapport aux supermarchés.

## Culture locale et patrimoine

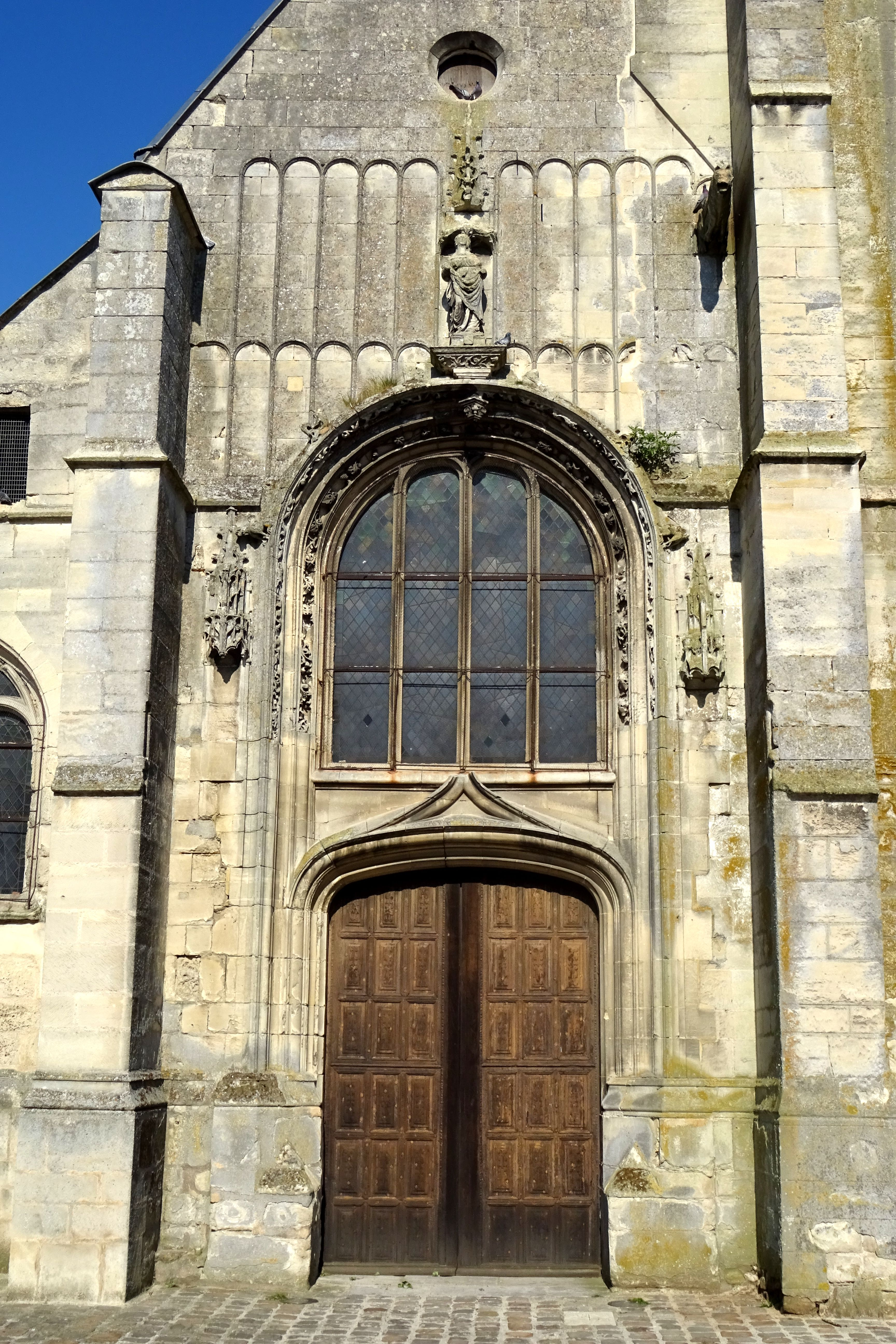
Portail de l'église Saint-Martin, classé Monuments Historiques.

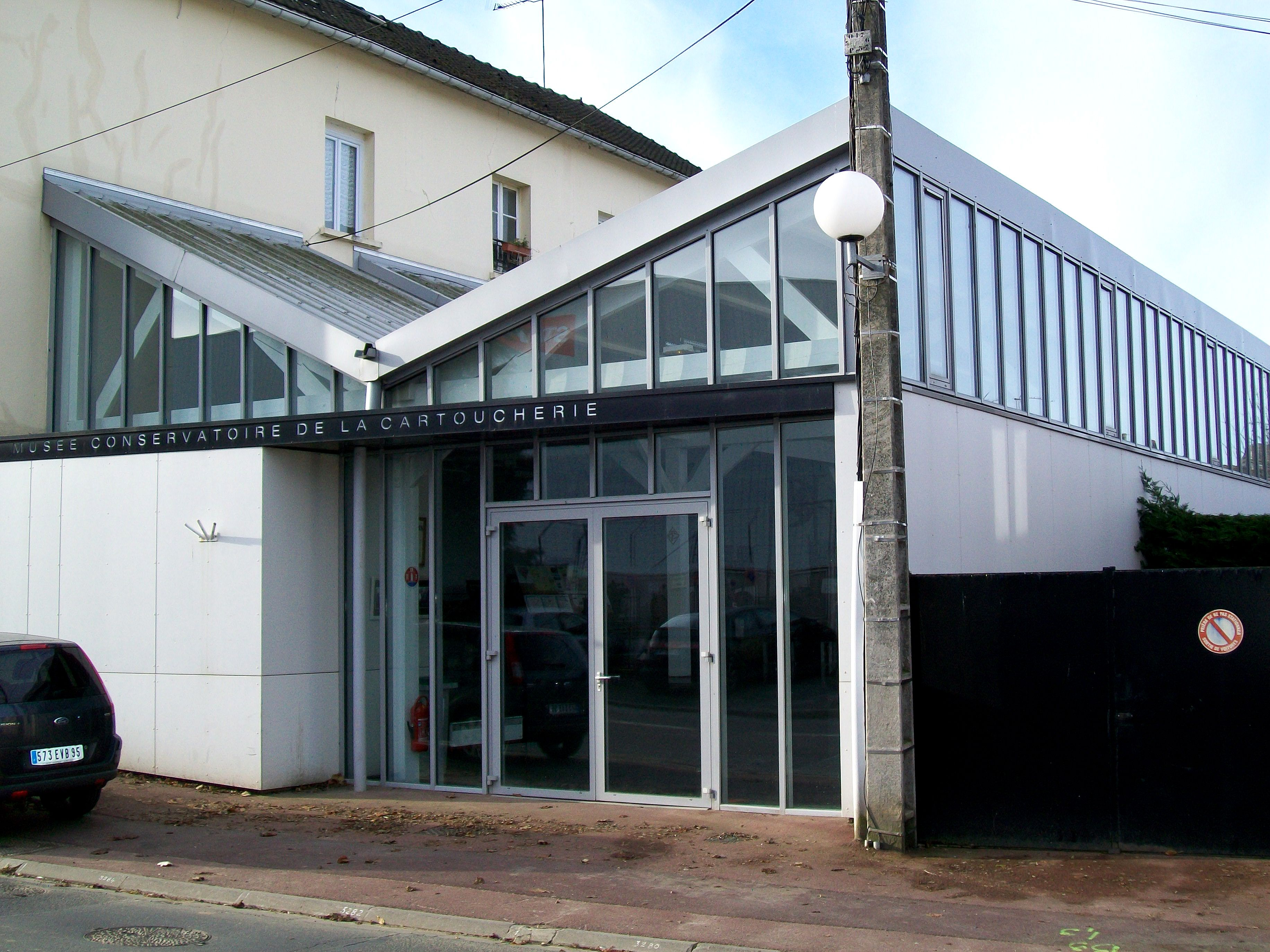
Entrée du musée Conservatoire de la Cartoucherie. Il s'agit de l'ancien gymnase de la cartoucherie.

### Patrimoine naturel

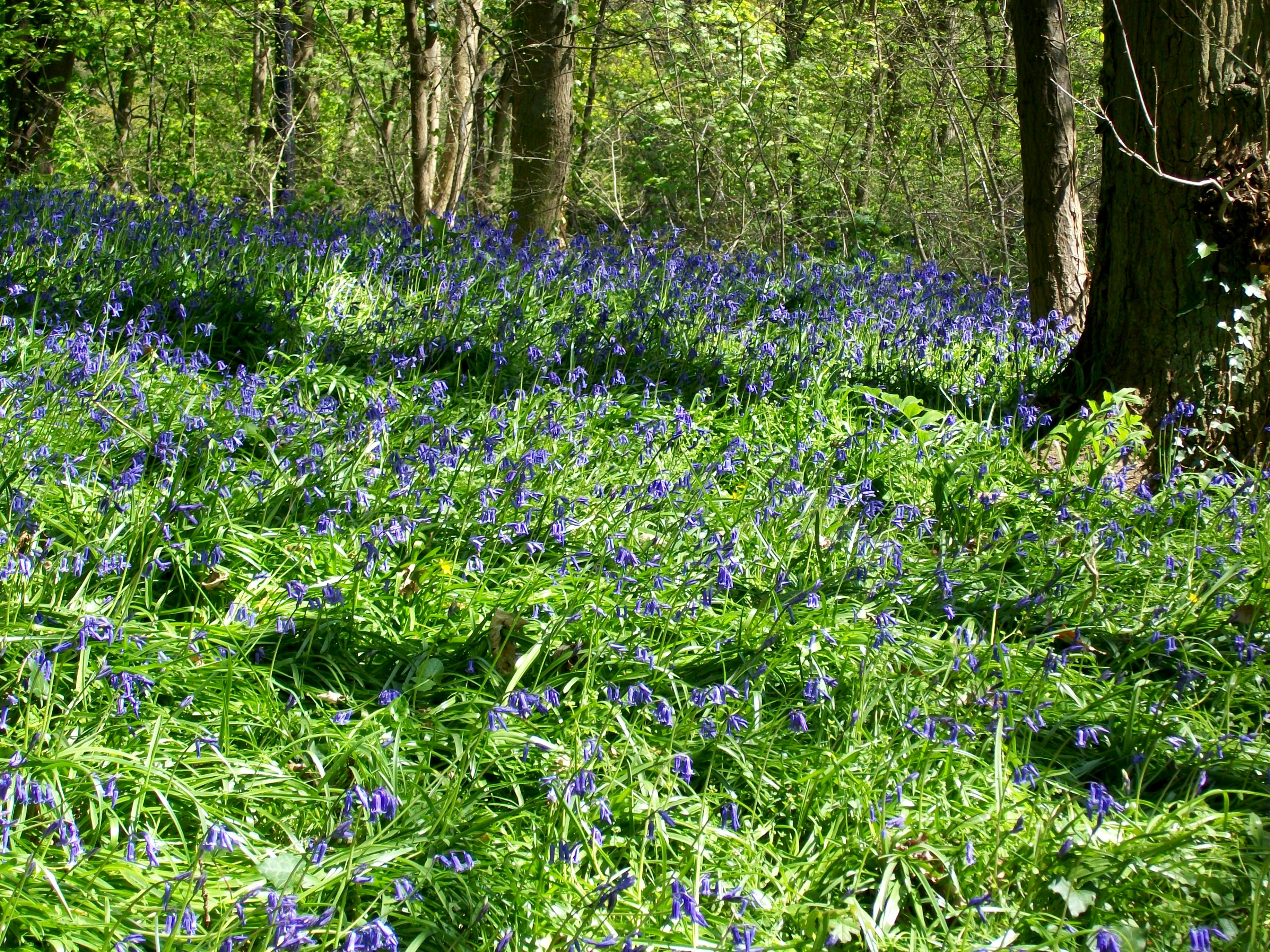
Jacinthes des bois fleurissant au printemps dans les sous-bois de la Garenne du Houx.

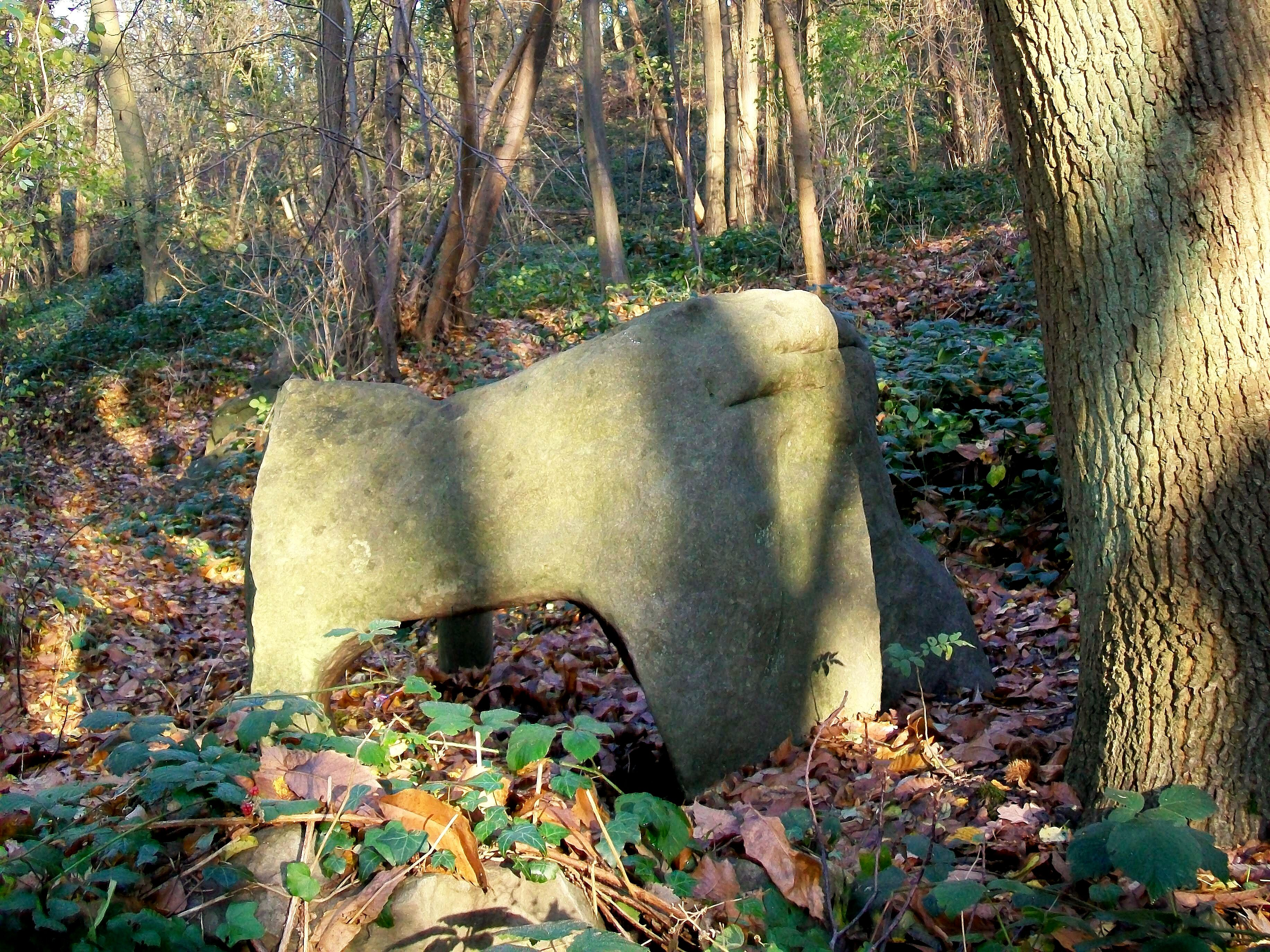
L'un des rochers en grès qui se trouvent en plusieurs endroits dans la Garenne du Houx.

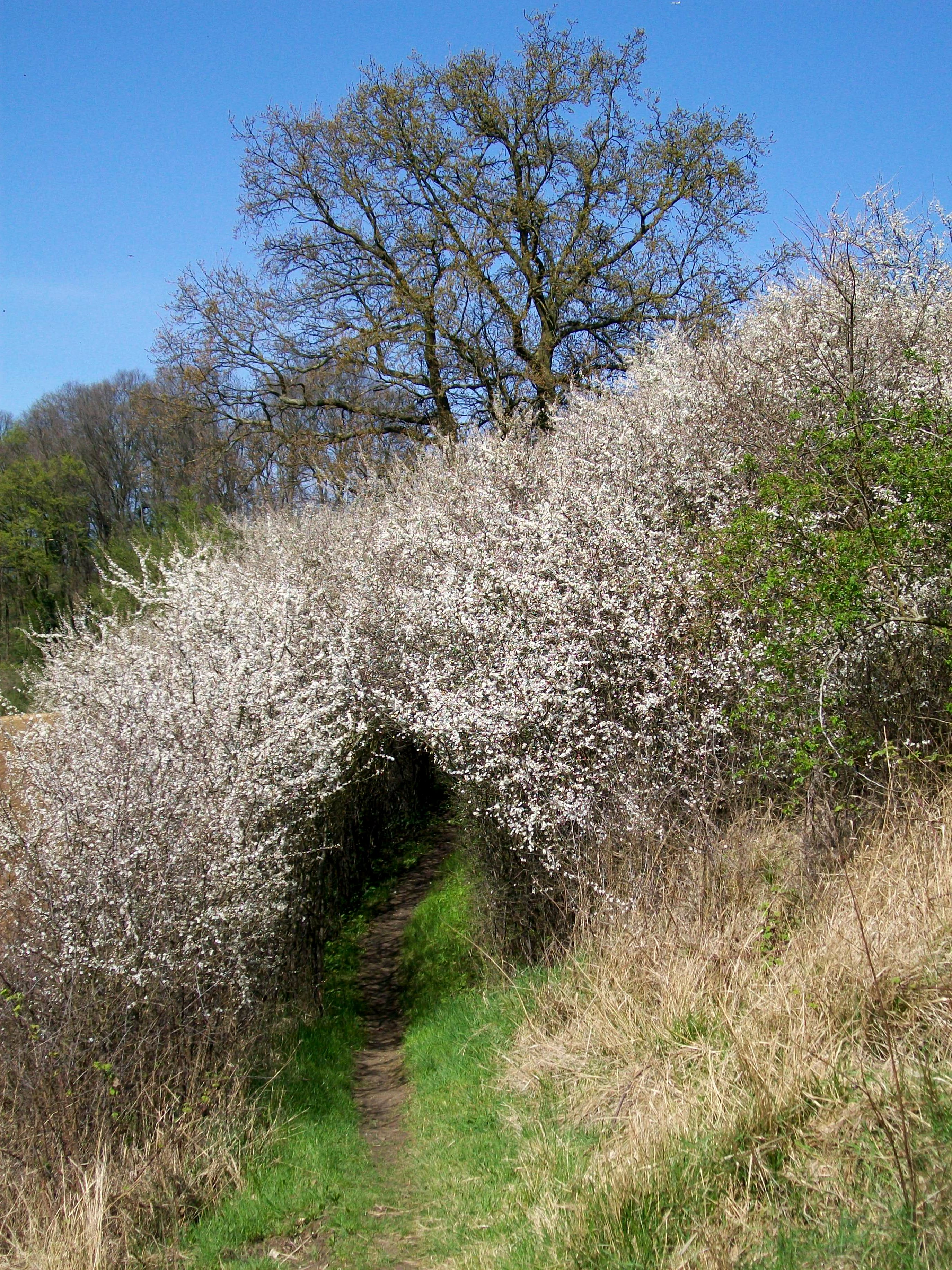
La Garenne Boisseau, aubépines en fleurs. Ici se situe la bande de calcaire de Saint-Ouen.

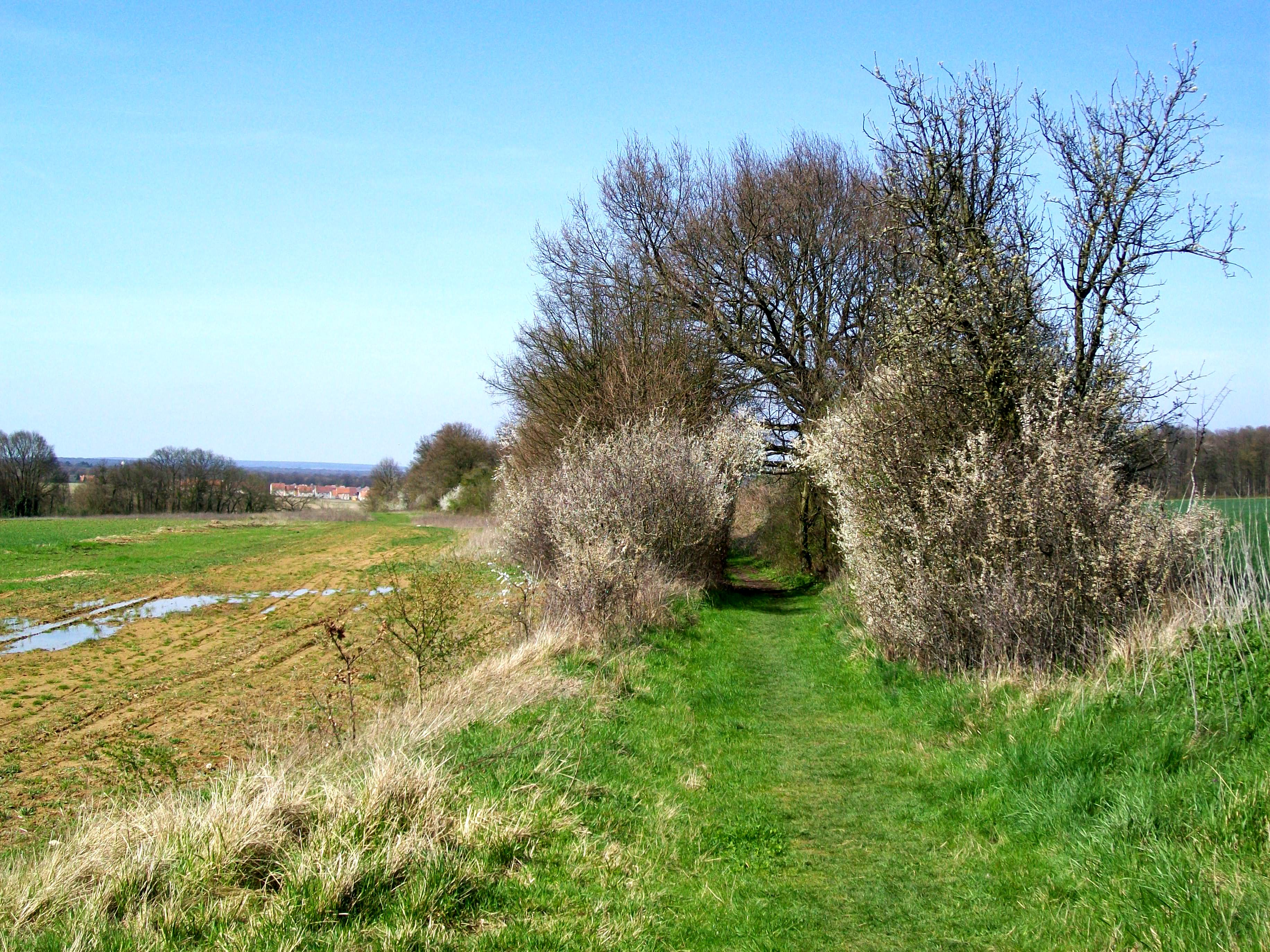
Le chemin rural de La Chapelle, avec vue sur les premières maisons de cette commune voisine. À gauche commence une zone de sables d'Auvers et de Beauchamp.

On retrouve sur le territoire de la commune les bois de la Garenne du Houx qui sont traversés par quelques sentiers, et le promeneur pourra apercevoir quelques blocs et formations de grès à l'instar du bois de Morrière et de certains secteurs de la forêt d'Ermenonville tout proches. La Garenne du Houx communique avec le parc de la mairie (8 ha), dont la majeure partie se présente comme parc forestier, entretenu sommairement afin de laisser la place à la nature. L'arbre le plus emblématique du parc, le grand chêne d'une envergure de 30 m environ. s'est éteint en 2008 et ne subsiste qu'en tant que vestige. Comme arbres remarquables, on peut citer un hêtre pourpre et un platane. Le houx y est présent, mais n'est pas très largement représenté ; les marronniers et les châtaigniers sont beaucoup plus caractéristiques de l'endroit.
Outre le bois communal déjà cité, deux bois privés occupent l'extrême nord du territoire. Deux chemins ruraux partent, de part et d'autre du cimetière, vers ces bois : le chemin de La Chapelle et le chemin des Vaches. Ils sont bordés de haies vives et constituent d'agréables promenades. Tandis que le chemin de La Chapelle n'est praticable jusqu'à son entrée dans les Petits Bois (interdits d'accès), le chemin des Vaches a retrouvé sa continuité vers la Garenne Maillard, au nord de laquelle il rejoint la D 118 près du château Mont-Royal. Ce secteur conserve, mis à part le bois de la Garenne du Houx, de petits espaces naturels assez bien préservés. La Garenne Maillard, avec son sol sablonneux, est couvert de bruyère callune, de bouleaux et de pins ; forme de végétation devenue rare dans la région. De ce fait, la commune s'est vu motivée pour défendre la création du parc naturel régional Oise-Pays de France dès le début. Cependant, seulement une partie du territoire communal entre dans le périmètre du parc. L'activité industrielle, le pavillonnaire et les grands ensembles présents dans la commune de Survilliers, imposaient de limiter le territoire inscrit dans le périmètre du Parc aux seuls glacis agricoles au nord.

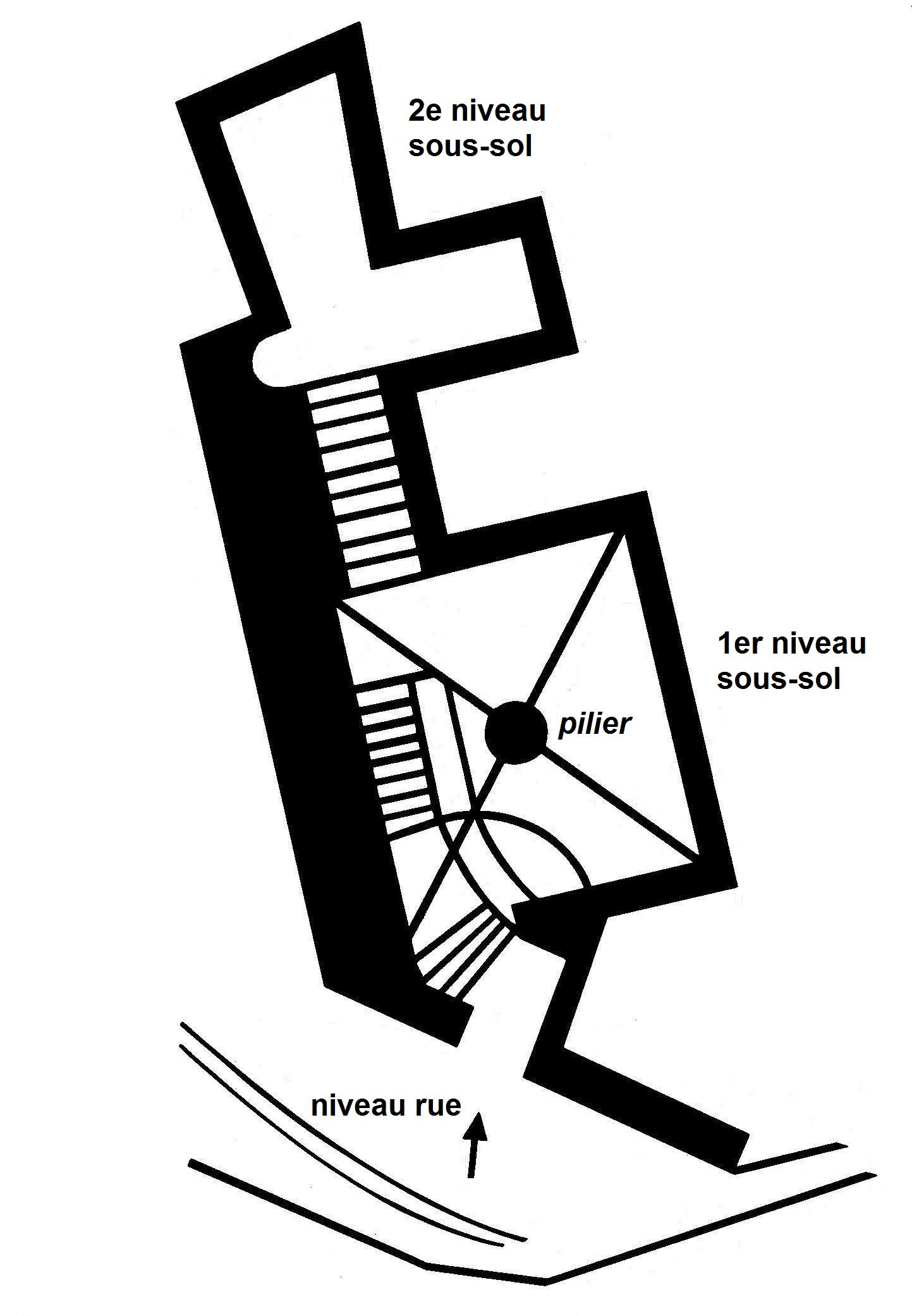
Plan schématique de la cave Tiennot.

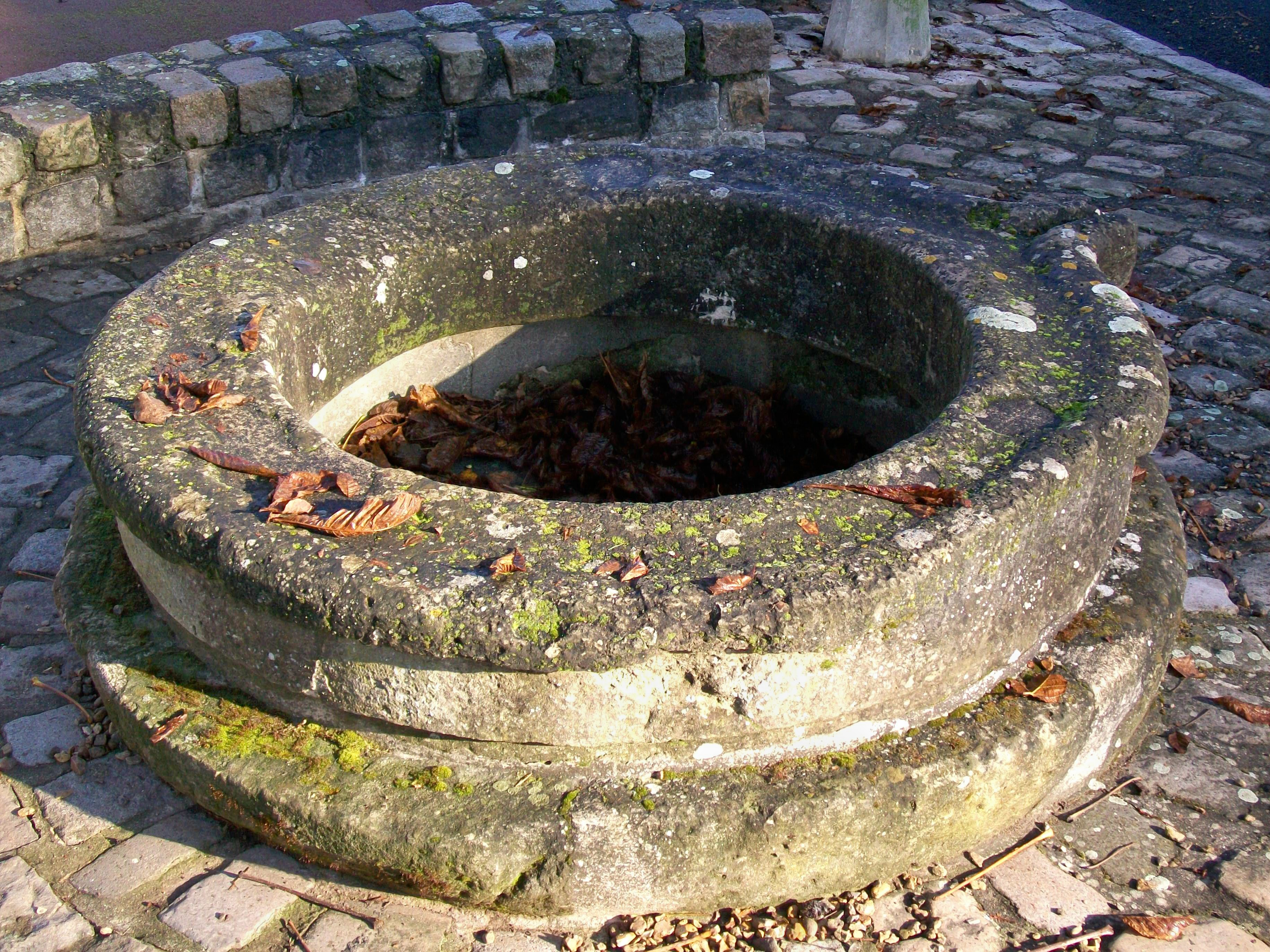
Margelle de puits du début du XVe siècle.

### Monument historique
Survilliers ne compte qu'un seul monument historique sur son territoire.
- Église Saint-Martin, place Dhuique (classée monument historique par arrêté du 27 juillet 1945[77]) : Elle a été édifiée en deux principales étapes, entre 1483 et 1500 et entre 1535 et 1554 environ. La dédicace à saint Martin de Tours a été célébrée en 1493, selon une inscription derrière l'autel, et l'année d'achèvement est gravée sur une clé de voûte. L'église appartient ainsi à la période gothique flamboyante et au début de la Renaissance, mais les styles architecturaux de son époque de construction ne se manifestent pas dans toute leur dimension. Les architectes n'ont pas cherché l'élégance et le raffinement, mais ont veillé d'autant plus à la solidité et à la cohérence de l'ensemble, et ils ont fait preuve d'un sens développé pour l'harmonie et la proportion des formes. Aussi, l'église ne se signale-t-elle pas par des prouesses architecturales et artistiques, mais par une étonnante homogénéité et unicité stylistique : plus de soixante-dix ans se sont tout de même écoulées du début des travaux jusqu'à la fin du chantier. Aucun élément en élévation ne subsiste de la précédente église, ce qui est rare dans la région. Le plan de l'église est très simple et se compose de trois vaisseaux de six travées, avec une abside à pans coupées s'ajoutant à la fin du vaisseau central, qui est plus élevé que les autres. Les clés de voûte pendantes qui sont présentes dans la plupart des travées constituent le seul ornement de l'église, sans parler du mobilier et des vitraux, dont plusieurs éléments sont d'une grande qualité. L'église est aussi connue pour ses nombreuses pierres tombales, dont douze sont classées. Le clocher se dresse au-dessus de la première travée du bas-côté sud et se remarque par ses quatre échauguettes cantonnant la flèche. À l'extérieur, les contreforts flamboyants au sud et le portail occidental avec son riche décor à mi-chemin entre gothique et Renaissance sont également intéressants. L'église a été entièrement restaurée entre 1976 et 2007, et se présente aujourd'hui dans un parfait état. Des messes y sont célébrées chaque dimanche[78],[a 20],[79].

### Autres éléments du patrimoine
- Le musée Conservatoire de la Cartoucherie, Grande rue : Ouvert en 2007 dans l'ancien gymnase de la cartoucherie, près de l'usine à l'entrée sud du village, ce musée présente l'outil de travail historique de l'entreprise, dont de nombreuses machines conçues par des techniciens de la cartoucherie, ainsi que de multiples documents et objets liés à l'histoire de cet établissement industriel qui domine depuis plus d'un siècle l'économie de Survilliers et de ses environs. Un soin particulier a été apporté à la muséographie. Ce musée constitue un lieu de mémoire mais n'est pas une institution : il ne dispose ni de personnel ni d'heures d'ouverture fixes[Note 30] ; fonctionnant sur la base du bénévolat[80] et animé par des anciens de la cartoucherie, les visites se font sur rendez-vous. Le musée de la cartoucherie n'a pas de site web et le site officiel de la commune ne présente que le projet du musée, avant son ouverture[M 7],[81].
- La cave Tiennot[M 8]: Cave pré-gothique avec voûtes d'arête, composée de deux pièces consécutives sur deux niveaux de profondeur mais de petite dimension, remarquable pour la colonne centrale monolithique dans la plus grande des deux pièces. La cave n'a pu être datée qu'approximativement grâce à la colonne, et proviendrait donc du XIIe ou XIIIe siècle. Elle se situe au nord-ouest du carrefour au centre de Survilliers, sous un bâtiment moderne qui a remplacé vers 2000 l'« hôtel du Nord » désaffecté depuis de nombreuses années. On ne peut cependant pas établir si la cave avait un rapport avec la construction de cette auberge (ou avec une précédente auberge plus ancienne), ou si elle subsiste d'une construction antérieure. De cet endroit partent de nombreuses galeries souterraines, notamment pour la tour carrée de Montmélian près de Saint-Witz et à la ferme de Saint-Ladre (ancienne maladrerie), murées pour des questions de sécurité. Des Survillois se souviennent d'y avoir joué encore dans les années 1960. Il servait encore de réserve à boissons à l'hôtel et son auberge. La cave a été restaurée en 1999 et peut être visitée sur rendez-vous en mairie, ainsi que pour la journée du patrimoine le dernier week-end de l'été (à Survilliers, il n'y a que le samedi ou le dimanche et pas deux journées).
- La margelle monolithique d'un puits, place du Calvaire : Découverte sous la cour des services techniques municipaux, elle daterait du début du XVe siècle, et est exposée sur la place du Calvaire depuis sa restauration en 1989. Son diamètre extérieur est de 168 cm ; elle repose sur sept gros blocs de pierre disposés en arc de cercle[b 23]. En fonction du lieu de découverte, le puits doit être associé à la Ferme Seigneuriale, dont le jardin occupait l'endroit avant la Révolution (visible sur le plan cadastral de 1779 mais non pas sur le plan cadastral de 1825).
- Le colombier, au sein de la résidence de la Grande ferme, Grande rue : De plan circulaire, ce gros colombier est d'un diamètre extérieur de dix mètres. Selon des inscriptions retrouvées dans l'embrasure d'une porte, il daterait du XVIIe siècle, mais il est néanmoins mentionné sur un acte de 1658. Le colombier proprement dit repose sur un rez-de-chaussée voûté avec un pilier central. À l'étage, couvrant la totalité des murs, sont aménagées 2 500 niches en plâtre, façonnées en damier. Une échelle tournante pivotante autour d'une poutre centrale verticale permet d'accéder à la totalité de ces niches. La charpente d'origine est également préservée. Bien que hors d'usage, le colombier a été rénové en 2009, après la démolition des bâtiments de la ferme (hormis la grange). Il ne se visite pas, mais est visible depuis la rue.
- L'hôtel de ville, rue de la Libération : Cette ancienne demeure bourgeoise construite vers 1903-1905[b 23]) présente une architecture formaliste s'inspirant des manoirs du XVIIIe siècle, mais sans recherche stylistique particulière (des bâtiments semblables voire presque identiques se trouvent dans de nombreuses localités de la région, et des communes voisines telles que La Chapelle-en-Serval et Othis ont installé leur mairie dans de telles demeures). Quelques pièces présentent encore des éléments du décor d'origine, notamment la salle du conseil municipal.
- La place de la Bergerie, avec le théâtre de la Bergerie, au carrefour au centre du village : Bien qu'elle donne l'impression d'avoir toujours existé, c'est en fait une création récente de 1988[b 9]: Il s'agit de la cour d'une ferme désaffectée, dont l'un des bâtiments, le long de la rue de la Liberté, a été réaménagé en salle de spectacle et école de musique. L'architecture d'origine a été mise en valeur ; avec la pergola qui ferme la place sur trois côtés, c'est un espace convivial. Il reflète l'ancrage de Survilliers dans la tradition rurale et symbolise le centre de la commune. Depuis 2008, un petit marché s'y tient les jeudis soir.
- L'école Romain-Rolland, rue Jean-Jaurès : Son bâtiment principal de 1933-1937 est l'ancienne école de filles, œuvre de l'architecte parisien Plisson. S'inscrivant dans le mouvement architectural moderniste des années 1930, elle réunit le langage stylistique de l'expressionnisme tardif avec les ambitions hygiénistes de l'époque : lumière, air et espace. Les deux salles de classe sont en effet éclairées par de vastes baies des deux côtés. L'opposition entre les couleurs blanc et rouge fait en même temps référence à l'architecture nordique[82]. L'école est représentative des nouveaux bâtiments publics dont les villes du département s'équipaient alors ; pour une petite commune telle que Survilliers, ce choix architectural fut assez remarquable. L'étage abrite par ailleurs deux logements de fonction.
- Une tourelle, rue de la Liberté : Petit bâtiment datant au minimum du XVIIe siècle, qui depuis sa rénovation en 1989 a perdu l'aspect d'origine des murs en pierres apparentes. Une tourelle identique lui faisait face, à la limite entre les terrains de l'hôtel de ville et de la « maison des Enfants » ; elle a été démolie vers le milieu des années 1970, tout comme le grand portail d'entrée de l'hôtel de ville[b 4]. Il s'agit apparemment du dernier vestige de la ferme seigneuriale qui occupait cet espace avant la Révolution ; les tourelles délimitaient cette propriété face à la rue.
- Le monument aux morts, à l'intersection de la rue de la Gare et de la rue du Houx ; le monument en souvenir de l'accident mortel de Joseph Brancard et la grande plaque commémorative en hommage à Joseph Bonaparte et Julie Clary derrière la mairie.